# Enceinte de Strasbourg
L'enceinte de Strasbourg est un ensemble de constructions militaires (murs crénelés, fossés, tours, bastions, forts) destiné à protéger la ville d'une attaque ennemie. Ces défenses sont attestées dès l'Antiquité, entre les Ier et IVe siècles de notre ère, avec l'édification des murailles du camp romain d'Argentoratum par les hommes de la VIIIe Légion. Les remparts romains persistent bien après le départ des légionnaires lors des Invasions barbares du Ve siècle. Entre la chute de l'Empire romain d'Occident et la fin du Haut Moyen Âge, une modeste population s'abrite derrière les murs et continue à les entretenir sous la houlette de son évêque, seule autorité temporelle restée pérenne. Après le renouveau carolingien, entre les XIe et XVe siècles, la ville s'étend et absorbe ses faubourgs par l'édification de quatre murailles d'extension. Entre les XVe et XIXe siècles, la ville tout en connaissant un développement démographique marqué ne s'étend plus et reste corsetée à l'intérieur de ses murs. Durant le XVIIe siècle, pour faire face aux progrès de l'artillerie, l'enceinte connaît toutefois de profondes modifications et modernisations par l'adjonction de bastions édifiés selon les théories du Strasbourgeois Daniel Specklin. En septembre 1681, après une démonstration de force française, Strasbourg cède à la volonté annexionniste de Louis XIV en signant un acte de capitulation. À partir de cette date et jusqu'au siège de Strasbourg en 1870 lors de la guerre franco-prussienne, l'amélioration et l'entretien du système défensif strasbourgeois est confié aux militaires français. Après l'édification de la citadelle par Sébastien Vauban en 1682, l'enceinte urbaine ne connaît cependant plus de modifications majeures faute de financements suffisants. Après 1871, les autorités du Deuxième Empire allemand érigent Strasbourg au rang de capitale régionale. La ville connaît alors d'importants bouleversements urbanistiques, l'ancienne muraille est abattue et la surface constructible est multipliée par trois. Si les militaires allemands dotent la ville élargie ou « Neustadt » d'un nouveau rempart, la défense de la place est essentiellement assurée par une auréole discontinue d'une vingtaine de forts détachés, tous situés à plusieurs kilomètres du noyau urbain. Après le retour de Strasbourg à la France en 1918, l'enceinte urbaine allemande est jugée inopérante et déclassifiée par des législations adoptées en 1922 et 1927. Depuis lors, Strasbourg est une ville ouverte. Au début de la Seconde Guerre mondiale, la protection des civils est assurée en 1939-1940 par l'évacuation totale de la population vers les départements français du sud-ouest. Malgré les destructions et les arasements du patrimoine architectural militaire, le paysage strasbourgeois reste ponctué de nombreux vestiges, les plus notables étant les ponts couverts et le barrage Vauban qui forment, à côté de la flèche de la cathédrale, les symboles visuels les plus pittoresques de la ville.

## Castrum romain

### Fondation d'Argentoratum - Strasbourg

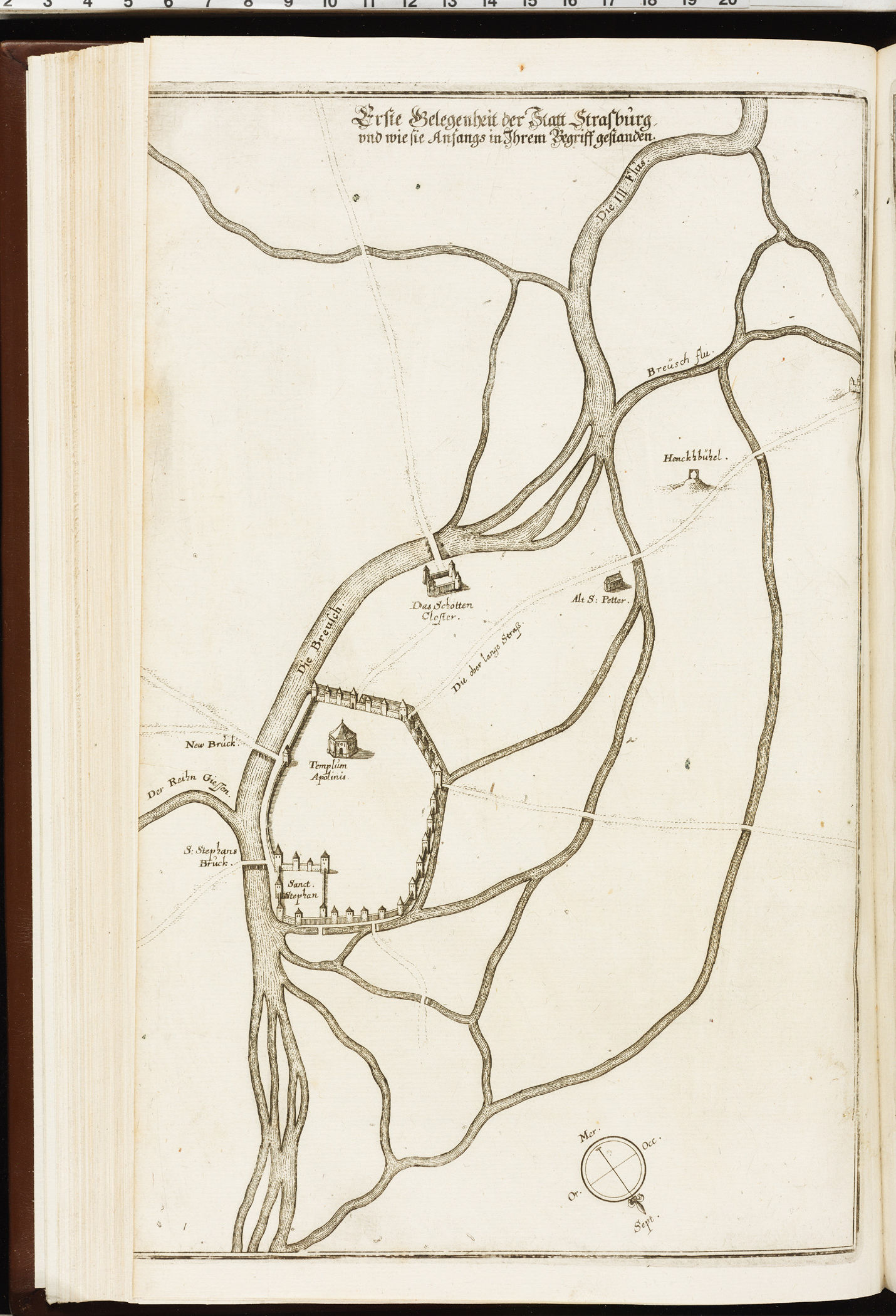
Plan de l'enceinte du camp dArgentoratum selon les connaissances du XVIIe siècle.

La fondation d'Argentoratum, l'actuelle ville de Strasbourg, s'inscrit dans une chaîne de huit camps romains établis le long du Rhin du Lac de Constance à Nimègue dont la fonction était de sécuriser militairement la frontière avec la germanie ; du sud au nord, Vindonissa, Argentoratum, Mogontiacum, Bonna, Colonia Claudia Ara Agrippinensium, Novaesium, Vetera et Noviomagus. Les débuts de l'histoire militaire romaine à Strasbourg restent encore très nébuleux car la ville actuelle recouvre la strate archéologique romaine. Dans le centre-ville, après de nombreux remblaiements, le sol romain se trouve ainsi enfoui à plus de trois mètres de profondeur sous le sol actuel,. Aux alentours de l'an 12 av. J.-C., le général Nero Claudius Drusus, frère de Tibère, en prévision de la conquête de la Germanie, ordonne la fondation d'une cinquantaine de petits camps le long du Rhin, les castella drusiana. En Alsace, une douzaine de sites sont retenus dont Seltz et Strasbourg. Les plus anciennes preuves archéologiques d'une présence militaire romaine à Argentoratum ne remontent toutefois qu'au milieu de la deuxième décennie de notre ère (début du règne de Tibère) et ont été localisées à l'ouest de la place de l'Homme-de-Fer. À cette époque, d'après l'historien Tacite, trois légions sont stationnées dans la zone rhénane, la IIe, la XIIIe et la XVIe. Avant son départ vers la Grande-Bretagne en l'an 43, la présence de la Legio II Augusta à Strasbourg est attestée par six inscriptions funéraires et un graffiti sur une brique. La localisation exacte du campement de la legio II n'est toujours pas précisée et reste problématique. L'archéologue Robert Forrer (1866-1947), sans véritables preuves, le situe sur la Grande Île de Strasbourg (dans la partie occidentale du camp romain du Haut-Empire) mais Koenigshoffen ou la Meinau sont d'autres hypothèses crédibles, à moins qu'il ne s'agisse d'une place militaire disséminée en plusieurs endroits.

### Camp romain de lalegio VIII Augusta

#### Trois remparts successifs

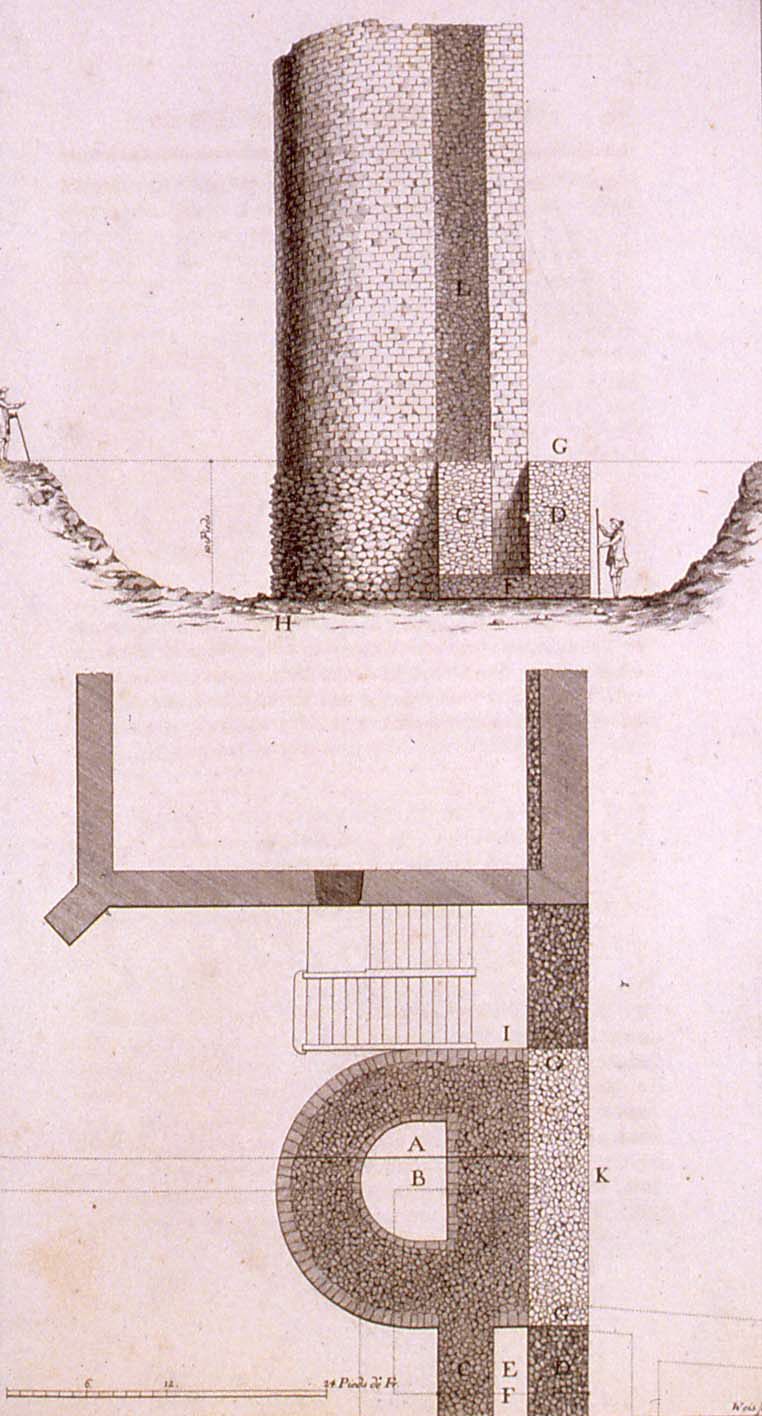
Schéma d'une tour romaine par Jean André Silbermann, en 1753, avant son dynamitage

L'arrivée de la Legio VIII Augusta à Argentoratum n'est pas datée avec exactitude, probablement sous le règne de l'empereur Domitien, entre les années 85 et 90 apr. J.-C.. Des fouilles menée sur le camp de sa précédente affectation, à Mirebellum près de Dijon, attestent de sa présence en Bourgogne au moins jusque vers 83-84. À la fin du Ier siècle, les 6 000 légionnaires sont transférés à Argentoratum afin de mieux surveiller le limes de Germanie. Sur les bords de l'İll, le camp se fixe au plus près du Rhin et de sa zone inondable mais à l’abri de la plupart de ses crues annuelles. Rapidement, des artisans et des marchands au service des militaires, s'installent en dehors des murs du camp et se fixent au sein d'un vicus et d'un canabae (ville et faubourgs), principalement dans l'actuel quartier de Koenigshoffen le long de l'actuelle rue des Romains. Durant le IIIe siècle, la population totale d'Argentoratum est estimée entre 20 000 et 30 000 habitants. Le chiffre de 20 000 habitants s'est probablement maintenu jusqu'au IVe siècle de notre ère pour ensuite fortement décliner. Une population de quelques centaines d'habitants a sûrement perduré durant tout le Haut Moyen Âge au sein de l'enceinte romaine désertée par les militaires vers le milieu du Ve siècle.

##### Enceinte en bois et terre
Durant les trois siècles de sa présence à Argentoratum, la VIIIe Légion édifie successivement trois enceintes afin de protéger son campement. Le choix de son emplacement s'est porté sur une terrasse alluviale qui surmontait alors de basses terres marécageuses. Le site a d'abord été nivelé et remblayé sur une hauteur de dix centimètres. Une enceinte en terre avec une armature en bois a ensuite été édifiée. La largeur de ce mur était de 4,40 mètres à sa base pour une hauteur estimée de 3,50 mètres jusqu'au chemin de ronde. L'enceinte était précédée d'un fossé incurvé de 5 à 6 mètres de large pour une profondeur d'environ 1,20 à 1,50 mètre de profondeur.

##### Enceinte en pierre calcaire
Un deuxième rempart en pierre calcaire est édifié au milieu du IIe siècle de notre ère directement devant celui en terre et en bois. Les tours sont rectangulaires et font saillies à l'intérieur du camp. Le premier fossé est comblé et un deuxième est creusé un peu plus loin. Le mur repose sur des fondations en pierres volcaniques du Kaiserstuhl déposées dans une tranchée profonde et large de 1 à 1,20 mètre. Le rempart est maçonné avec de petits moellons de pierre calcaire mais est entrecoupé par des chaînages horizontaux à trois assises de briques ou de tuiles.

##### Enceinte en grès rose
Le troisième et dernier mur est édifié en grès, probablement par étapes successives, à la fin du IIIe ou au début du IVe siècle. Il s'adosse directement contre l'enceinte en pierre calcaire. Cette nouvelle enceinte est munie de nombreuses tours de plan semi-circulaire espacées de 20 à 40 mètres et de tours rondes plus larges aux angles. L'archéologie a permis de découvrir dix-sept tours semi-circulaires. Leurs diamètres sont variables : 4,70 mètres sur le front nord-est, 7,60 mètres sur le front opposé et 6,50 mètres de moyenne sur le front nord-ouest. Cette enceinte comporte des remplois pour la plupart des stèles funéraires ou des fragments sculptés ou gravés d'inscriptions. Il subsiste actuellement des vestiges intégrés dans des murs d'immeuble (secteur de la place du Temple-Neuf) ou dans des caves comme aux 47-49 de la rue des Grandes-Arcades (exhumé en 1906 et classé aux monuments historiques depuis le 27 décembre 1920).

Deux photographies des vestiges d'une tour romaine (rue des Grandes-Arcades).
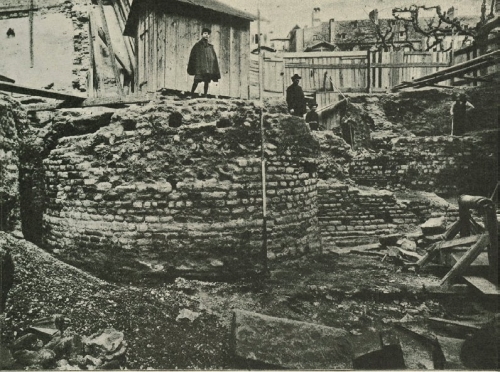
Lors des fouilles en 1906.
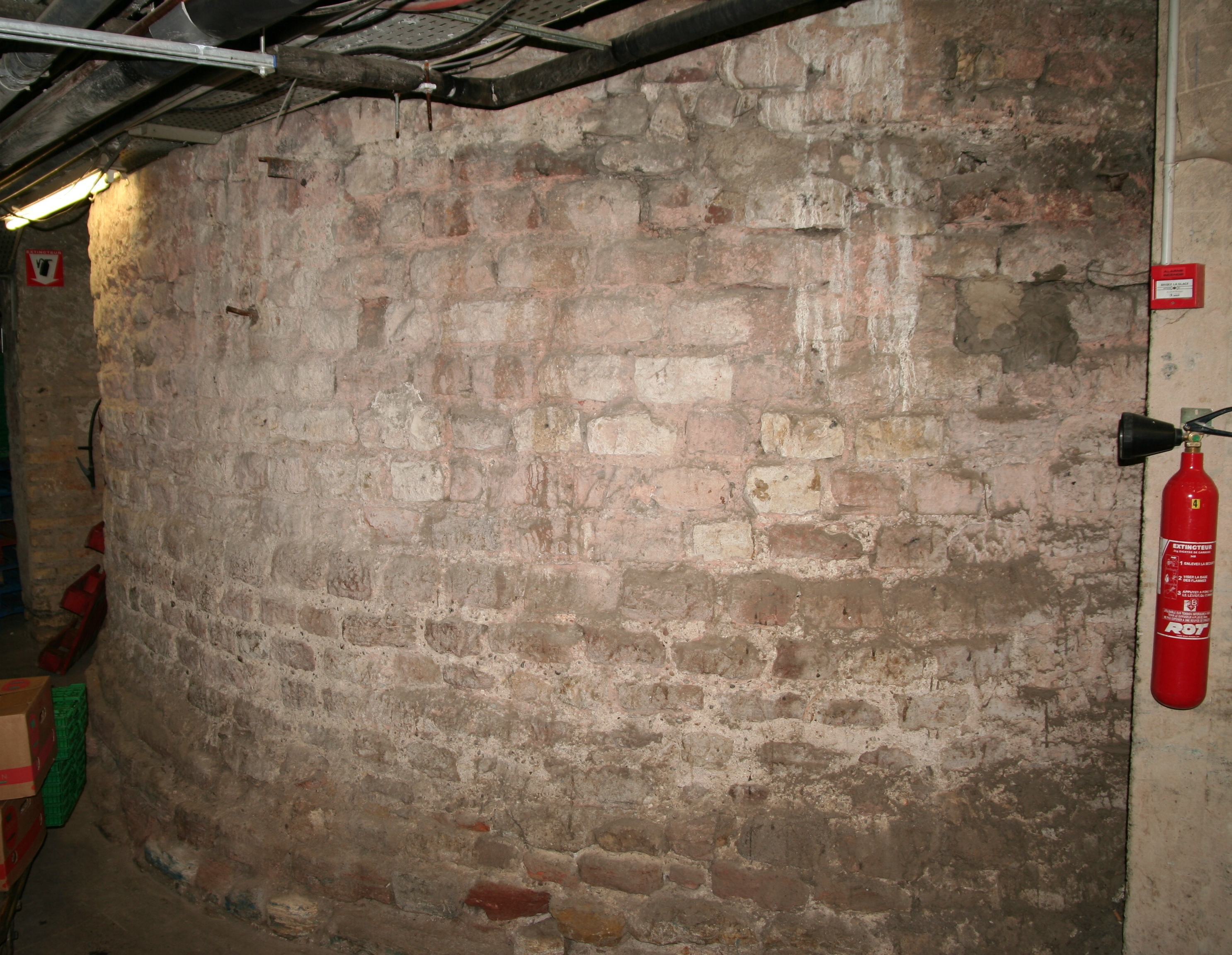
Dans la cave d'un immeuble en 2008.

#### Fossés d'Argentoratum

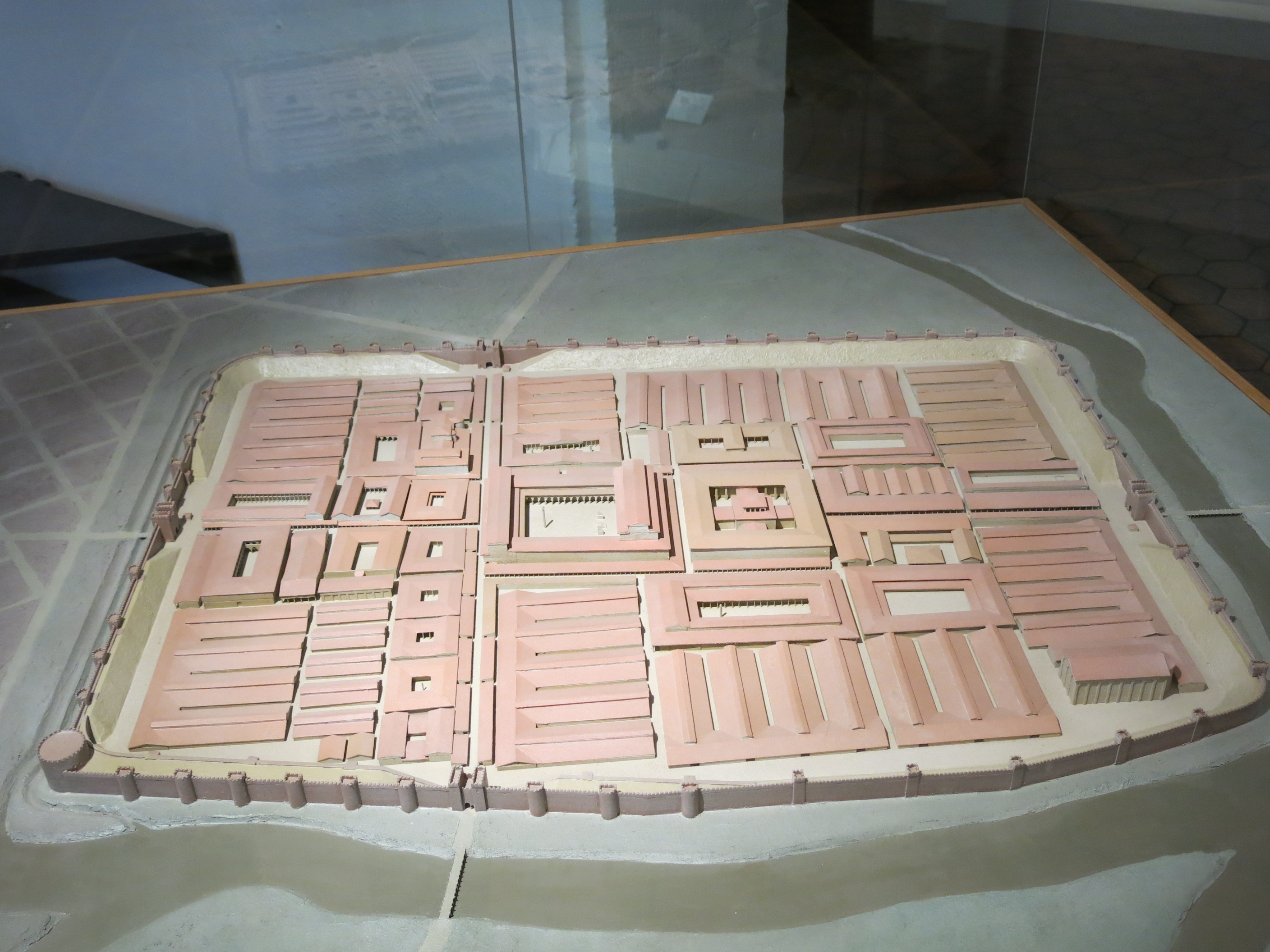
Maquette du camp d’Argentoratum au Musée archéologique de Strasbourg.

La présence romaine est attestée jusqu'à l'invasion des Huns de l'an 451. Dans sa phase finale du IVe siècle, le camp romain d'Argentoratum est assez bien connu depuis les fouilles archéologiques des XIXe et XXe siècles. L'enceinte a 550 mètres de long sur 335 mètres de large et enserre une superficie de dix-neuf hectares, un chiffre dans la norme pour un camp romain (18 à 20 hectares) mais plus petit que les autres camps rhénans qui comptaient une superficie de vingt-cinq hectares. Le camp de Strasbourg était délimité par des cours d'eau encore existant et par des fossés qui se laissent encore deviner dans la topographie du centre-ville. Au sud, l'enceinte longeait la rivière İll entre l'actuel pont de la place du Corbeau et l'église Saint-Étienne. Ce cours d'eau se trouvait être plus large de 90 mètres et son rivage atteignait l'actuelle rue des Veaux. À l'est, les douves de la muraille formaient la partie aval du fossé du Faux Rempart, se poursuivait au nord par la portion du Fossé des Tanneurs (disparu) qui longeait la Place Broglie et continuait à l'ouest par le fossé disparu de l'Ulmergraben (rues des Grandes Arcades et du Vieil-Hôpital).

#### Portes et rues romaines

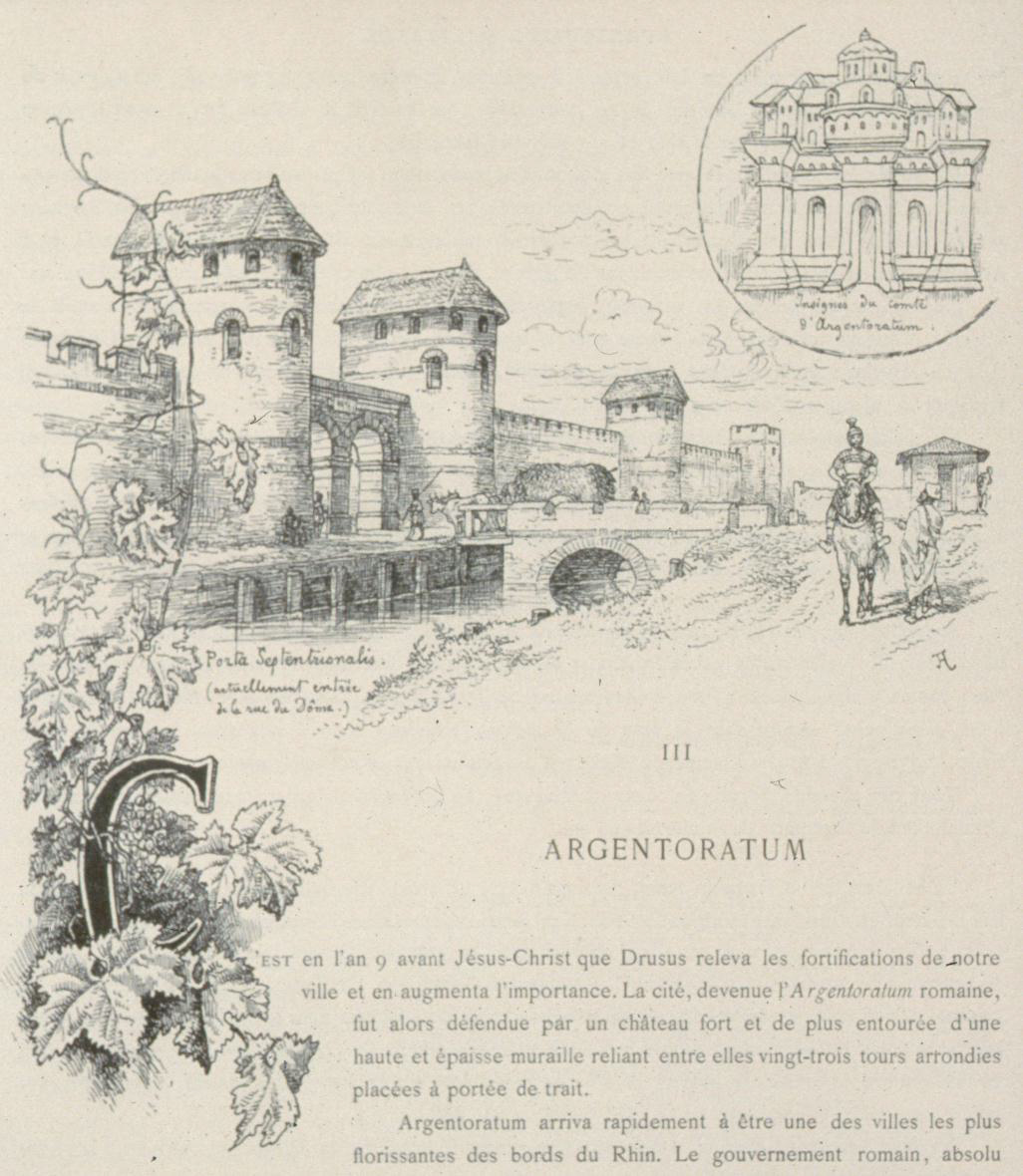
Porte d'Argentoratum (vue par Alfred Touchemolin).

Quatre portes permettaient d'accéder au camp d'Argentoratum, la porta praetoria (ouest) à l'angle de la rue des Hallebardes et de la rue du Fossé-des-Tailleurs, la porta decumana (est) au milieu du quai Lezay-Marnésia, la porta principalis dextra (nord) à l'entrée de la rue du Dôme et la porta principalis sinistra (sud) de la rue du Bain-aux-Roses. Les portes nord et sud sont assez peu renseignées. Des fouilles menées durant l'hiver 1971-1972 ont permis de livrer le plan complet de la porte orientale constituée d'un corps rectangulaire placé à cheval sur la courtine et flanqué de deux tours bastionnées également rectangulaires. Le passage était primitivement large de 5,50 mètres mais fut réduit à 3,20 mètres au cours de l'Antiquité tardive. La porte monumentale et principale était la porta praetoria. Elle faisait fonction de porte officielle et donnait directement vers le prétoire c'est-à-dire le quartier général du camp où résidaient les officiers.
Les deux principales artères du castrum étaient la via principalis (axe nord-sud) constituée par l'actuelle rue du Dôme et son prolongement la rue du Bain-aux-Roses (entrecoupées par les bâtiments du Grand Séminaire et du Lycée Fustel-de-Coulanges), et la via prætoria (axe ouest-est), les actuelles rues des Hallebardes et des Juifs.

## Ville médiévale

### Noyau urbain

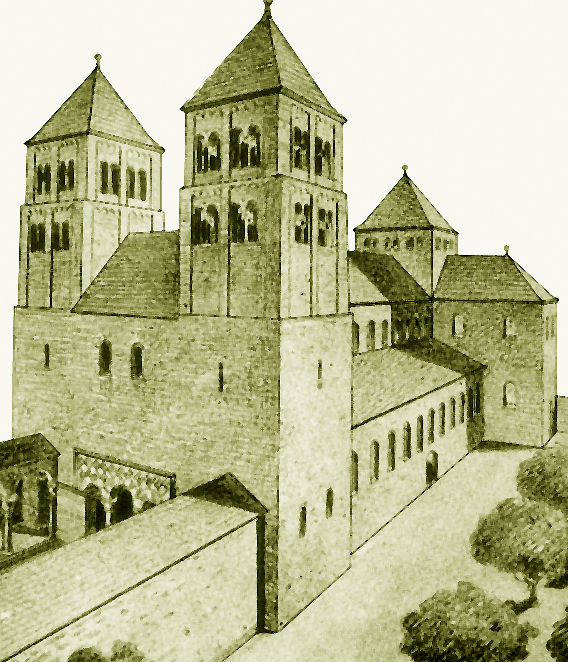
Essai de restitution de la cathédrale ottonienne de Strasbourg par l'architecte Johann Knauth en 1907.

Sous les Carolingiens et les Ottoniens (VIIIe – Xe siècles), des donations royales transfèrent peu à peu à l'évêché la propriété du sol strasbourgeois ainsi que les revenus et les droits qui s'y rattachent. C'est ainsi que l'empereur Louis le Pieux (814-840) délègue à l'autorité épiscopale l'exercice de la justice et la levée des impôts et qu'Otton II accorde en 982, à l'évêque Erchambald, la pleine autorité sur Strasbourg et sur ses faubourgs, même sur les domaines qui ne sont pas les siens. Durant la seconde partie du Xe siècle la réouverture des grandes voies de communication favorise le commerce et la venue de marchands étrangers. Au XIe siècle, la population strasbourgeoise s'accroit et l'urbanisation reprend. Le premier statut municipal promulgué par l'évêque Burchard en 1146-1147 distingue deux quartiers, l'« Altstadt » et la « Neustadt » regroupant quelque 6 000 habitants.
L'« Altstadt » (vieille ville) est le castrum romain où s'élève une cathédrale (peut-être dès le IVe siècle) et la résidence de l'évêque. Des sources écrites et des fouilles archéologiques attestent que l'enceinte du Bas-Empire romain subsiste encore. Le chroniqueur Jacques Twinger de Koenigshoffen (1346-1420) décrit ainsi le front oriental (actuel quai Lezay-Marnésia):

« der stette ryngmure und grebe gingent von sant Steffans brucke wider sant Andreas, do umb untz an den Judenturm am Rossmerkte. »

À l'ouest, la muraille romaine était aussi conservée au niveau de la rue des Grandes-Arcades et l'on sait que son fossé a été recreusé vers 995. On suppose que l'enceinte existait aussi au nord (place Broglie). Au sud, le long de l'İll, le mur semble avoir disparu et le chroniqueur Jacques Twinger ne le mentionne plus.
La « Neustadt » (ville nouvelle), située à l'ouest de l'ancien castrum, englobe plusieurs quartiers séparés par des espaces agricoles. Ces quartiers correspondent aux paroisses créées entre le XIe et le XIIe siècle afin d'encadrer la population des croyants ; Saint-Thomas et Sainte-Aurélie au Xe siècle, Saint-Pierre-le-Vieux au XIe siècle, Saint-Pierre-le-Jeune en 1031, Saint-Martin sur la place du Marché-aux-Herbes (XIIe siècle ?) et Saint-Nicolas en 1182, la première paroisse à avoir été fondée sur la rive droite de l'İll.

### Première extension

#### Tracé de l'enceinte

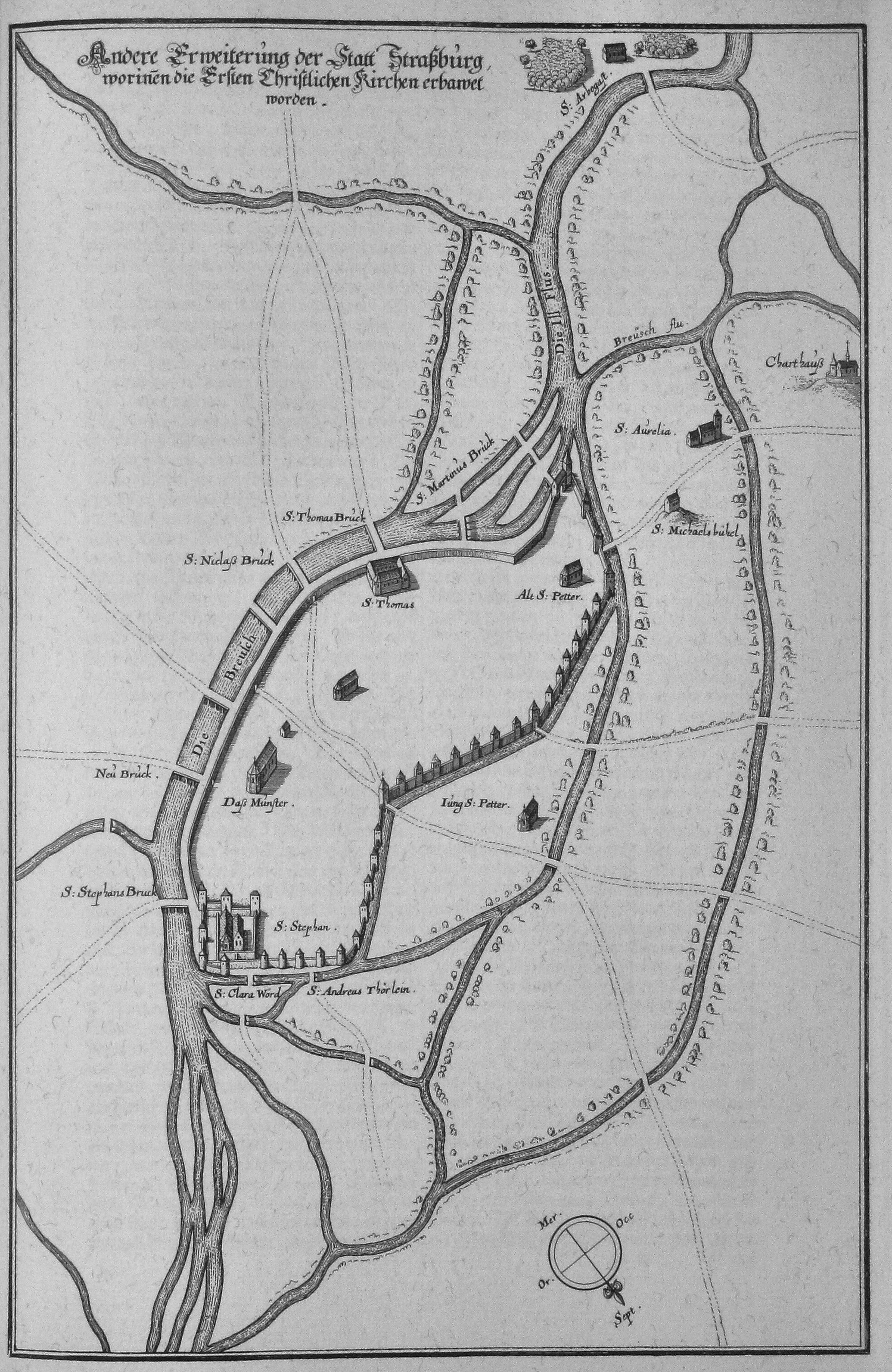
Carte de Strasbourg au XIe siècle.

La date de la construction de la première enceinte médiévale reste controversée. L'évêque a peut-être été contraint de l'édifier vers 1080-1100 à l'occasion des troubles de la Querelle des Investitures. Le tracé des murs n'a pas encore été attesté par l'archéologie mais peut toutefois être reconstitué à partir de mentions écrites. Au nord-est, la muraille médiévale prolonge le mur romain au niveau de la place des Étudiants puis longe vers l'ouest les rues de la Mésange, de la Haute-Montée (peut-être la place de l'Homme-de-Fer mais les fouilles préalables à la pose des rails du tramway n'ont rien trouvé), la rue du Jeu-des-Enfants, puis descend vers le sud par la place Saint-Pierre-le-Vieux pour rejoindre le fossé du Faux Rempart et longe ensuite, vers l'est, le cours de l'İll jusqu'au Musée historique. Il est cependant probable que les bords de la rivière n'aient été protégés que par une simple levée de terre surmontée d'une palissade.

#### Fossé des Tanneurs
Jusqu'au XIXe siècle, bien après la disparition des murs, la majeure partie du front nord de la première enceinte médiévale est marqué dans le paysage urbain par le cours du Fossé des Tanneurs. Ce dernier est mentionné pour la première fois en 1257. Lors de la deuxième extension de l'enceinte, le fossé perd son aspect quasi-rectiligne. La partie amont du fossé est comblée entre Saint-Pierre-le-Vieux et la rue de la Haute-Montée et un nouveau lit est creusé à partir de l'İll au niveau de la place Benjamin-Zix pour rejoindre, après un coude, le cours primitif au niveau de la place de l'Homme-de-Fer. La nouvelle section est l'actuelle rue du Fossé-des-Tanneurs. La partie aval longeant la place Broglie est recouverte par une voûte lors de la construction de l'Opéra entre 1804 et 1821. La voûte est ensuite prolongée vers l'ouest, entre 1836-1840, le long de la Grand'Rue puis une dernière section disparaît en 1877-1878 pour devenir la rue du Fossé-des-Tanneurs. Les extrémités de ce fossé, transformé en égout voûté donnant sur l'İll, sont visibles sous forme d’arches, au sud, sous la place Benjamin-Zix et au nord, sur le fossé du Faux-Rempart entre la Préfecture et l'Opéra.

Fossé des Tanneurs
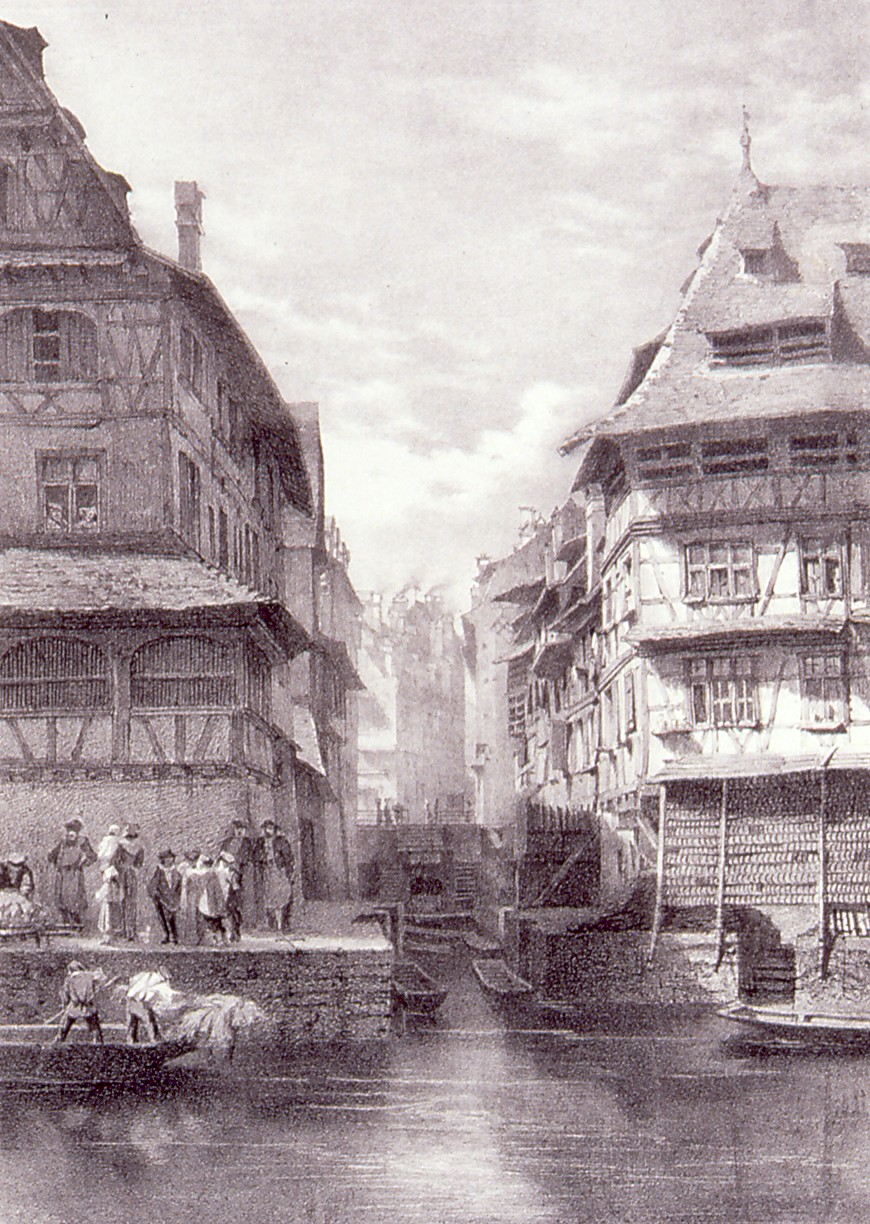
Gravure figurant le Fossé des tanneurs en 1855, par Charles Kreutzberger.
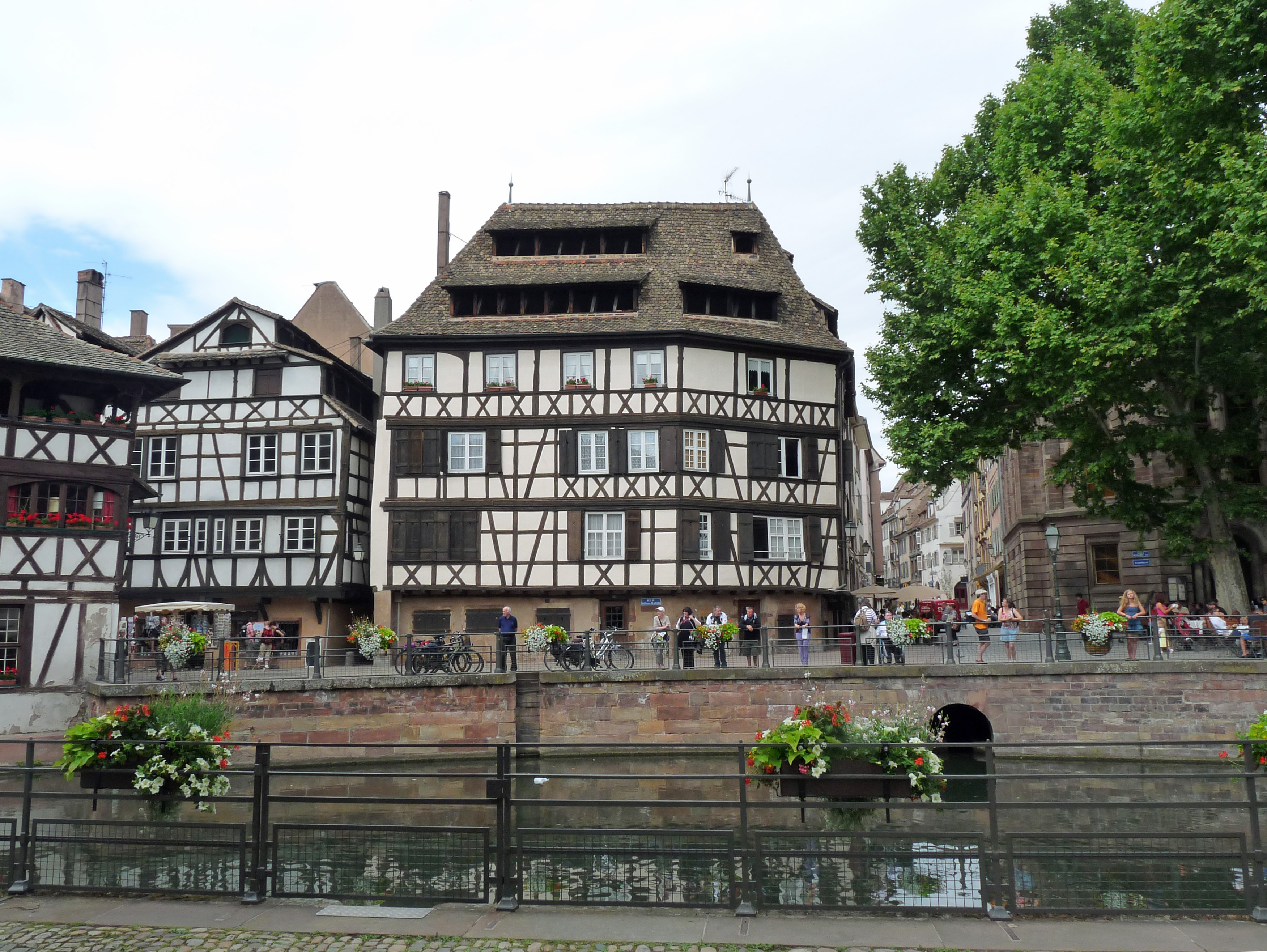
Photographie de 2011, vue sur le débouché du fossé vouté.

#### Tour aux Deniers (Pfennigturm)

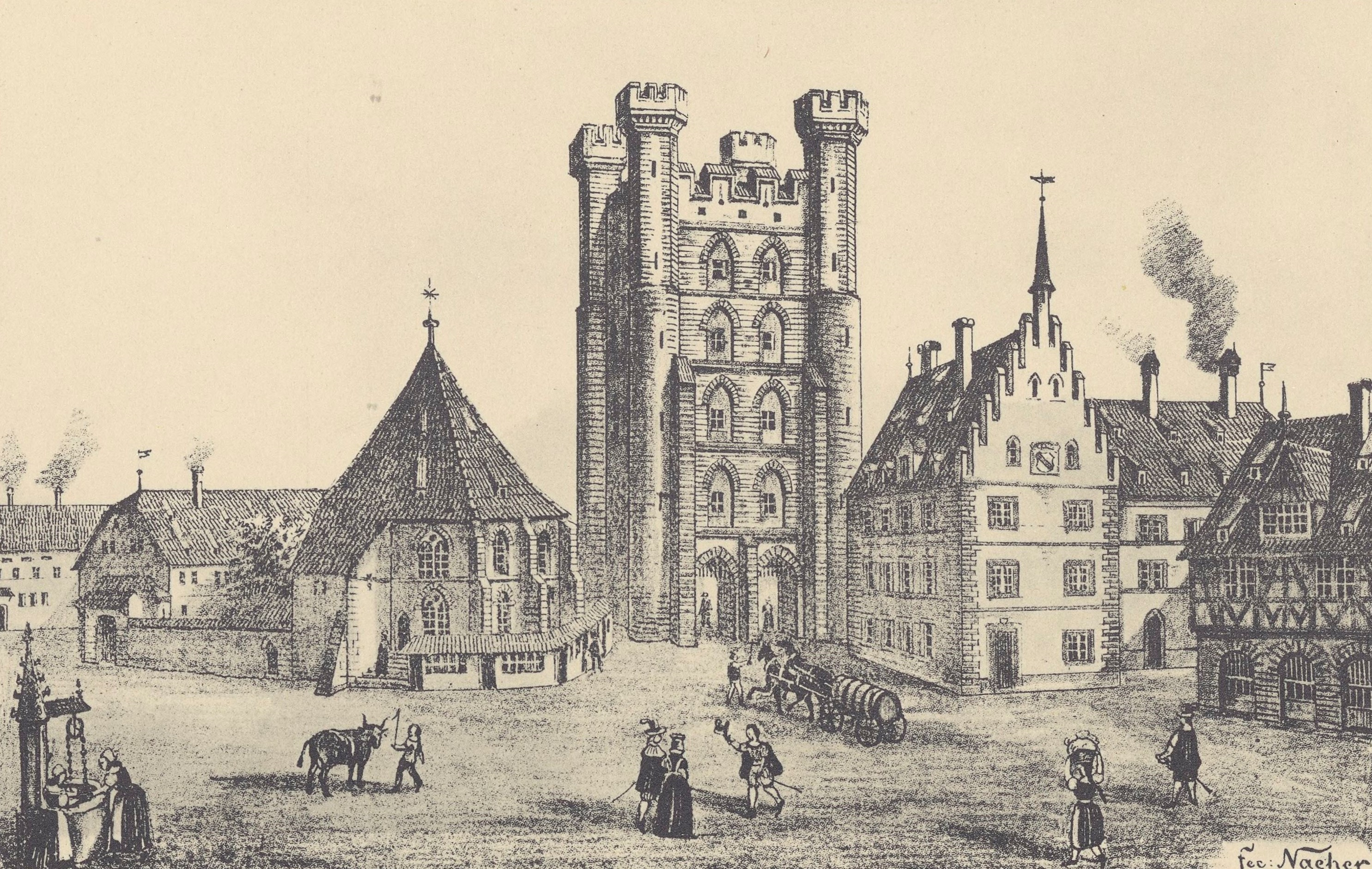
Gravure montrant la Pfennigturm sur l'actuelle place Kléber.

La première enceinte médiévale était percée par au moins quatre portes. Sur le front nord, la Porte de Pierre ou Steinburgtor perpétue la porta principalis dextra de l'enceinte romaine. Non loin, la Porte des Bœufs ou Rintburgtor, située au débouché septentrional de la rue des Grandes-Arcades, facilitait la sortie des habitants du nouveau quartier vers Schiltigheim. À l'ouest, au débouché de la Grand'Rue, la Porte face à Saint-Michel, conservée sur le rempart du XIIIe siècle sous le nom de Zolltor (Porte de la Douane), permettait de se rendre à Koenigshoffen. Au sud, sur la rive de l'İll, la Vellemans Burgtor permettait de passer au niveau de l'actuel pont du Corbeau. Une cinquième porte devait probablement exister au niveau du pont Saint-Thomas,.
Après l'extension de la ville vers le nord, la Porte des Bœufs, aussi connue sous le nom de Rindshüterthor (Porte des Tanneurs), est remplacée en 1322 par une tour porte dénommée Pfennigturm (Tour aux Deniers) faisant office de tour communale à l'image des beffrois du nord de la France. La tour comptait trois étages voûtés. Elle était flanquée aux quatre angles de quatre tourelles dans lesquelles montaient des escaliers en hélice. En 1414, la foudre ravagea la toiture et il fut décidé d'ajouter un étage supplémentaire doté d'une plate-forme terrasse. La Tour aux Deniers, en tant que symbole des libertés municipales, abritait le trésor et les services financiers de la ville supervisés par quatre préposés. La tour renfermait aussi les archives les plus précieuses comme les chartes, les privilèges ou encore les bannières. La terrasse fut dotée d'une table ovale en pierre, à quatre pieds massifs sculptés aux armes de la ville. Chaque année, le 24 juin, jour de la Saint-Baptiste, un banquet réunissait l'ensemble des autorités municipales (le Magistrat) afin de célébrer le commencement de l'année politique. Après le rattachement de Strasbourg à la France, en 1745, la tour fut démolie jusqu'à la voûte du premier étage puis définitivement rasée en 1768. Sa disparition facilita la circulation des véhicules et débarrassa la place Kléber d'un édifice jugé trop gothique dans le cadre d'un plan d'aménagement urbain imaginé par Jacques-François Blondel (1705-1774), architecte et urbaniste parisien mandaté par le roi Louis XV.

### Enceinte épiscopale

#### Deuxième extension (Finkwiller)
Vers 1200-1250, l'évêque Conrad de Hunebourg entreprend la construction d'une nouvelle enceinte, un siège mené en 1199 par Philippe de Souabe ayant fortement endommagé les faubourgs de la ville. La muraille enserre désormais l'ensemble de la Grande Île. Au nord-est, elle s'appuie sur l'enceinte du castrum romain au niveau de Hôtel de la préfecture puis longe entièrement la rive droite du fossé du Faux- Rempart (quais Schoepflin, Kellermann, de Paris, Desaix, Turckheim). Après les Ponts-Couverts, afin de mettre à l'abri le quartier du Finkwiller, le mur passe sur la rive droite de l'Ill et suit la rue des Glacières puis longe les vieux bâtiments de l'Hôpital Civil, les rues Paul-Reiss et Sengenwald, le nord des places d'Austerlitz et des Orphelins, la rue du Fossé-des-Orphelins, puis la rue de Zurich jusqu'au quai des Bateliers.
Une modeste portion de cette enceinte est encore debout entre l'église Sainte-Madeleine et la rue du Fossé-des-Orphelins. Le mur est construit en briques et se trouve pourvu de larges merlons et d'un chemin de ronde. En 1913, un passage a été aménagé par l'adjonction d'un portail style Renaissance, daté de 1576, issu de la démolition de l'hôtel des Rathsamhausen (situé rue Brulée). Le mur a été inscrit à l'Inventaire supplémentaire des monuments historiques le 13 juin 1929.

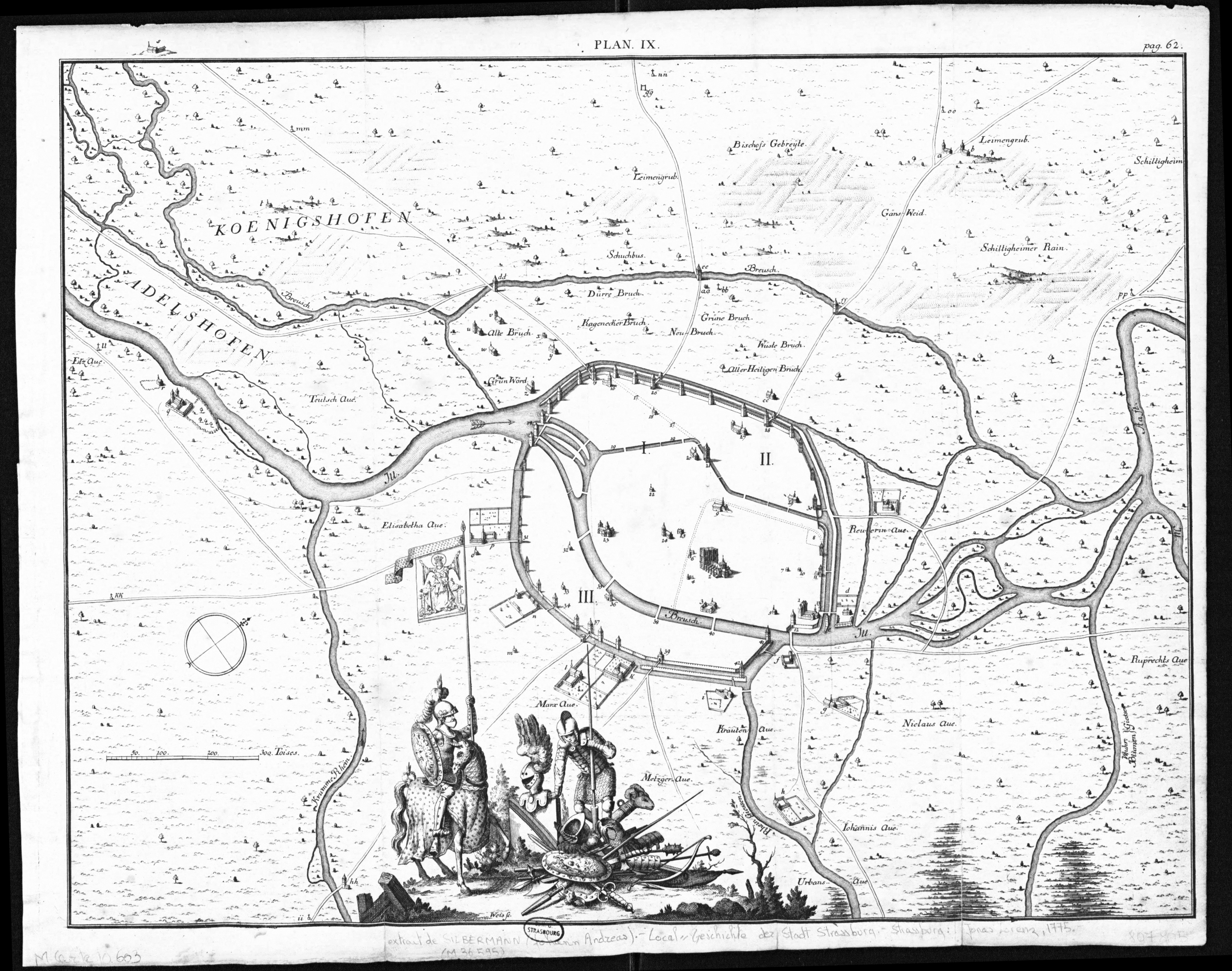
Plan de Strasbourg au XIIIe siècle (deuxième extension).
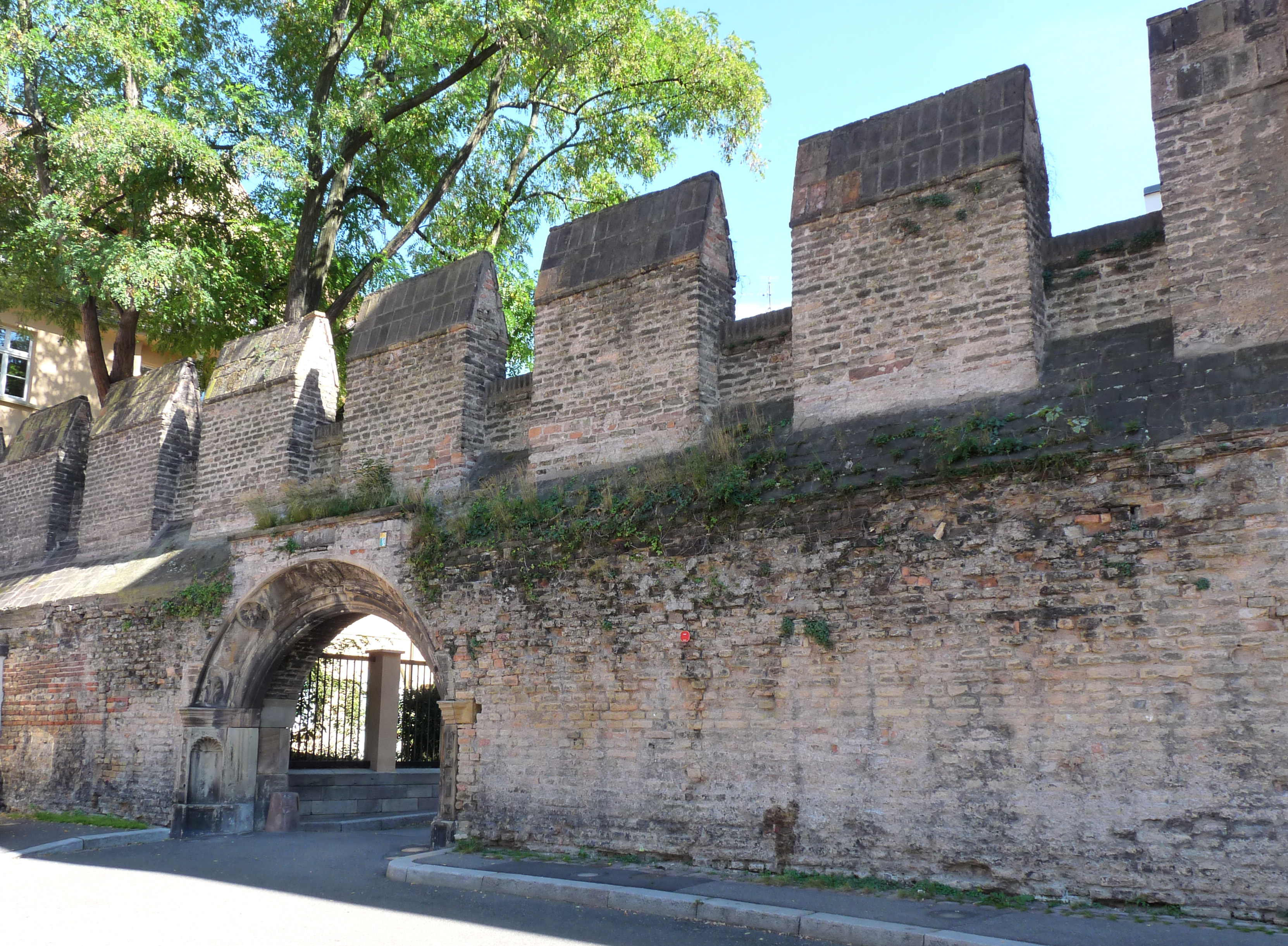
Restes de l'enceinte (place Sainte-Madeleine).

#### Portes

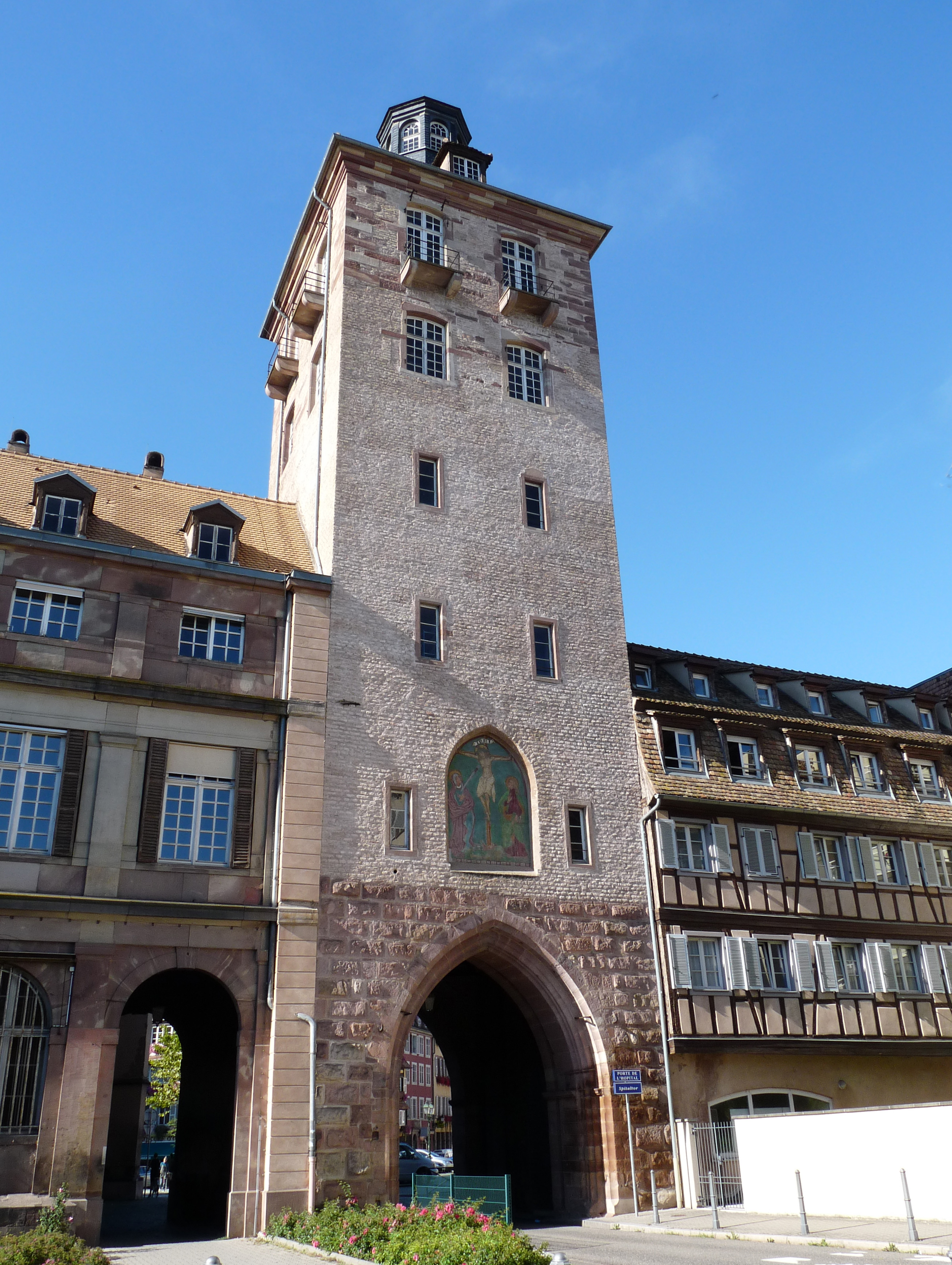
Porte de l'Hôpital en 2011.

La muraille, jalonnée par vingt-sept tours, est protégée par une fausse braie édifiée sur un réseau continu de fossés et de cours d'eau. Huit double-portes avec des ponts-levis, ainsi que plusieurs poternes, permettent d'accéder à la ville. Le fossé du Faux-Rempart est percé d'est en ouest par les portes des Juifs, de Pierre, de Spire et de la Douane (Zolltor), tandis que le quartier Finkwiller est desservi par les portes Sainte-Catherine, de l'Hôpital et des Bouchers ; la porte Saint-Étienne permettant d'entrer depuis le faubourg de la Krutenau.
Après les destructions urbanistiques des XVIIIe et XIXe siècles, de ces huit tours-portes, seule subsiste encore la porte de l'Hôpital (ou  Spitalthor) en étant intégrée dans les vieux bâtiments de l'Hôpital civil. Cette porte fut édifiée en 1392 (ou réaménagée) pour remplacer la Bünderthor Le niveau supérieur de la porte de l'Hôpital était initialement doté de bretèches. Vers 1673, le toit fut doté d'une plate-forme après une demande du savant Julius Reichelt (1637-1719) afin de servir d'observatoire astronomique. L'aspect actuel remonte au XIXe siècle avec l'adjonction d'un toit en pavillon doté d'un lanternon. Le dessus du passage, côté sud, est surmonté d'une peinture murale représentant la crucifixion de Jésus-Christ.
La porte est séparée d'une ancienne tour défensive pentagonale par un immeuble d'habitations aménagé à l'endroit de la muraille. Cette tour appartient également à l'enceinte du XIIIe siècle. Après 1870, plusieurs artistes y ont abrité leurs ateliers dont Lothar von Seebach (1853-1930),.

#### Ponts-Couverts
Au sud-ouest de Strasbourg, les eaux de l'İll entrent dans la ville et se subdivisent en quatre bras, du sud au nord, la Zornmühle, la Duntzenmühle, la Spitzmühle et le Canal de navigation.
Au XIIIe siècle, lors de la construction de la muraille en pierre, cet endroit nécessita un traitement défensif approprié afin de parer sa vulnérabilité. La solution retenue fut la construction d'un pont-muraille constitué de quatre tours carrées en briques avec des ponts-galeries en bois enjambant successivement les bras de la rivière. La tour septentrionale, la Maltzenturm, fut victime d'un incendie en 1869 puis rasée. Subsiste toujours, la Heinrichsturm, la Hans von Altheimturm et la Franzosenturm qui servirent de prisons civiles et militaires durant les XVIIIe et XIXe siècles. Plus loin, à l'entrée du fossé du Faux-Rempart, sur le quai Turckheim, se dresse encore la Henckerturm ou Tour du Bourreau, vestige des tours qui ponctuaient le mur d'enceinte. Les galeries des Ponts-Couverts étaient ouvertes vers la ville mais obturées vers l'extérieur par une paroi en bois percée d'archères et en cas d'attaque des herses barraient la route des navires. Les galeries ont été remplacées en 1784 par de simples passerelles sur pilotis, ouvertes et en bois. Les trois ponts en grès actuels datent des années 1863-1865,.

Trois vues sur les Ponts-Couverts
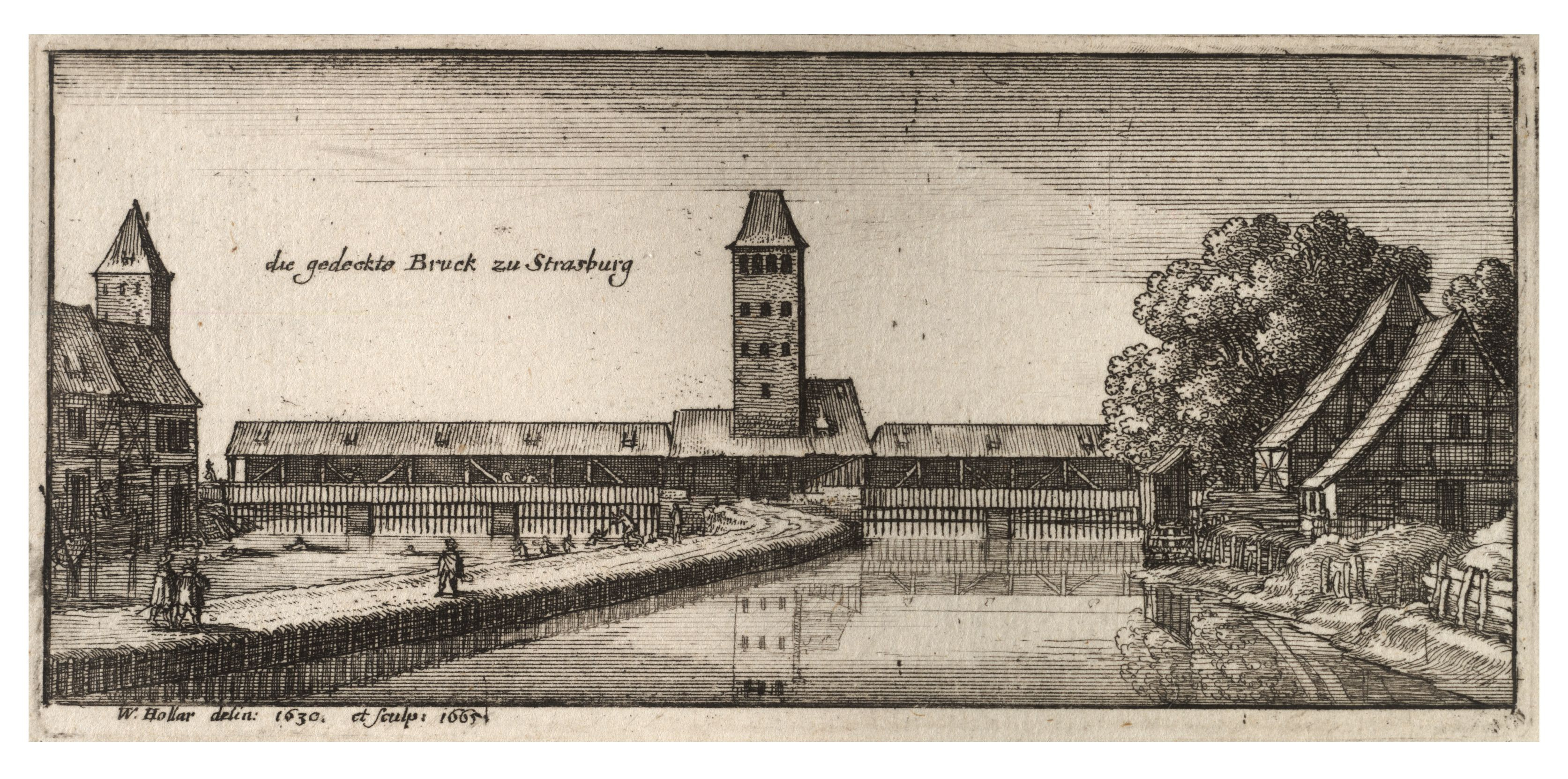
Gravure de 1630.
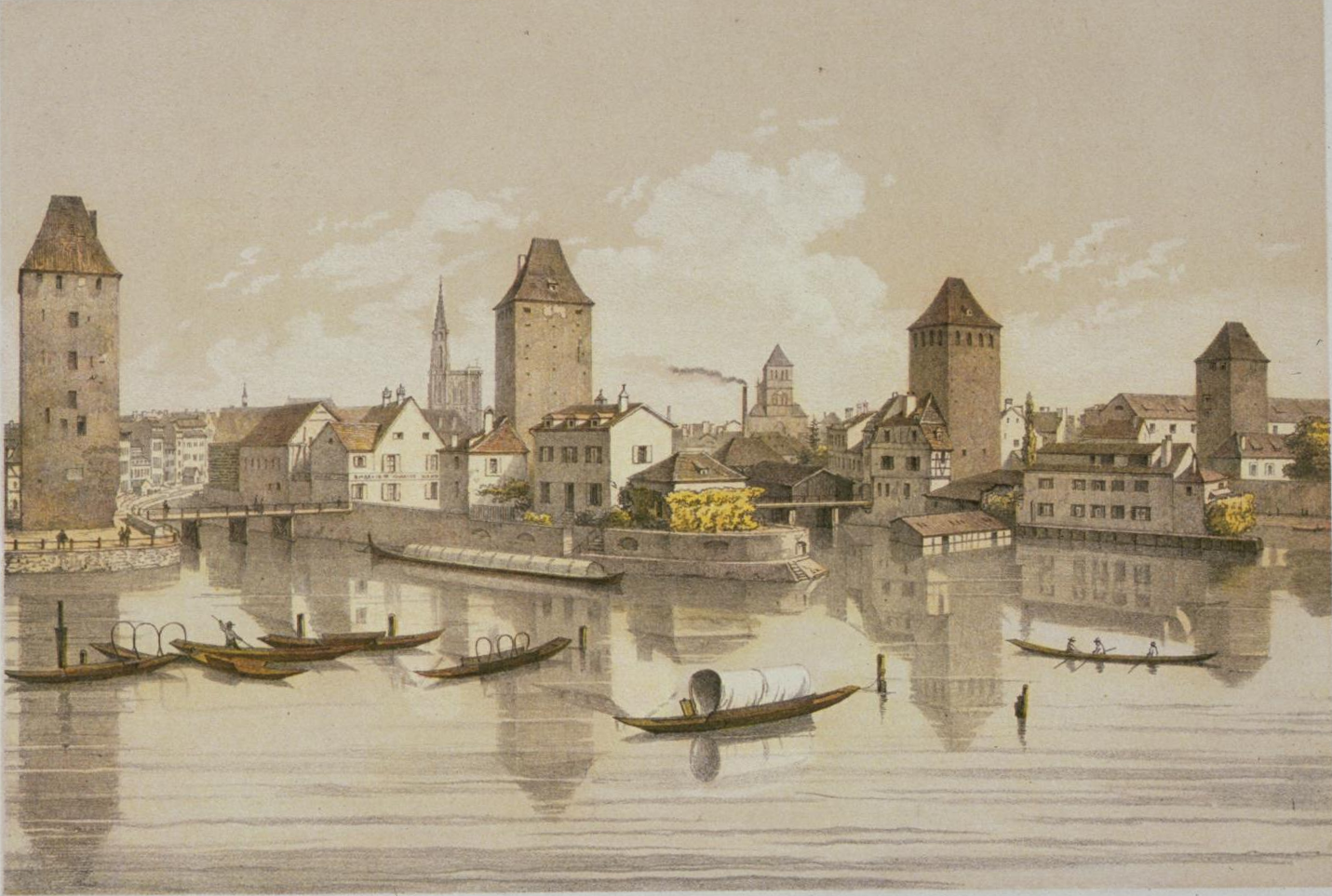
Les quatre tours en 1860.
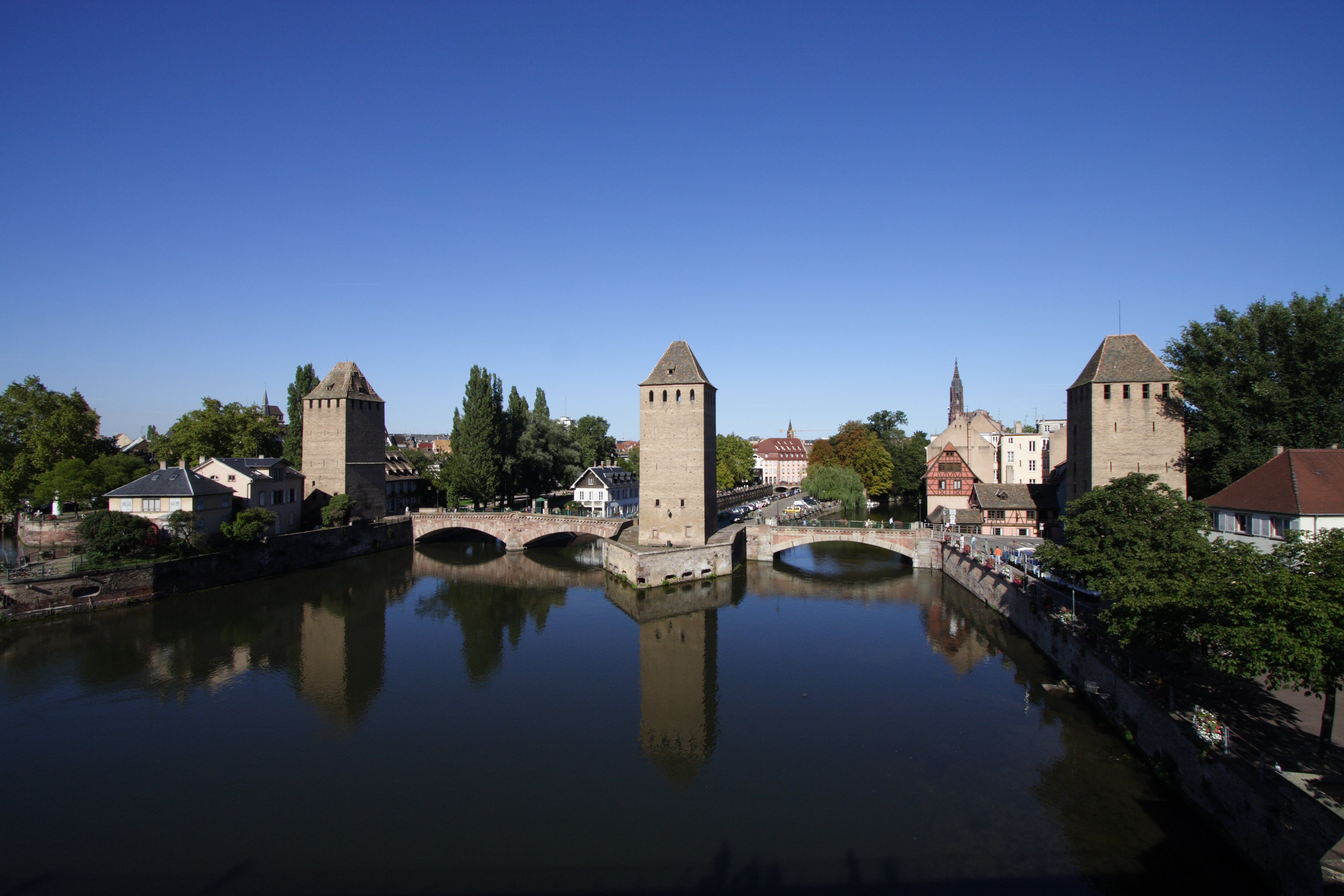
Photographie de 2006.

#### Fossé du Faux-Rempart
L'archéologie n'a pas encore attesté si le fossé du Faux-Rempart, en allemand Falscher Wallkanal ou Stadt-Graben-Kanal (le bras septentrional de l'İll) est un cours d'eau naturel rectifié au cours du temps ou un canal creusé par les hommes. Lors du deuxième agrandissement de l'enceinte, il fut fortifié sur toute sa longueur. Il était alors constitué de deux canaux parallèles séparés par une butte de terre surmontée d'une fausse braie constituée par une muraille à merlons en briques et ponctués de tours carrées.
La fausse braie fut démolie en 1831 sous le mandat du maire Jean-Frédéric de Turckheim puis le double fossé défensif fut transformé en un unique canal navigable commercial en 1836-1838 sous le maire Georges-Frédéric Schützenberger. Son utilité marchande périclita avec le percement du Canal de Jonction (Bassin Dusuzeau) en 1882. Sa remise en service fut décidée en 1983 pour son attrait panoramique (bateaux touristiques).

Trois vues sur le Fossé du Faux Rempart
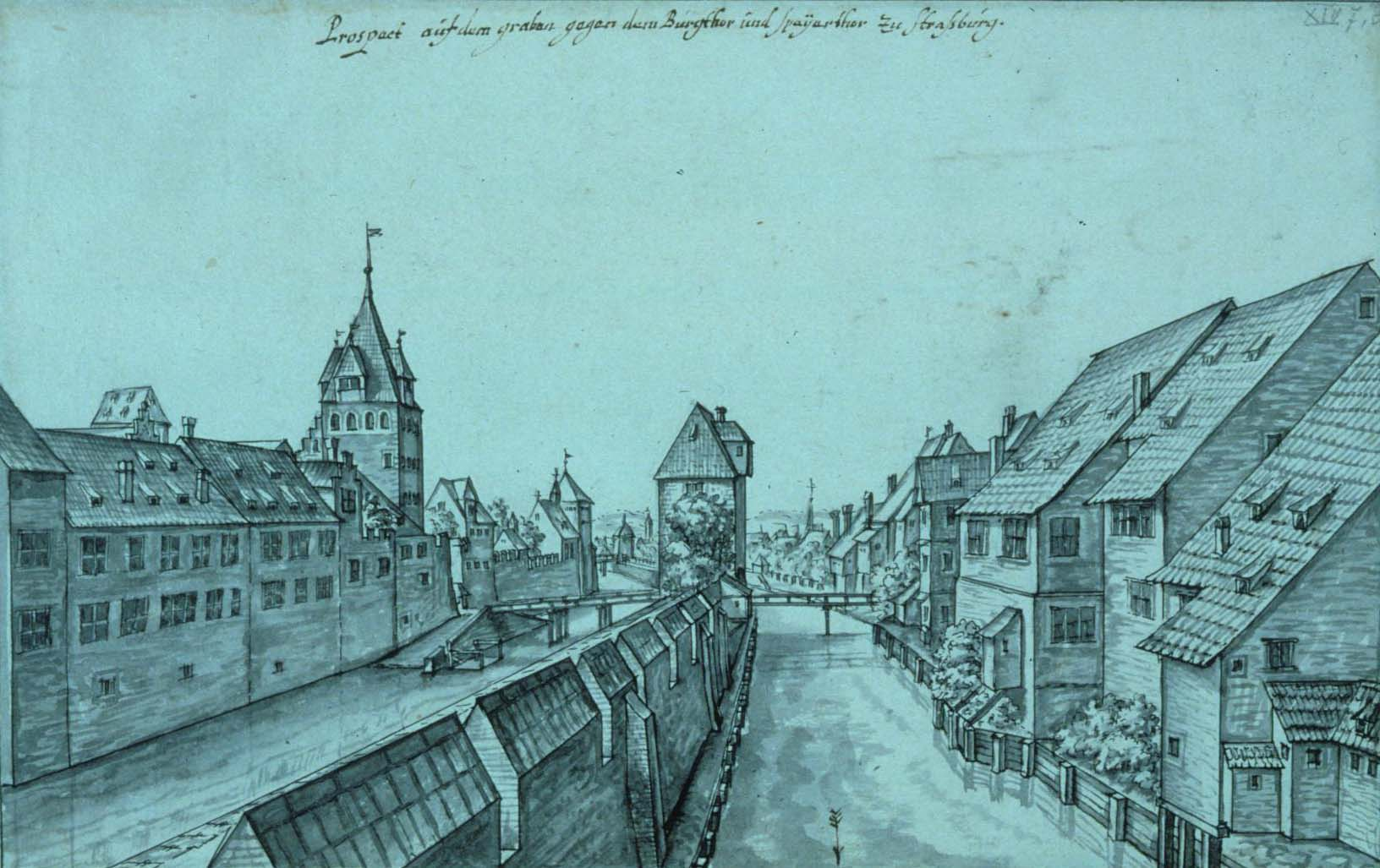
Gravure de 1650.
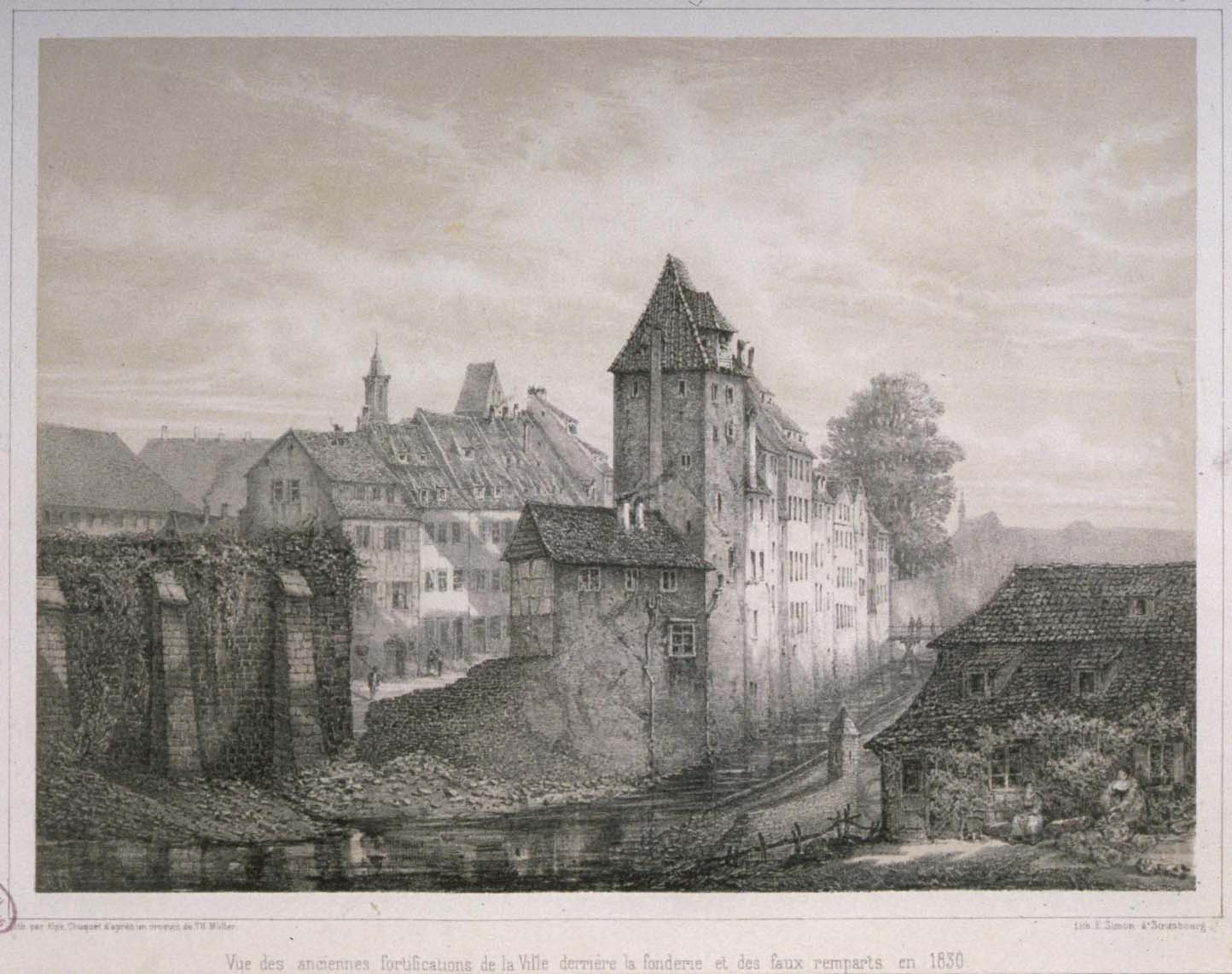
Gravure de 1830.
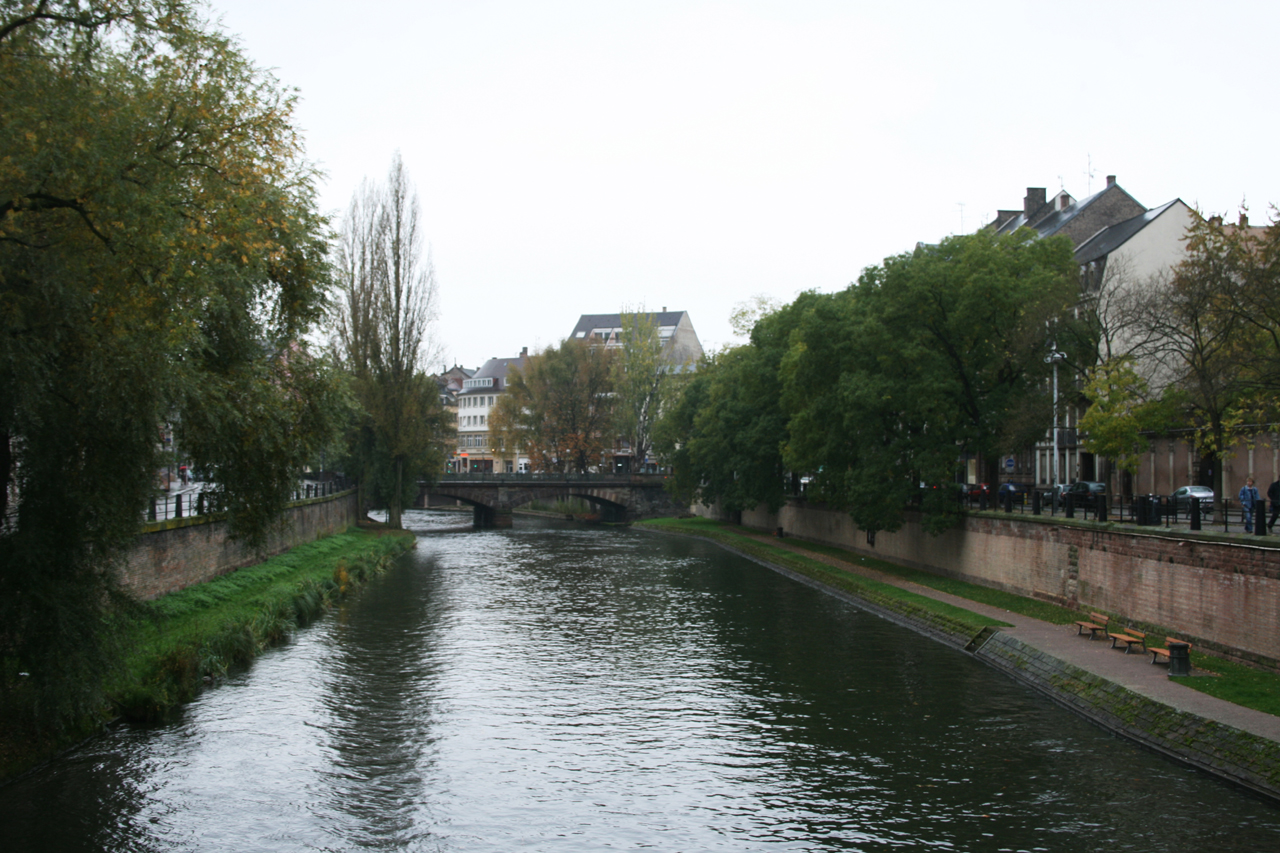
Photographie du canal en 2008.

## Ville impériale libre
Après la bataille d'Oberhausbergen du 8 mars 1262, opposant les Strasbourgeois à l'évêque Walter de Géroldseck, le Conseil de la ville est débarrassé de la tutelle épiscopale. Strasbourg restera une ville libre du Saint-Empire romain germanique jusqu'à sa capitulation du 30 septembre 1681 face aux armées françaises de Louis XIV

### Troisième extension (faubourgs Ouest)

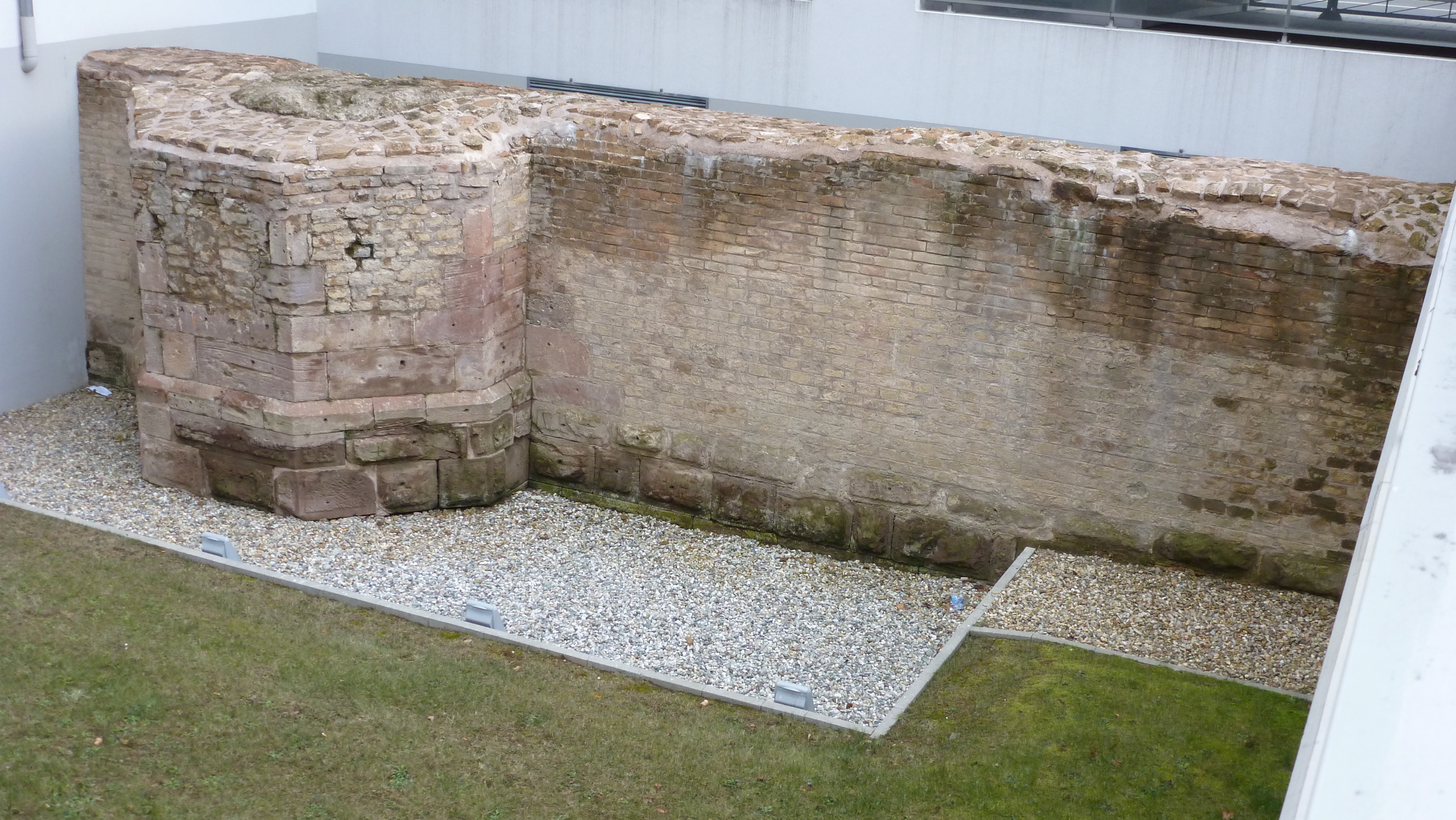
Vestiges du mur d'enceinte (boulevard du Président-Wilson).

Pour parer aux débordements en Alsace de la guerre de Cent Ans, la municipalité est contrainte, entre 1370 et 1390, d'inclure les faubourgs ouest et nord-ouest dans une nouvelle enceinte (faubourgs National, de Saverne, de Pierre), soit près de 76 hectares. Cette muraille est longue de 2,6 kilomètres, comprend six tours carrées à toiture à quatre pans et dix-sept tourelles octogonales. Le mur est en briques avec des fondations sur pieux, crénelé et doté d'un chemin de ronde. Cette enceinte comporte trois portes (Porte Blanche, Porte de Saverne et Porte de Pierre) ainsi qu'une poterne sur le flanc nord-est. Le tout est précédé d'un fossé rempli d'eau. Mis à part le faubourg National, ces terrains sont alors peu densément urbanisés mais s'organisent autour de jardins et de couvents fondés au XIIIe siècle (Augustins, commanderie de l'Ordre Teutonique, Dominicaines de Sainte-Marguerite, commanderie des Hospitaliers de Saint-Jean de Jérusalem),.
Lors du creusement d'un parking en face de la gare ferroviaire, à l'angle du boulevard du Président-Wilson et de la rue Wodli, des fouilles archéologiques ont mis au jour une portion longue de 200 mètres du mur d'escarpe, une partie de la porte de Saverne ainsi que les restes d'une petite tourelle pentagonale. Ces vestiges sont inscrits sur la liste des monuments historiques depuis le 29 octobre 2001.

### Quatrième extension

#### Krutenau
Les travaux du quatrième et dernier agrandissement de l'enceinte médiévale sont destinés à protéger les 27 hectares du faubourg oriental, en gros, l'actuel quartier de la Krutenau. La protection a d'abord consisté en un système de palissade en bois précédé d'un fossé complété par deux tours ou portes en briques. Cette protection est réaménagée en 1387 avec l'élargissement du fossé et la construction de deux autres portes. La palissade est remplacée par une enceinte en briques longue d'un kilomètre entre les années 1404 et 1444.
La muraille s'appuyait à l'est sur la Porte des Bouchers (places d'Austerlitz et des Orphelins) puis longeait les rues de Lucerne et de l'Hôpital Militaire. Après la Cité Administrative, le mur suivait les rues Pierre-Montet et Général-Zimmer pour s'en retourner vers le nord-est en travers du boulevard de la Victoire et passer vers le nord-ouest jusqu'au restaurant Gallia où s'élevait la porte des Pêcheurs. Outre cette dernière, trois autres portes ouvraient l'enceinte jusqu'au XVIe siècle, du nord au sud, la porte Saint-Nicolas-des-Ondes, la porte Saint-Jean (en protection du ruisseau disparu du Rheingiessen) et la porte Sainte-Catherine (très près de la porte des Bouchers),.

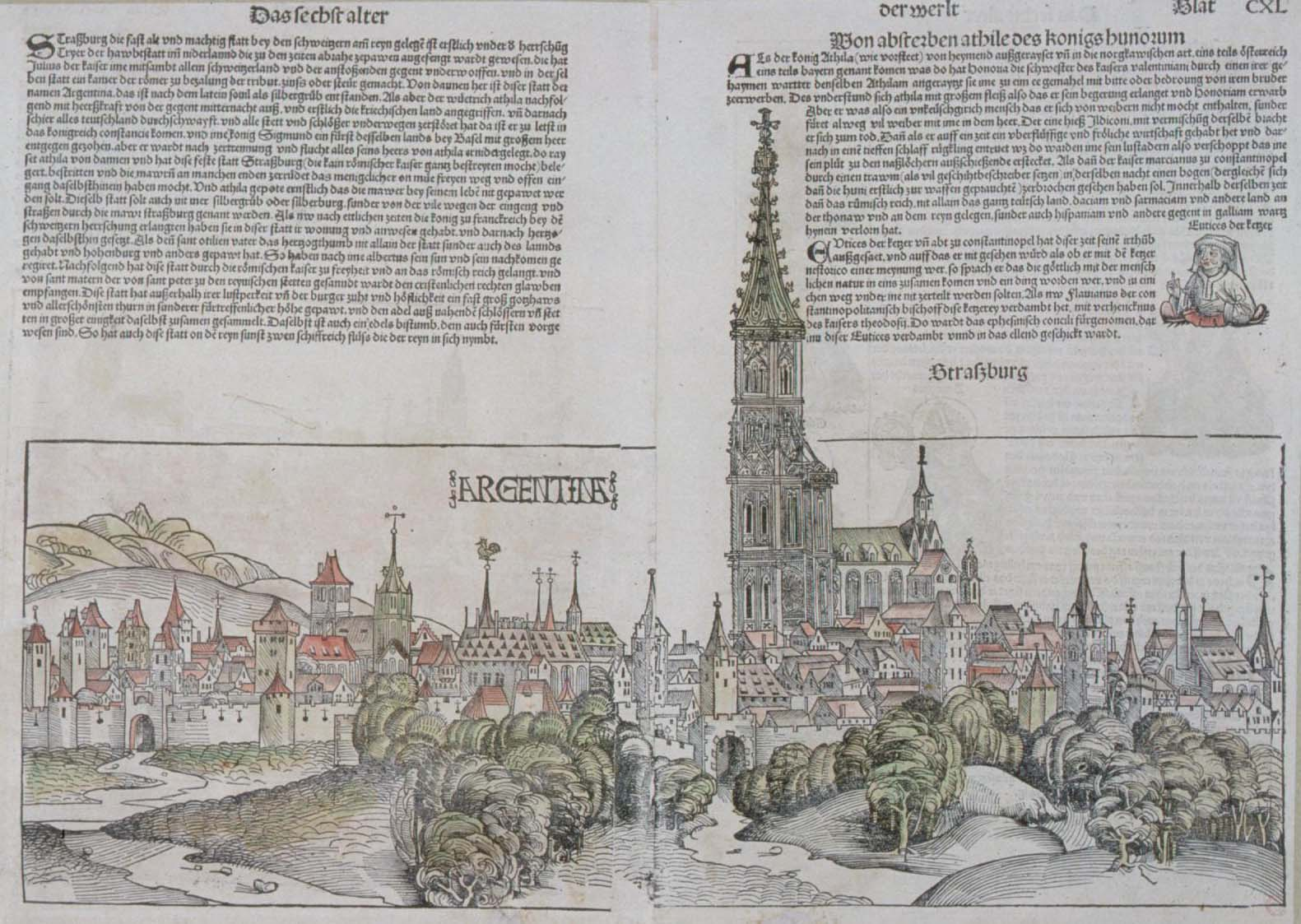
Vue sur le sud de Strasbourg, gravure datant de 1493.
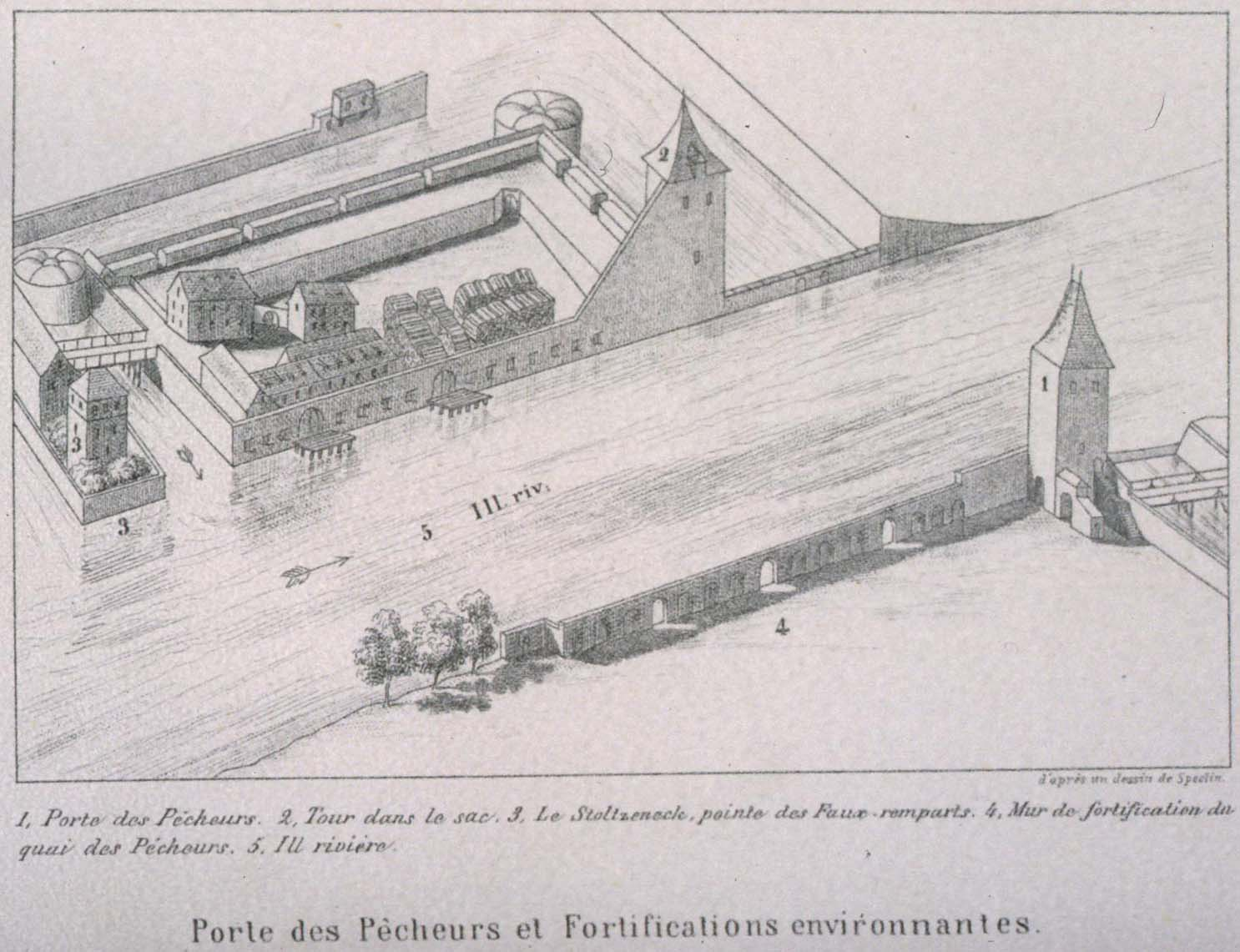
Vue sur les fortifications strasbourgeoises à la sortie de l'İll.

#### Tour-aux-Florins (Guldenturm)
La Tour-aux-Florins (Guldenturm) ou Tour-des-Vierges (Jungfernturm) a été édifiée en 1476 au débouché du ruisseau Rheingiessen dans l'İll près du quai des Bateliers pour protéger la Krutenau des mercenaires soldés par Charles le Téméraire. La tour fut vendue aux enchères à des particuliers en 1776 puis rasée en 1874. Durant le XIXe siècle, les Strasbourgeois faisaient circuler la légende que cette tour aurait jadis servi de prison et fut aussi dénommée Marterturm, la « Tour des Martyres ». Le folkloriste Auguste Stoeber rapporte en 1851 que la tour fut le lieu d'horribles supplices infligés par la « Vierge de fer » ou par le « Baiser de la Vierge », un redoutable instrument de torture :

« D'après les récits les plus répandus, il devait s'agir d'un automate fait de pièces de fer assemblées, ayant la forme d'une vierge debout et qui tenait des épées dans ses mains. Le robot se trouvait au-dessus d'une ouverture dans le plancher cachée par une trappe sous laquelle un puits débouchait dans la rivière. Si un individu condamné à mort était contraint de s'approcher du robot, il marchait sur la trappe, et un mécanisme mettait en mouvement les bras de la "Vierge de fer". Ceux-ci se détendait, abattaient les épées et tuaient la victime qu'ils enserraient. La trappe s'ouvrait, le cadavre s'engouffrait dans le puits, où il tombait encore sur une série de lames et d'épées fixées aux parois, si bien qu'il terminait sa chute dans l'abîme déchiqueté en morceaux que l'eau emportait... »

— Revue d'Alsace

#### Recensement de l'an 1444
À la fin du Moyen Âge, après quatre agrandissements du castrum originel, l'enceinte fortifiée de Strasbourg enclot une superficie de 202 hectares. Durant l'hiver 1444-1445, lors du passage en Alsace d'une armée de mercenaires, dite des « Écorcheurs », les autorités strasbourgeoises lancent en octobre 1444 les opérations d'un recensement, le premier du genre, afin de mieux appréhender les possibilités de défense. La ville est divisée en seize districts dont six dans les faubourgs. Ce dénombrement nous apprend que 26 198 personnes sont présentes en ville dont 22 722 citadins (Statlüte) et 5 476 réfugiés issus de la proche campagne (Lantlüte) ; dans le faubourg de la Robertsau, habitent 1 714 personnes. Le total de la population citadine se monte à 24 484 habitants. La population fixe de la ville est cependant estimée par les médiévistes qu'aux alentours de 17 000 habitants, un chiffre qui fait de Strasbourg une ville médiévale moyenne,.

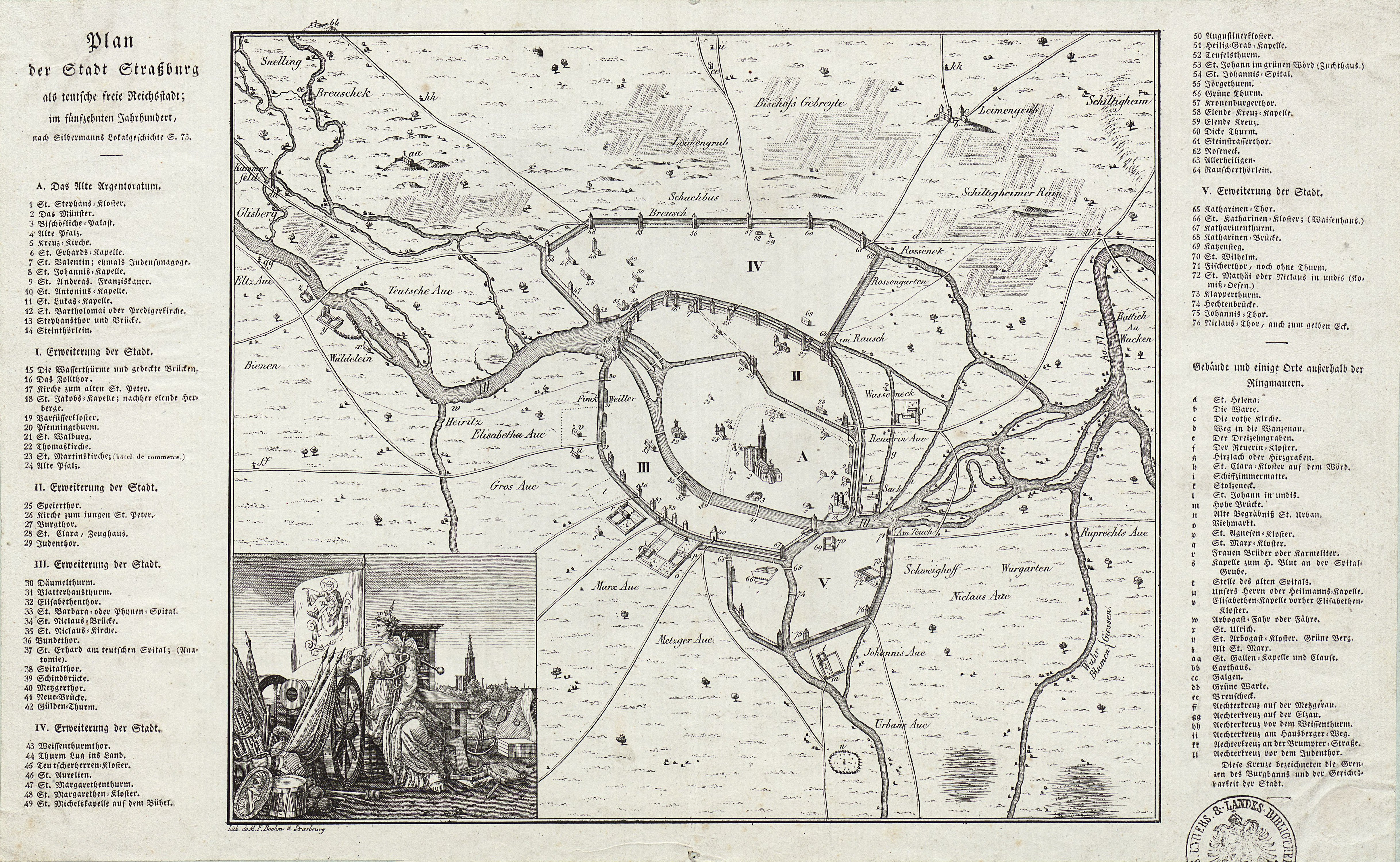
Plan de Strasbourg au XVe siècle.
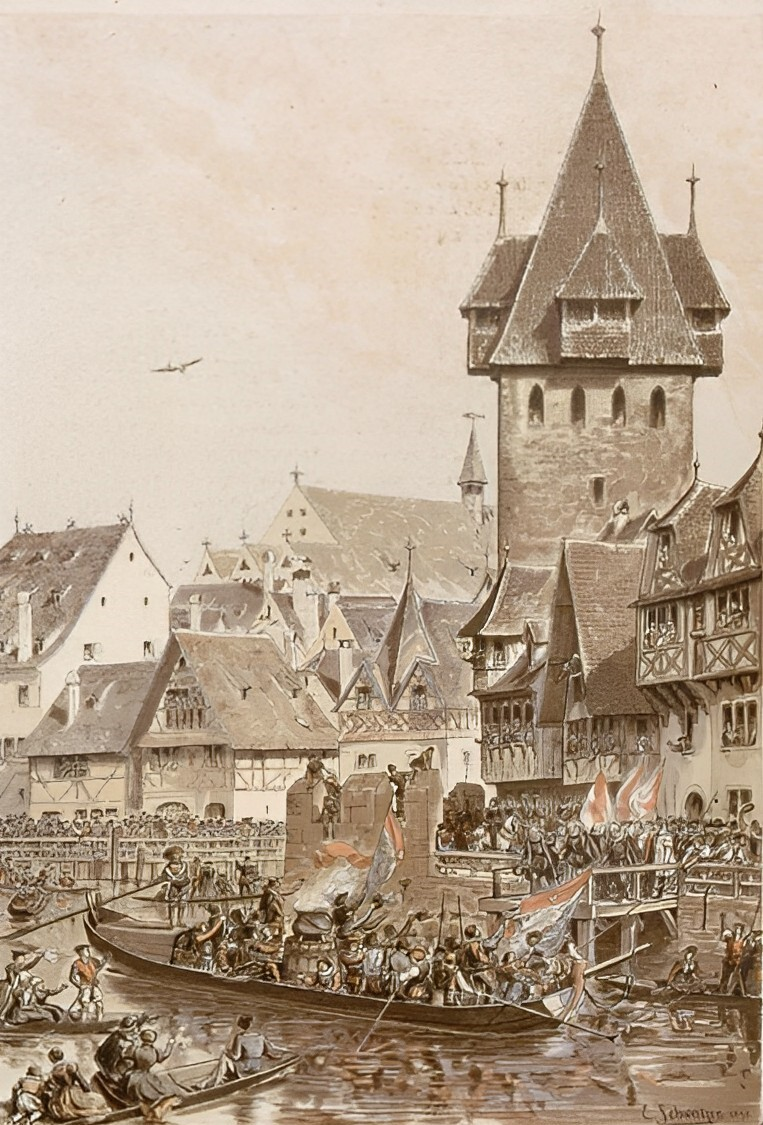
La Guldenturm, (vue d'artiste).

### Forteresse «à la Specklin»
Durant les XVIe et XVIIe siècles, afin de garantir l'indépendance et la richesse de Strasbourg, les membres du Magistrat (les autorités municipales) se sont occupés à maintenir l'enceinte défensive opérationnelle. Le prix est allé en s'accroissant du fait des progrès techniques de l'artillerie.

#### Menace française (1552)
Au début de 1552, les troupes françaises du roi Henri II occupent le territoire des Trois-Évêchés (Metz, Verdun et Toul) qui relevait jusqu'alors du Saint-Empire romain germanique. En avril, le roi stationné en Lorraine négocie avec Strasbourg son entrée dans la ville afin d'y être reçu en visite avec une escorte de 1 000 cavaliers et un régiment à pied. Craignant une ruse, le Magistrat strasbourgeois refuse poliment l'entrée. Face à la menace d'un siège par les Français, Strasbourg entreprend des mesures d'urgence et appréhende, pour la première fois, le problème de sa défense dans sa globalité. Les effectifs militaires sont renforcés et 5 000 mercenaires sont engagés. Deux commissaires aux pleins pouvoirs sont nommés pour faire renforcer le périmètre défensif. Des grands chantiers sont organisés à la hâte. Les arbres, maisons, moulins, blanchisseries et vignes situés au plus près des murs sont rasés afin qu'ils ne servent point aux assaillants ou gênent les opérations militaires. Le fossé septentrional est dédoublé, creusé par 2 000 hommes issus des corporations et de la garnison. Le 1er mai 1552, l'armée française forte de 40 000 hommes se présente en Alsace. À Saverne, le roi négocie un temps son entrée à Strasbourg mais renonce finalement à cette entreprise craignant de trop grandes complications avec l'empereur Charles Quint. Le 6 mai, Henri II quitte Saverne et se rend à Brumath où il passe la nuit. L'armée française met ensuite route au nord et, le 8 mai, le roi se fait ouvrir les portes de Haguenau. Deux jours plus tard, il entre dans Wissembourg puis s'en retourne en France. Un bref passage est marqué par de nombreux pillages et dévastations. En automne, le 14 septembre, Charles Quint traverse le Rhin à la tête d'une armée de 50 000 hommes, stationne autour de Strasbourg, reçoit les hommages de la cité et la félicite de sa fidélité à l'Empire germanique. Très vite l'empereur catholique quitte Strasbourg, ville passée au protestantisme en 1529, puis se rend à Metz qu'il tente de reconquérir mais en vain (octobre 1552-janvier 1553).

#### Daniel Specklin

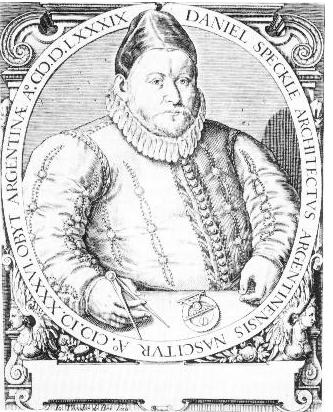
Portrait de Daniel Specklin.

Après l'épisode de 1552, la ville de Strasbourg cherche à acquérir une réputation d'invincibilité en se dotant d'un périmètre défensif apte à contrer les tirs de l'artillerie, un corps militaire alors en plein progrès technique. En 1576, le Magistrat crée le poste de Stadtbaumeister (chef des travaux urbains) et confie la charge au Strasbourgeois Daniel Specklin né en 1536 au 18 rue de la Mésange dans une famille de graveur. Ce dernier apprit l'art de bâtir les forteresses à Vienne, lors de son Grand Tour, auprès de l'ingénieur militaire impérial Hermann Schallentzer. De retour en Alsace, entre 1573 et 1576, il dressa une carte de la région puis sa renommée d'ingénieur faite, il partit travailler sur les défenses des villes de Ingolstadt et Ulm. Engagé par Strasbourg, principalement pour réaménager les fortifications, Daniel Specklin n'hésite toutefois pas à trouver d'autres employeurs comme la ville de Colmar en 1579 ou le comte Philippe IV de Hanau-Lichtenberg en 1580 pour moderniser le château de Lichtenberg. Ces absences conduisirent le Magistrat à songer à le licencier mais il meurt prématurément en 1589 auprès de sa nièce à l'âge de 53 ans.
L'année de sa mort, Daniel Specklin publie son Architectura von Vestungen (Architecture des forteresses), une œuvre restée une référence dans les milieux militaires allemands jusqu'au XVIIIe siècle et republiée à cinq reprises. Dans cette synthèse, il cherche à corriger les principaux défauts des forteresses de style italien, un mode de fortification qui s'est développé en Europe lorsque l'artillerie rendit obsolète les fortifications médiévales. Il rapproche les bastions afin de rendre plus efficace les tirs de flanquement en réduisant à 450 mètres la courtine. Grâce à cela, deux bastions peuvent se soutenir mutuellement au tir au fusil s'il arrive que les canons défensifs se trouvent détruits par ceux des assaillants. Les bastions sont beaucoup plus grands et, par conséquent, peuvent disposer de plus de vingt canons sur la plateforme ceci pour augmenter la cadence de tir jusqu'alors très lent. La muraille est solidement construite, difficile à percer et à escalader. Afin de la rendre moins accessible aux tirs ennemis, elle n'est pas beaucoup plus haute que le sol naturel mais s'enfonce dans un fossé. Les brisures des bastions sont bien calculés et sans angle mort.

#### Enceinte bastionnée strasbourgeoise
De grands projets complets de modernisation ont été présentés au Magistrat comme le plan de Daniel Specklin en 1585 et le plan de son successeur Hans Schoch en 1590. Mais, faute de moyens financiers suffisants, l'enceinte a été rénovée par morceaux. Les travaux se sont étalés sur plusieurs décennies et, par conséquent, une vue d'ensemble réelle a fait défaut. Durant la guerre de Trente Ans, de 1632 à 1634, sur une demande du Magistrat, le général suédois Gustaf Horn prête à Strasbourg l'ingénieur Paul Mörshaüser pour établir un plan d'amélioration et de modernisation. Les ingénieurs strasbourgeois, dont Christophe Heer, suivirent au fil des années ces recommandations en construisant de nouveaux bastions. L'ensemble de ces constructions aboutit finalement à la forteresse « à la Specklin » existante en 1681.
Trois objectifs majeurs ont motivé ces efforts. Le premier a été de s'appuyer sur l'enceinte médiévale et de construire des premiers bastions afin de les courtines soient mieux protégées. Il s'agissait aussi d'augmenter l'efficacité des tirs de flanquement des canons de l'artillerie défensive. Le second objectif a cherché à effacer les angles rentrants formé par la muraille du second agrandissement avec celle du troisième (sur l'actuelle rue Finkmatt) et avec celle du quatrième au niveau de la porte des Bouchers (sur l'actuelle place d'Austerlitz). Le troisième objectif a visé à mieux défendre les portes principales quitte à en supprimer. À la Krutenau, les portes Saint-Jean et Saint-Nicolas ont ainsi été remplacées par l'unique Neue Thor (Nouvelle Porte). Les abords de la ville sont profondément modifiés car la superficie des terrains réservés à la défense est doublée. Munis de nouveaux murs de contrescarpe, les fossés sont élargis et approfondis. Des fausses braies sont aménagées au-devant de l'ancienne muraille.

Deux vues sur le nord de Strasbourg ; de gauche à droite, les rives de l'İll, le bastionnement de la Finkmatt, la porte de Pierre, et la porte de Saverne.
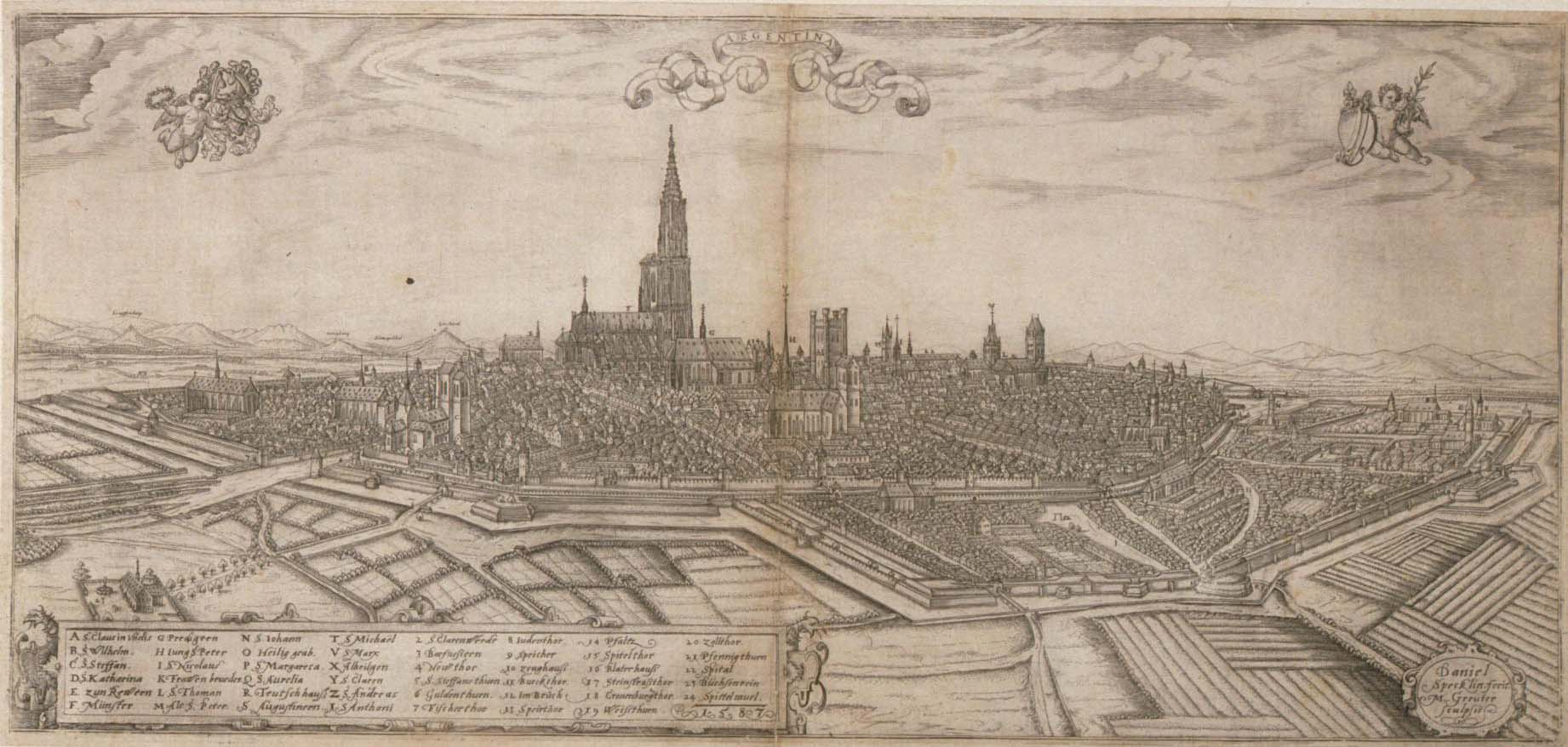
Gravure de 1587.
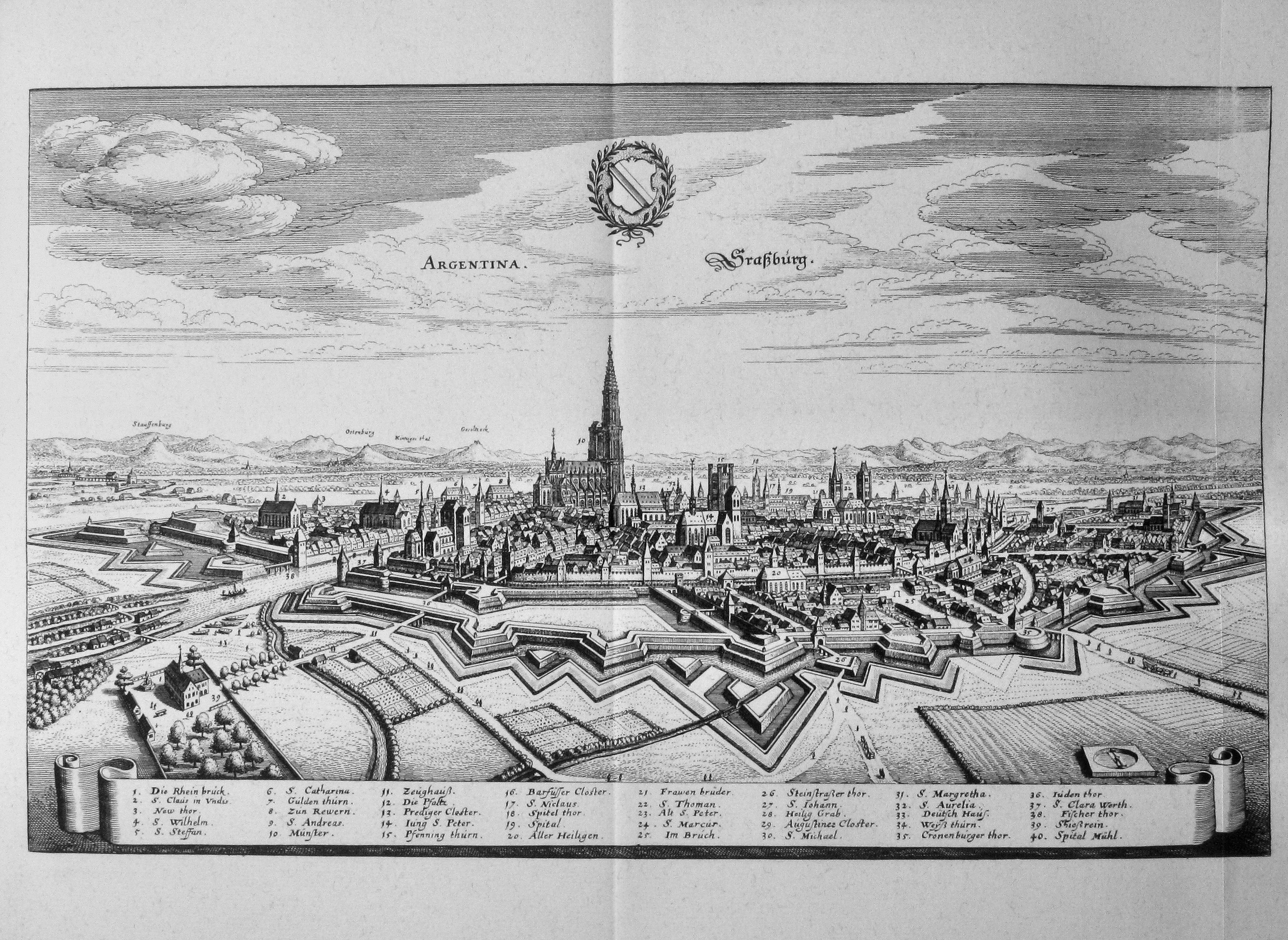
Gravure de 1664.

#### Liste des bastions strasbourgeois
Front méridional
- 1/ İll Bollwerck

Bastion situé sur la rive droite de l'İll au Finkwiller sur le lieu-dit St. Elisabeth Aue devant le mur médiéval dénommé Beym Scharfen Eck. Les maçonneries du bastion ont été édifiées entre 1650-1653 par le Schanzmeister (maître des fortifications) Wall-Jacob. Le bastion n'est toutefois entièrement achevé qu'en 1676.
- 2/ St. Elisabeth Bollwerck

Bastion édifié devant la Porte Sainte-Élisabeth à partir de 1636 sous la forme d'une simple demi-lune puis transformé en bastion en 1657 par le Schanzmeister Wall-Jacob. Achevé en 1676.
- 3/ Spital Bollwerk

Bastion édifié pardevant la Porte Sainte-Élisabeth et la Porte de l'Hôpital. Les travaux d'arpentages ont débuté en 1636 puis les travaux on continué jusqu'en 1660 sous la direction des architectes municipaux Arhard et Kermann.
- 4/ Metzger Bollwerck

Bastion édifié devant la Porte des Bouchers sous la direction de l'architecte Kermann du 7 mai 1664 à l'année 1669.
- 5/ Katherinen Bollwerck

Bastion édifié devant la Porte Sainte-Catherine sous la direction de l'ingénieur municipal Schwender.
Front oriental
- 6/ Bollweck am geelen Eck

Bastion destiné à protéger le quartier de la Krutenau devant l'ancienne Porte Saint-Nicolas. Édifié en 1653 sous la direction du Schanzmeister Wall-Jacob. Sous la direction de Vauban, cet ouvrage fut rasé en 1681 puis remplacée par l'esplanade de la Citadelle.
- 7/ Klapperthurnleins-Bollwerck

Bastion édifié devant la Porte de Pêcheurs sous la direction de Christophe Heer. Arpenté à partir de 1636, la maçonnerie débute en 1644 et les travaux se poursuivent jusqu'en 1677.
Front septentrional
- 8 et 9/ Finkmatt

Devant les murs médiévaux de la Finkmatt au niveau de la Porte des Juifs est édifié un couronnement composé de deux bastions afin de protéger l'angle rentrant formé par la muraille du second agrandissement avec celle du troisième.
- 10/ Rosen Eck Bollwerk

Bastion édifié à partir du 16 juillet 1633 et renforcé par Vauban en 1682 pour devenir le Fort-de-Pierre.
Front occidental
- 11/ Steinstrasser Bollwerk

Bastion édifié à partir de 1634.
- 12/ Kronenburger Bollwerk

Bastion édifié devant la Porte de Cronenbourg (ou Porte de Saverne.)
- 13/ Heiden Bollwerk

Premier des seize bastions a avoir été édifié. Début des travaux le 10 mai 1633 sous la direction du capitaine Adrian.
- 14/ Müller Bollwerk

Bastion édifié sous la direction de l'architecte Christophe Heer, sa première commande à Strasbourg. Début des travaux en 1669. Remanié en 1674.
- 15/ Bollwerk Lug ins land

Bastion baptisé à partir de la dénomination d'une tour médiévale tournée vers la plaine d'Alsace, Lug ins land signifiant « qui regarde le pays ». Édifié à partir de 1672 sous la direction de Christophe Heer puis transformé et renforcé à l'intérieur et à l'extérieur de la ville par Vauban pour devenir le Fort-Blanc.
- 16/ Deutschau Bollwerk ou Johannis Bollwerk

Bastion édifié à partir de 1671 sur le lieu-dit Deutsche Aue, devant les Ponts-Couverts, sur la rive gauche de l'İll (en face de l'ouvrage bastionné İll Bollwerck) afin de mieux protéger la ville à l'entrée du cours d'eau.

### Rattachement de Strasbourg à la France

#### Capitulation de Strasbourg (1681)
Déjà maître du Sundgau et des villes de la Décapole depuis 1648, le roi Louis XIV parachève, entre 1678 et 1681, l'annexion des seigneuries alsaciennes au territoire français dans le cadre de sa politique des Réunions. En 1680, la ville impériale libre de Strasbourg se voit ainsi dépossédée de ses bailliages ruraux de Barr, Marlenheim, Wasselonne et Illkirch. Exsangue économiquement et isolée politiquement du reste de l'Alsace, Strasbourg se trouve dans l'incapacité de défendre sa souveraineté face à la France.
En 1681, durant les mois de printemps et d'été, le ministre de la guerre français François Michel Le Tellier de Louvois (1641-1691) prépare secrètement la prise de la ville de Strasbourg. Pour ce faire, il fait réunir en Alsace, sous divers prétextes, des troupes, des vivres et du matériel de guerre issus des proches Lorraine et Franche-Comté. Dans la plus grande discrétion possible, il se monte ainsi une petite armée de 30 000 cavaliers, piquiers et mousquetaires. Louvois ne fait même pas venir la grosse artillerie qui pourrait servir à faire une brèche dans l'enceinte car il partage l'avis du maréchal François de Créquy (1629-1687) que « la ville est composée de marchands riches et peu résolus à maintenir leur liberté au prix de leur sang ».

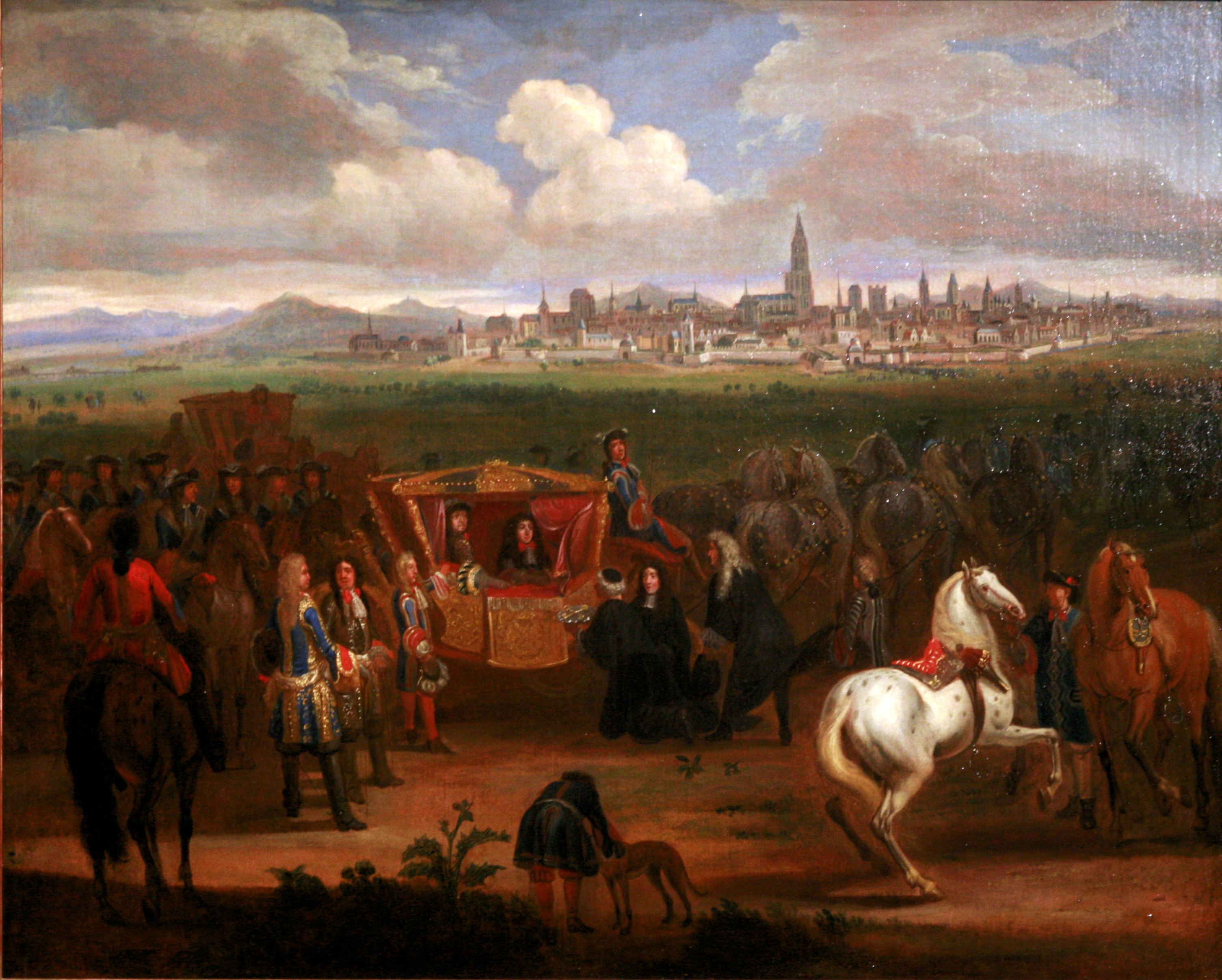
Remise des clés de la ville à par les membres du Magistrat.

Le 27 septembre, le baron Joseph de Montclar (1625-1690), commandant des troupes françaises assemblées en Alsace, fait cerner Strasbourg avec à peine 15 000 hommes, le reste du contingent étant encore en route. Dans la nuit du 27 au 28, Montclar ordonne au baron d'Asfeld de s'emparer de la Redoute qui commande le pont du Rhin. Dans la matinée du 28, lorsque le Magistrat s'étonne de cet assaut, Montclar lui dévoile les intentions françaises ; ou les Strasbourgeois négocient sur le champ et à l'amiable leur capitulation ou le roi Louis XIV ordonnera de prendre la cité par la force des armes. Le 29 septembre, le Magistrat ayant pris connaissance de l'arrivée de Louvois à Illkirch s'alarme et propose au ministre, dès le matin du 30 septembre, un texte de Capitulation ; texte accepté et paraphé par Louvois et Montclar le jour même. La ville conserve le luthéranisme, son Magistrat et son Université mais abandonne les charges de la souveraineté comme la diplomatie, l'entretien d'une armée et la construction de ses fortifications,,.
L'après-midi du 29 septembre, les troupes françaises entrent dans la ville et le 4 octobre, Montclar fait prêter à tous les membres du Magistrat un serment d'allégeance et de fidélité au roi Louis XIV. Le 20 octobre, le prince François-Egon de Fürstenberg, évêque de Strasbourg depuis 1663 fait sa première entrée dans la ville et célèbre une messe dans la cathédrale, la première depuis le 19 novembre 1559 ; la restitution par les Luthériens aux Catholiques ayant été une des exigences formulées par Louvois lors de la capitulation. Trois jours plus tard, le 23, le roi fait son entrée dans la ville, installé dans un somptueux carrosse puis se rend le 24 dans la cathédrale où l'évêque le remercie de la possession du sanctuaire.

#### Arsenal strasbourgeois
Lorsque les troupes françaises se présentent devant Strasbourg en 1681, son Magistrat ne dispose plus depuis 1648 des ressources financières nécessaires à sa politique de neutralité entre le royaume de France et le Saint-Empire romain germanique. Lors de la guerre de Hollande (1672 à 1678), la ville est incapable de refuser aux différents belligérants de traverser le pont du Rhin. Après la signature du traité de Nimègue, Strasbourg se retrouve seule face à Louis XIV, l'empereur Léopold Ier étant bien plus préoccupé de se défendre du risque Ottoman en Hongrie.
Face aux 30 000 hommes de Joseph de Montclar, Strasbourg ne dispose que d'une modeste garnison de 500 mercenaires, dont une grande partie de malade. Les bourgeois de la ville ayant perdu le goût de se défendre par eux-mêmes, ils se résolvent très vite à une capitulation plutôt qu'à tenir un siège qu'ils jugent perdu d'avance. La ville était pourtant capable matériellement de défendre sa liberté, au moins durant quelques mois, grâce à des remparts modernes et un stock d'armes et de munitions assez considérable. L'inventaire de l'arsenal strasbourgeois par les Français dura neuf jours. Tout autour de l'enceinte étaient disposés 254 canons et 15 mortiers et quelque 73 814 boulets pouvaient leur servir. Les Français recensèrent aussi 27 421 grenades à main, 5 697 mousquets, 284 canons de mousquet, 520 bombes, 141 656 livres de plomb, 277 000 mesures de poudre, 12 000 livres de mèches en paquets pour allumer la poudre, etc. Lors du passage de Louis XIV à Strasbourg, Louvois fit descendre tous les canons des remparts et les exposa au regard du roi en les plaçant tous côte à côte sur le glacis de la contrescarpe par où passait le cortège royal.

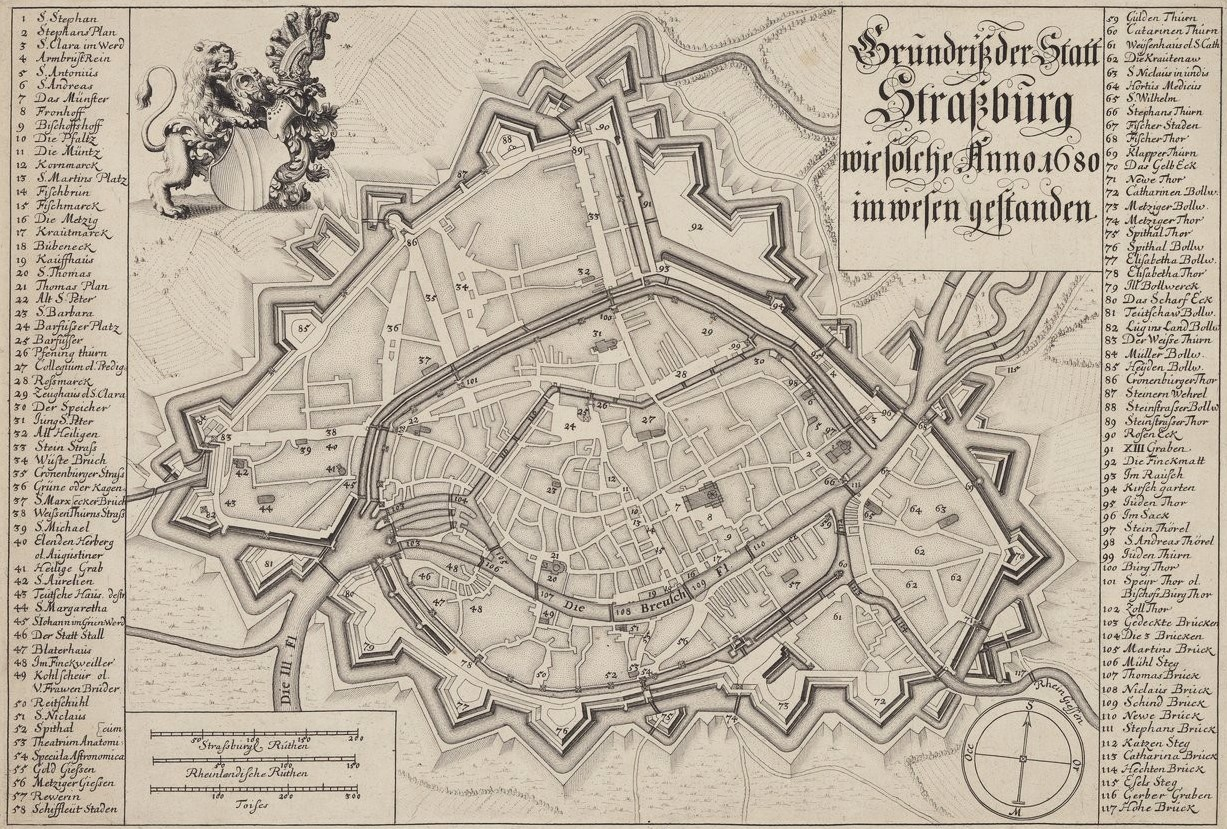
Plan de Strasbourg en 1680 gravé par Jean-Adam Seupel, publié en 1698 par Josias Staedel.

## Forteresse française

### Système «à la Vauban»

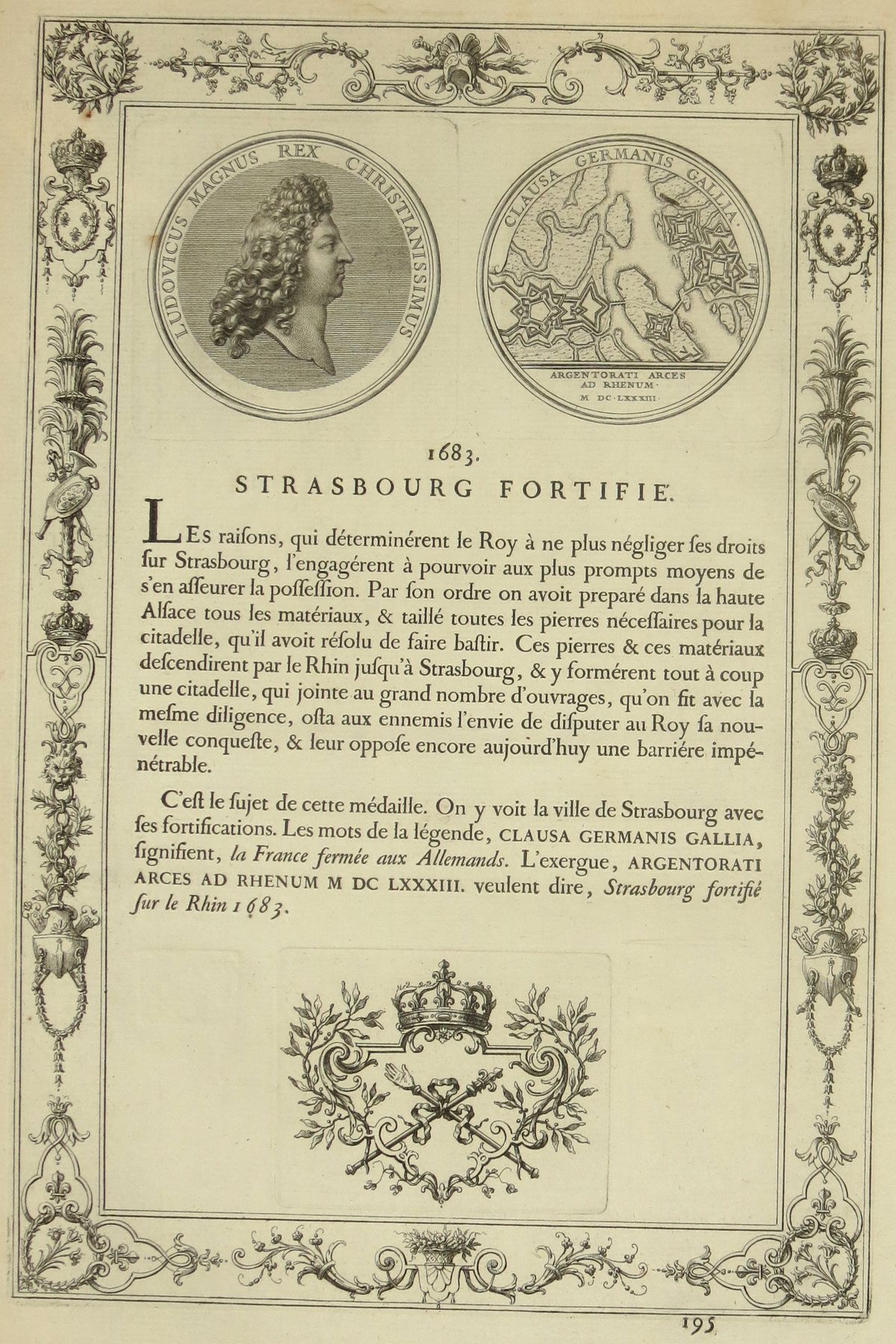
Document relatant la création de la médaille commémorant la fortification de Strasbourg en 1683, extrait de "Médailles sur les principaux évènements du règne entier de Louis le Grand, avec des explications historiques." par "Académie des inscriptions et belles-lettres" 1723.

Peu après la capitulation, sur ordre de Louis XIV, Sébastien de Vauban (1633-1707) réside six semaines à Strasbourg afin d'inspecter les fortifications. Dès le 16 novembre, il envoie un rapport détaillé au ministre de guerre François Michel de Louvois où il décrit l'état de l'enceinte, le détail des travaux à effectuer, leurs coûts et le rôle que la place forte devra jouer dans la défense de la France. Ce mémoire est ensuite examiné et corrigé par le roi qui accepte pour Strasbourg la dépense de 2 100 000 Livres à répartir sur six à sept années. Louvois et Vauban inscrivent la ville dans un réseau de six places fortes alsaciennes destinées à défendre la nouvelle frontière française ; du sud au nord, Belfort, Huningue, Neuf-Brisach, Strasbourg, Fort-Louis et Landau. Chaque cité fortifiée est séparée de 50 à 70 kilomètres de la suivante, chacune contrôlant son propre périmètre. Leur rôle est de ralentir la progression d'un éventuel envahisseur. Avec un effectif le plus faible possible, leurs garnisons sont en mesure de tenir un siège contre une armée forte de 30 000 à 40 000 hommes (la taille moyenne des armées de l'époque), le temps de mobiliser les troupes de l'arrière et de les faire venir sur la frontière.
À Strasbourg, Sébastien de Vauban n'apporte que peu de modifications à l'enceinte bastionnée selon les préceptes de Daniel Specklin, la jugeant encore assez opérationnelle malgré une conception vieille d'un siècle. Si le front occidental est complété par la mise en place de plusieurs dehors bastionnés, les fronts septentrional et méridional restent inchangés ; celui du nord étant protégé par les marécages de la Robertsau et celui du sud par une inondation des terrains du Neudorf commandable par une écluse de fortification qu'il suffit de fermer en cas de besoin. Pour ce faire, Vauban fait édifier un barrage sur le cours de l'Ill par devant les Ponts-Couverts rendus obsolètes par les progrès de l'artillerie. Le front oriental est profondément modifié par la création d'une citadelle entre la ville et le Rhin afin de surveiller le pont conduisant vers les territoires allemands.

Strasbourg et Kehl en 1693.

### Éléments défensifs

#### Barrage Vauban
Le « barrage Vauban » est un pont-écluse de fortification qui enjambe toute la largeur de l'Ill. L'édifice fut construit vers 1685-1700 sous la direction de l'ingénieur Jacques Tarade (1640-1722) d'après des plans de Sébastien de Vauban qui a donné son nom à l'ouvrage. Sa fonction était arrêter complètement le cours des eaux de l'İll et de la Bruche par la fermeture des vannes situées sous les treize arches du barrage. Le but était d'inonder les terrains situés au sud de la ville (faubourg du Neudorf) afin de les rendre impraticable aux assaillants et ainsi d'éloigner tous les canons offensifs susceptibles, par leurs tirs de pilonnement, de faire une brèche dans le mur d'enceinte. La dernière utilisation de ce système remonte au siège de la ville lors de la guerre de 1870 qui opposa la France à une coalition allemande menée par la Prusse,.
L'aspect du barrage a évolué au fil du temps. En 1784, trois des arches ont été surélevées afin de mieux laisser passer les eaux torrentielles lors des crues saisonnières. En 1865, le niveau supérieur en colombage et couvert d'un toit à deux pans a été remplacé par un étage en briques et en grès et surmonté d'un remblai de terre afin de le faire résister aux tirs de l'artillerie moderne. Depuis 1966, le remblai est aménagé en une terrasse panoramique ouverte aux touristes désireux d'observer le quartier de la Petite France.

Vues sur le Barrage Vauban
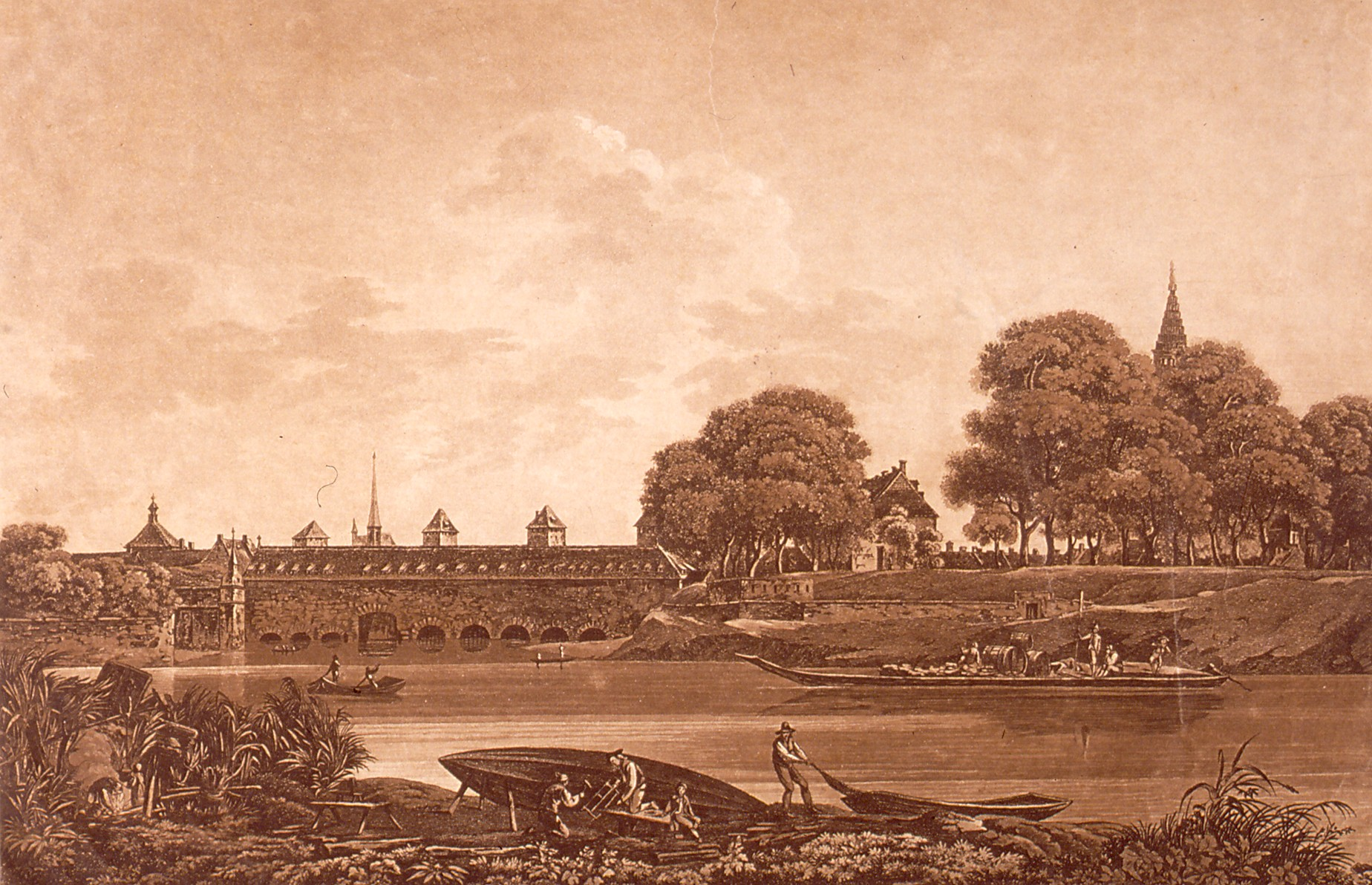
Gravure de 1750.
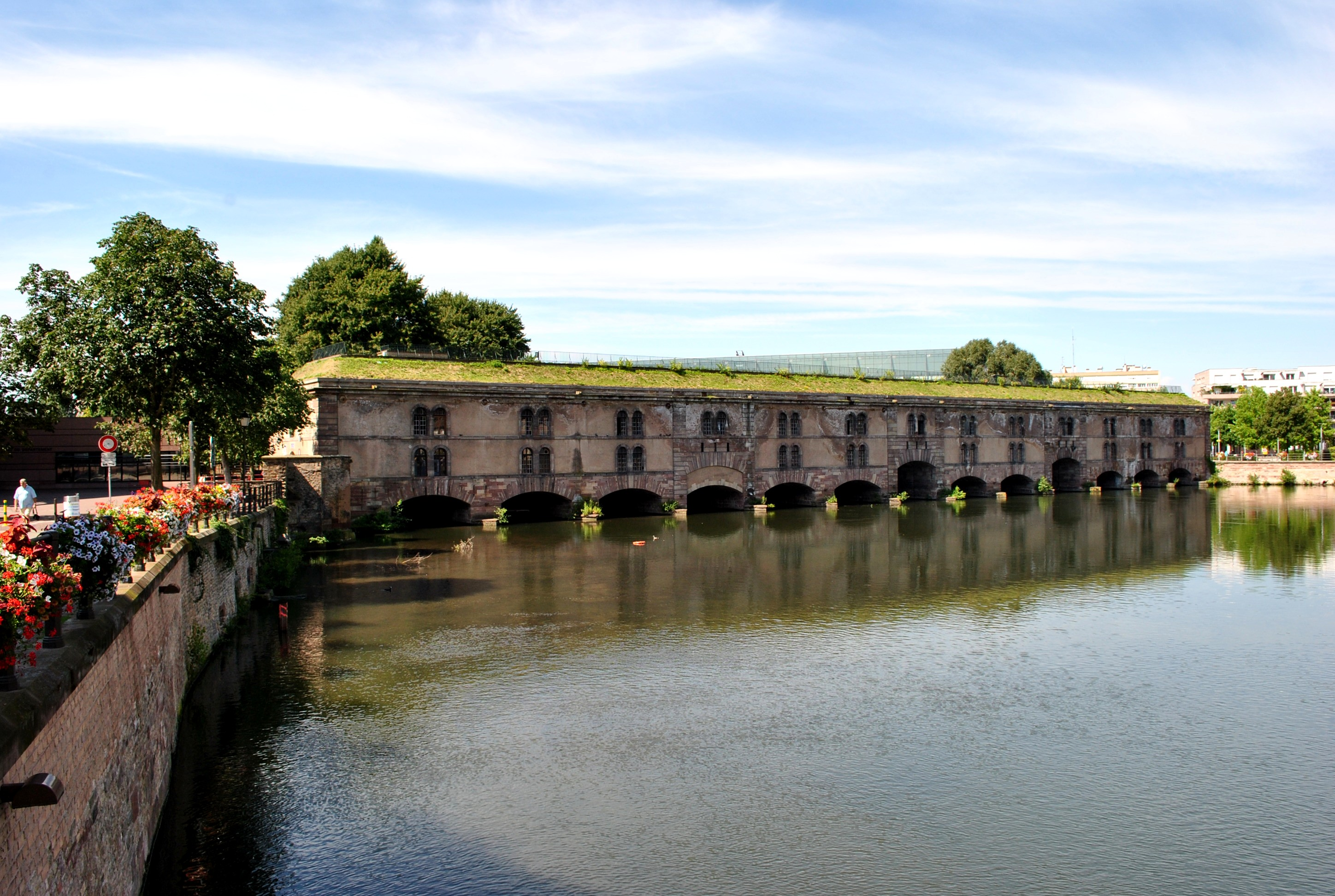
Photographie de 2011.

#### Citadelle
La citadelle est le plus grand chantier ordonné par Vauban à Strasbourg. L'utilité normale d'un pareil ouvrage militaire autonome près d'une grande ville est triple. Premièrement, la citadelle agit comme un réduit fortifié et sert à prolonger la résistance d'une ville après la prise des quartiers d'habitations. Grâce à une porte de secours, elle peut aussi accueillir une armée de renfort. Dans le cas strasbourgeois, Vauban attribua ce rôle à une garnison habituellement stationnée à Sélestat. Deuxièmement, la citadelle accueille en son sein plusieurs casernes et sert ainsi à loger une grande partie des hommes de la place. La ville se trouve ainsi à l’abri d'une approche ennemie imprévue ou d'une trahison qui aurait pour résultat l'ouverture des portes de la cité par des habitants ralliés à la cause ennemie. Son troisième rôle est de surveiller la population et de bombarder les habitants en cas de révolte mais, dans notre cas, la citadelle est trop éloignée de la ville car séparée par une esplanade, un Hôpital militaire et des casernes. Elle est par conséquent hors de portée des canons d'artillerie de l'époque. La citadelle est par contre placée au plus près du Rhin. Son rôle premier est donc de surveiller le pont qui enjambe le fleuve et de stopper l'ennemie venant de la rive droite. Ses canons peuvent aussi mettre fin au commerce et à la navigation fluviale.

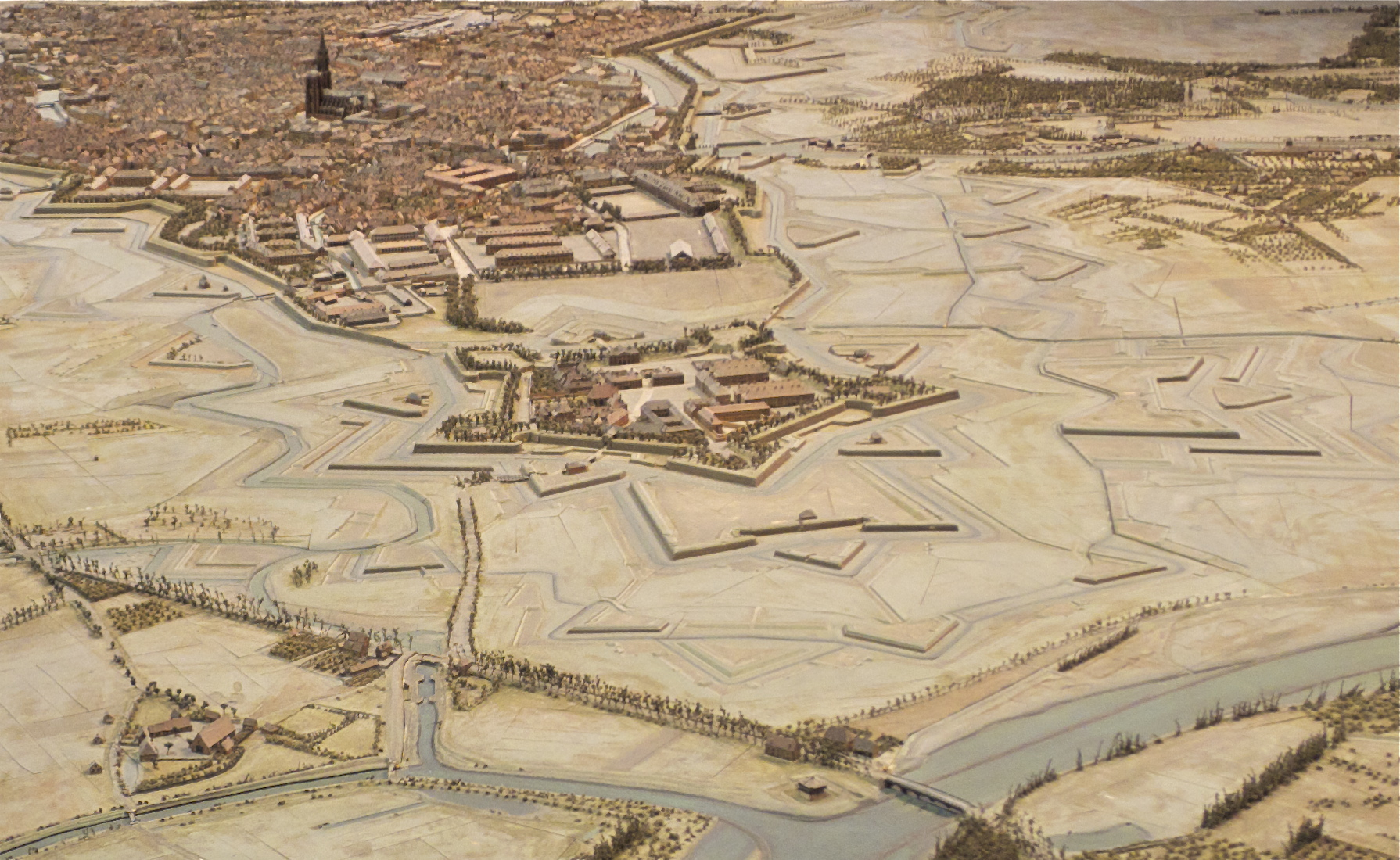
La citadelle d'après le plan relief de Strasbourg de 1830-1856.

La citadelle disparue de Strasbourg imaginée par Vauban et réalisée par son collaborateur Jacques Tarade est très proche de celle encore subsistante de la ville d'Arras dans le nord de la France. Son plan suit la forme d'un pentagone dont les cinq pointes comportent chacune un bastion à orillons et dont les courtines sont toutes dotées d'une tenaille et d'une demi-lune (premier système Vauban).
La citadelle fut démantelée après le siège de Strasbourg de 1870, lors de l'agrandissement de la ville entreprise par les autorités impériales et locales du Deuxième Reich allemand. Il ne subsiste plus que les deux côtés sud-est sur une longueur de 700 mètres, la Porte Royale fut démolie en 1919 tandis que la porte de secours est assez dégradée. En 1967, le paysagiste Robert Joffet a transformé cette friche militaire en un parc public arboré.

Vues sur l’ouvrage de la Citadelle
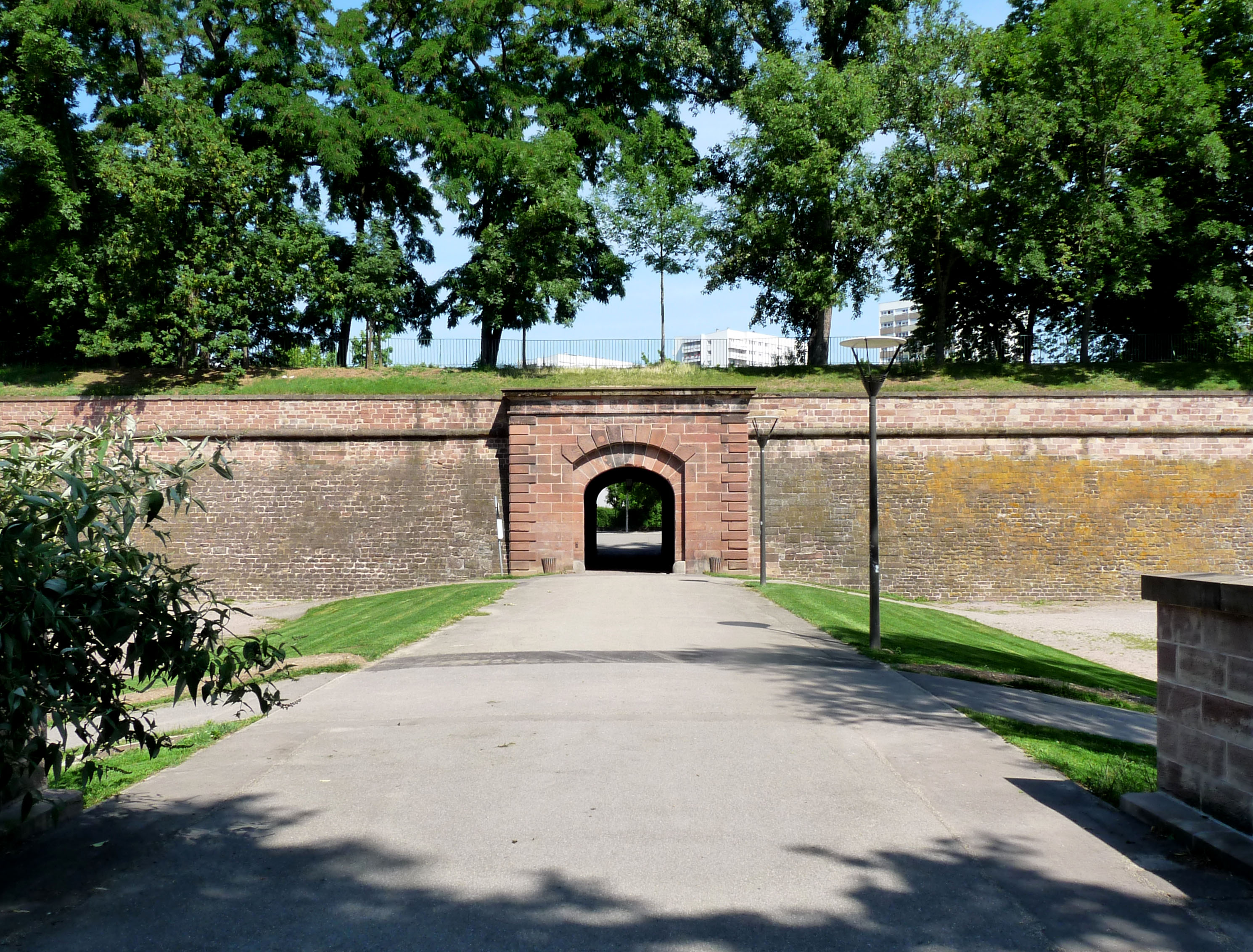
Porte de secours de la citadelle.
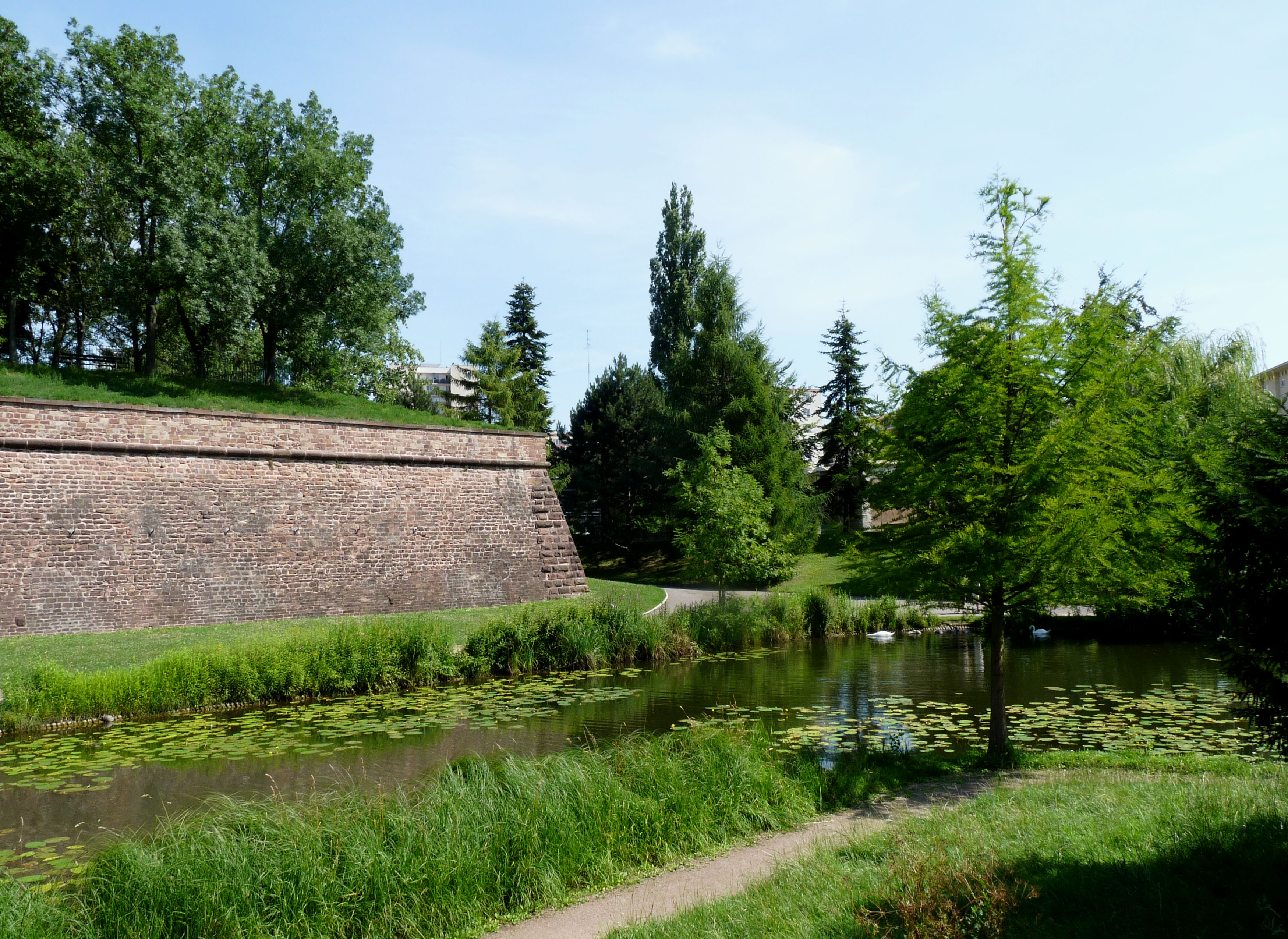
Le parc de la citadelle en 2009.

#### Canal de la Bruche

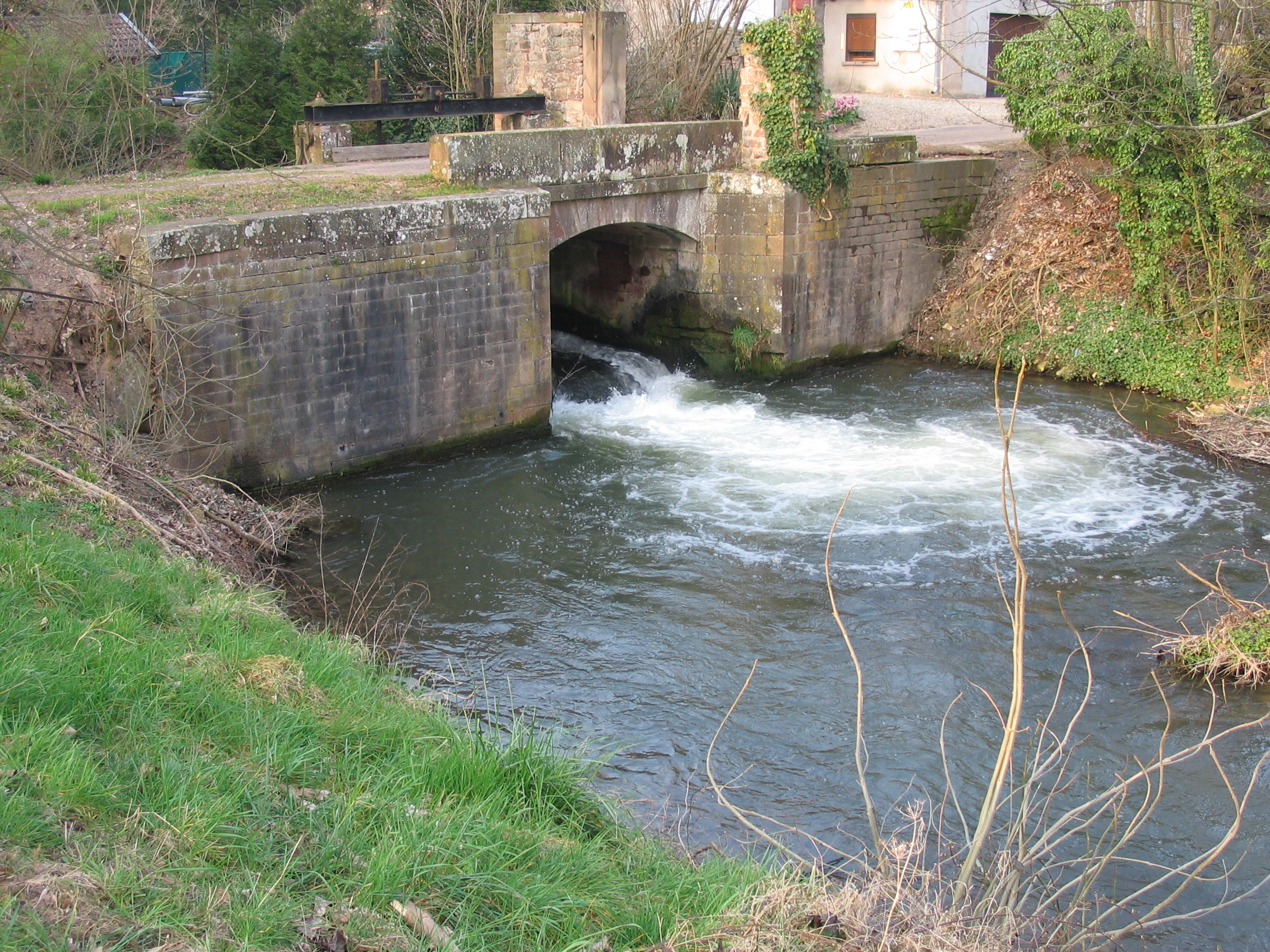
Début du canal à Wolxheim.

La Bruche est un petit cours d'eau non navigable qui descend des Vosges et qui débouche dans l'İll non loin en amont de Strasbourg. Ce cours d'eau suit un axe ouest-est et complète l'axe sud-nord des cours navigables de l'İll et du Rhin. Sébastien de Vauban renonce à creuser la Bruche mais double son cours par un canal latéral long de dix-neuf kilomètres et profond de 1,40 mètre. L'utilité de cette nouvelle voie navigable ouverte en 1681-1682 est triple. Il s'agit d'abord de transporter ponctuellement les pierres de grès depuis les carrières vosgiennes vers le chantier de la citadelle. La seconde, plus pérenne, est de donner à Strasbourg une route commerciale et d'approvisionnement rapide, les péniches du canal pouvant transporter de 30 à 80 tonnes de marchandises contre seulement 1 à 2 tonnes pour un charriot terrestre (7–9 tonnes pour les barques sur l'İll et 100–150-tonnes pour les bateaux rhénans). La troisième utilité est d'ordre militaire. Le canal longe le front méridional de l'enceinte strasbourgeoise où il est couplé à une digue qui permet de mettre en inondation les terrains lorsque les vannes du barrage Vauban sont closes hermétiquement. Le canal constitue également une ligne de surveillance, certes coupée par des écluses et des ponts, mais qui permet de ralentir l'arrivée des assaillants surtout la cavalerie (hussard ou pandoure). Selon les conceptions militaire de l'époque, le passage à gué était fixé à un maximum de 1 mètre pour les soldats d'infanterie et à un maximum de 1,20 mètre pour les chevaux.

### Évolution

#### Entretien des remparts

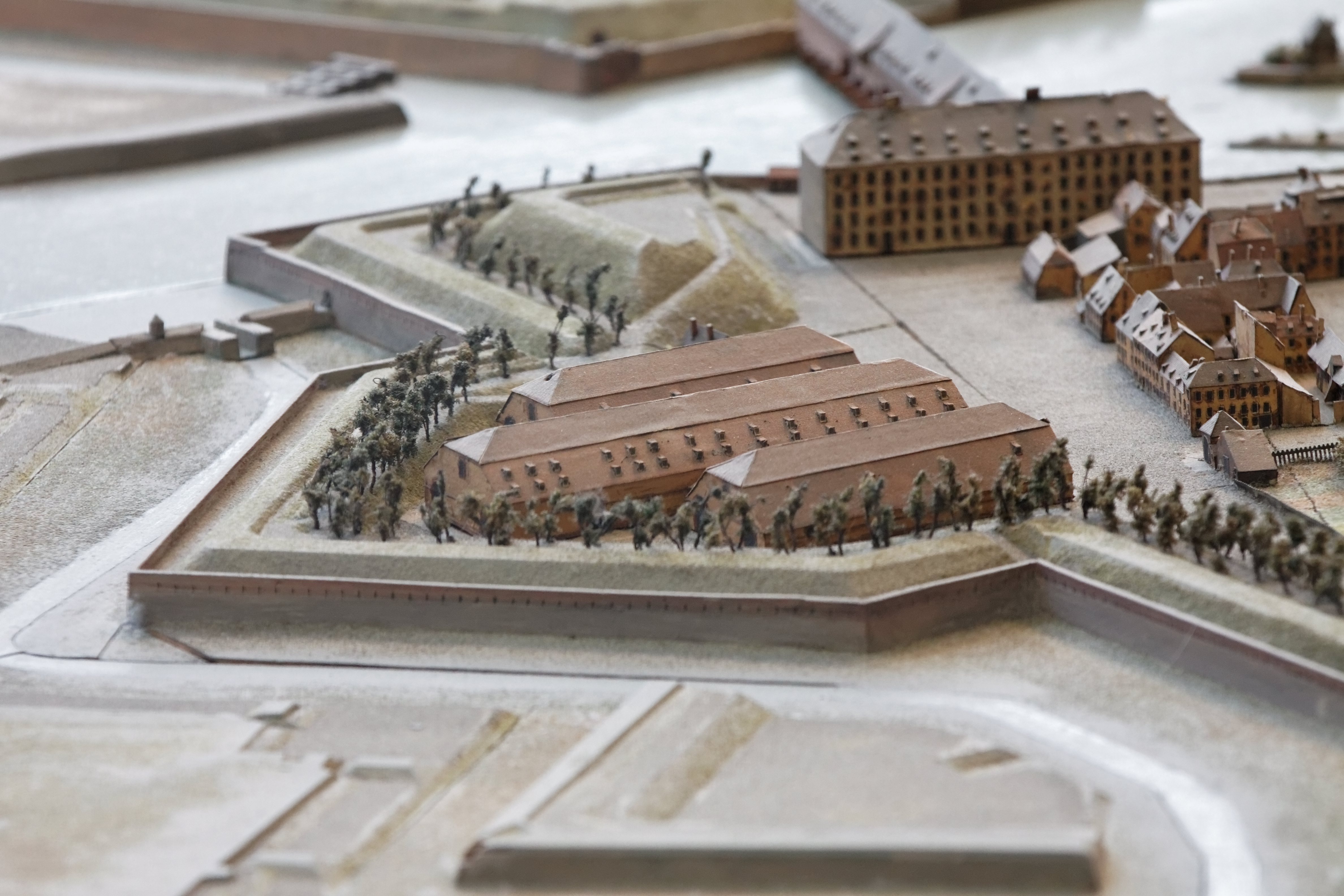
Une caserne édifiée près du barrage Vauban (plan relief de 1830-1856).

Entre 1792 et 1815, sous les guerres de la Révolution et les guerres napoléoniennes, les armées européennes changent profondément. Leurs effectifs ne se comptent plus en dizaines mais en centaines de milliers d'hommes. Le réseau des forteresses Vauban qui avait encore réussi à retarder l'ennemi en 1793-1794 ne joue plus son rôle en 1814-1815 car il se montre incapable, face à une telle masse d'envahisseurs, de bloquer les avancées ennemies. Durant les cinquante années qui suivent, sous le régime monarchique puis impérial, les militaires français réfléchissent à mettre au point un nouveau maillage de fortifications. Après la perte de la place de Landau par le traité de Paris de 1815, l'état-major est conscient que la frontière française en Alsace se trouve mutilée, ouverte et très dangereuse. Le risque est d'autant plus grand que la situation politique en Allemagne a bien changé. En Rhénanie, à une myriade de petits États francophiles s'est substitué le grand royaume de Prusse soucieux de réaliser pleinement l'unification politique et militaire de la nation allemande. Les responsables politiques français se montrent pourtant aveugles et rechignent à investir d'importantes sommes d'argent dans les places fortes du nord-est du pays. Aussi, durant cette période, peu de choses nouvelles sont réalisées quant au système des fortifications localisé entre les Vosges du nord et la rivière Lauter. À Strasbourg même, l'enceinte a bénéficié de quelques améliorations. Après les blocus de 1814 et 1815, on a procédé au renforcement des principales fortifications ; sur la Porte-Blanche, le Fort-Blanc et le Fort-de-Pierre (front ouest), sur l'ouvrage de la Finkmatt et sur la Porte-des-Juifs (front nord), sur la Porte-des-Pêcheurs (front nord-est), sur la Porte-Dauphine et sur la Porte-de-l'Hôpital (front sud). Certaines murailles sont rehaussées et élargies tandis que d'autres sont refaites à neuf. Entre 1825 et 1858, faute de crédits, l'enceinte n'est plus améliorée mais simplement entretenue

#### Projets d'extension avortés
Sous la monarchie de Juillet, deux projets d'extension de l'enceinte strasbourgeoise sont proposés à l'état-major. En 1840, Antoine Laroche, un simple particulier qui exerce la profession de fondeur-ciseleur, propose une nouvelle enceinte qui aurait à protéger la ville de Strasbourg augmentée au nord jusqu'au village de Schiltigheim et la plaine de Wacken. Le tout serait protégé par une seconde citadelle sise au nord de Schiltigheim et par un fort à l'ouest de Koenigshoffen. Le coût du projet, évalué à quinze millions de francs, rebute d'emblée les autorités militaires. Trois ans plus tard, en 1843, le maire Georges-Frédéric Schützenberger reprend l'idée mais d'une manière plus modeste en se contentant d'intégrer dans une nouvelle enceinte septentrionale deux nouveaux quartiers à édifier autour des parcs des Contades et de l'Orangerie avec un fortin protecteur sur les collines de Schiltigheim. Alors qu'il est sur le point de rallier les militaires à son opinion, le maire doit tout abandonner quand survient la crise économique des années 1847 et 1848.

### Guerre de 1870

#### Garnison de Strasbourg

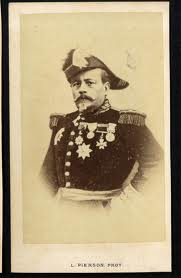
Photographie du général Uhrich.

La guerre déclarée le 19 juillet 1870 par la France à la Prusse se solde très vite par une série de désastres militaires français. Après les défaites de Wissembourg et de Reichshoffen des 4 et 6 août 1870, l'Alsace est envahie depuis le nord par les Prussiens et les Bavarois. Le soir du 6 août, vers sept heures du soir, arrivent dans la gare de Strasbourg les premiers convois de blessés et de fuyards, militaires et civils confondus. Sans presser le pas, les envahisseurs descendent vers le sud afin d'arriver sous les murs strasbourgeois.
Depuis le 21 juillet, la garnison de Strasbourg est sous les ordres du général Jean-Jacques Uhrich (1808-1886), âgé de 68 ans et en retraite. Les effectifs à sa disposition sont peu importants, le régiment du 87e de ligne laissé par le général Patrice de Mac Mahon et six compagnies d'artillerie, à savoir le régiment des pontonniers habituellement stationné sur place en temps de paix. Pour le matériel, Strasbourg ne dispose que de 151 canons rayés (195 000 projectiles et seulement 35 000 fusées métalliques), de 450 canons lisses et de 600 canons historiques (des pièces de musée sans aucun intérêt militaire). Avec la Garde Nationale ordinaire, la place est défendue par une garnison de 21 500 hommes.
Autour et dans la ville, faute d'hommes en nombre, rien n'est prêt pour soutenir un siège. Dans les environs, les Français n'occupent aucune position stratégique, ni les collines du nord et de l'ouest, ni la ville de Kehl sur la rive droite du Rhin. Le 9 août, les fossés de l'enceinte ne sont pas encore inondés par les eaux de l'İll, leurs abords ne sont pas déblayés et des arbres poussent encore sur les terrasses des remparts. Aucun abri et aucune casemate semi-provisoire n'a été aménagé pour cacher les défenseurs. Le baron Auguste Pron (préfet du Bas-Rhin depuis 1865), méfiant envers la population alsacienne, ne commence la distribution des fusils aux réservistes de la Garde Nationale Mobile qu'à partir de la défaite de Reichshoffen

#### Siège de Strasbourg

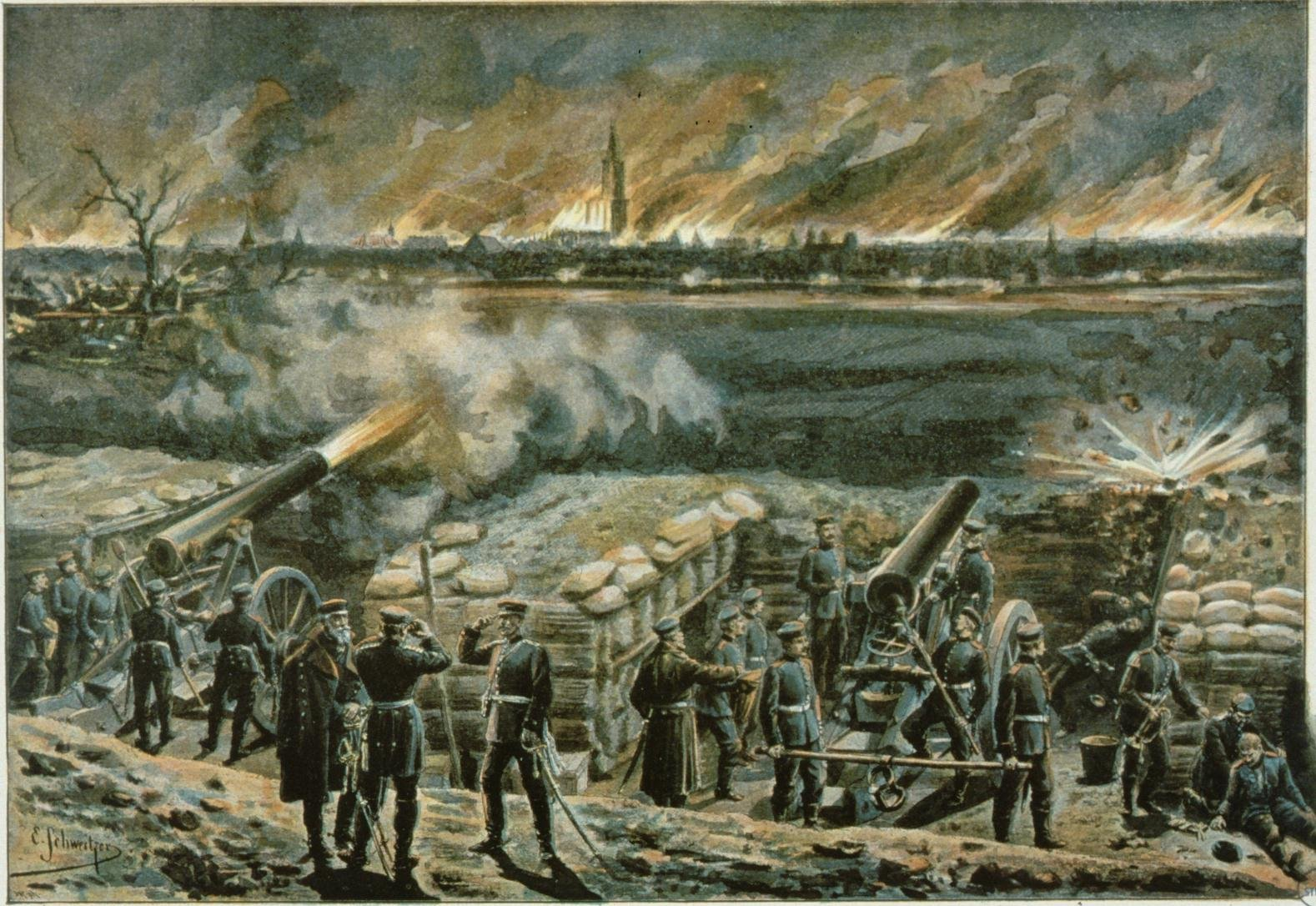
Une batterie de siège allemande installée dans une tranchée au Wacken

Le 11 août 1870, les Allemands arrivent devant Strasbourg et dès le 12, la ville est entièrement cernée. Le siège commence par un simple blocus ordonné par le lieutenant-général prussien Gustav Friedrich von Beyer (1812-1889), ministre de la guerre du Grand-duché de Bade et commandant d'une division de 16 500 Badois articulée en unités mixtes d'infanterie et de cavalerie. Le 13 août, Guillaume Ier, roi de Prusse et commandant en chef de la coalition allemande, ordonne la création d'un corps de siège aux ordres du général prussien August von Werder (1808-1888) composé de la division badoise, de deux divisions de landwehr et d'une brigade d'active prussiennes, soit près de 60 000 allemands pour trois fois moins de défenseurs français.
Strasbourg, sommée de se rendre dès la défaite de Reichshoffen, commence à être bombardée à partir du 13 août. Le 16 août, un régiment français composé de fuyards de Reichshoffen tente une sortie sur le front sud. Une embuscade badoise les fait vite rentrer en ville en abandonnant derrière eux trois canons. Deux jours plus tard, le 18, une sortie du côté de Schiltigheim permet de démolir quelques constructions gênantes. Pour s'emparer de la ville au plus vite, Werder décide de ne pas laisser sortir les civils, près de 80 000 habitants et réfugiés (dont 10 000 allemands) et de pratiquer des bombardements de terreur afin qu'ils incitent les militaires à capituler. Dans la nuit du 15 août, le jour de la fête impériale française, les premiers bâtiments publics et privés sont pris pour cible. Le 19 août, l'artillerie badoise qui surveille le pont du Rhin bombarde la citadelle. Les canons de cette dernière répliquent en détruisant par le feu la bourgade de Kehl. Le jour suivant, le général Uhrich demande à Werder de laisser sortir les femmes, les vieillards et les enfants. En réponse, Werder expose clairement sa tactique dans une lettre : « Les fortifications des grandes villes ont leur faiblesse dans les souffrances de la population qui est exposée, sans abri, aux boulets ennemis, surtout si, comme à Strasbourg, elles sont sans casemates. La sortie que vous souhaitez d'une partie de la population augmenterait donc la force de la fortification ; c'est pourquoi je ne suis pas en état, quelque douloureux que ce soit pour moi, de donner à votre désir la suite que, dans l'intérêt de l'humanité je voudrais lui donner ».

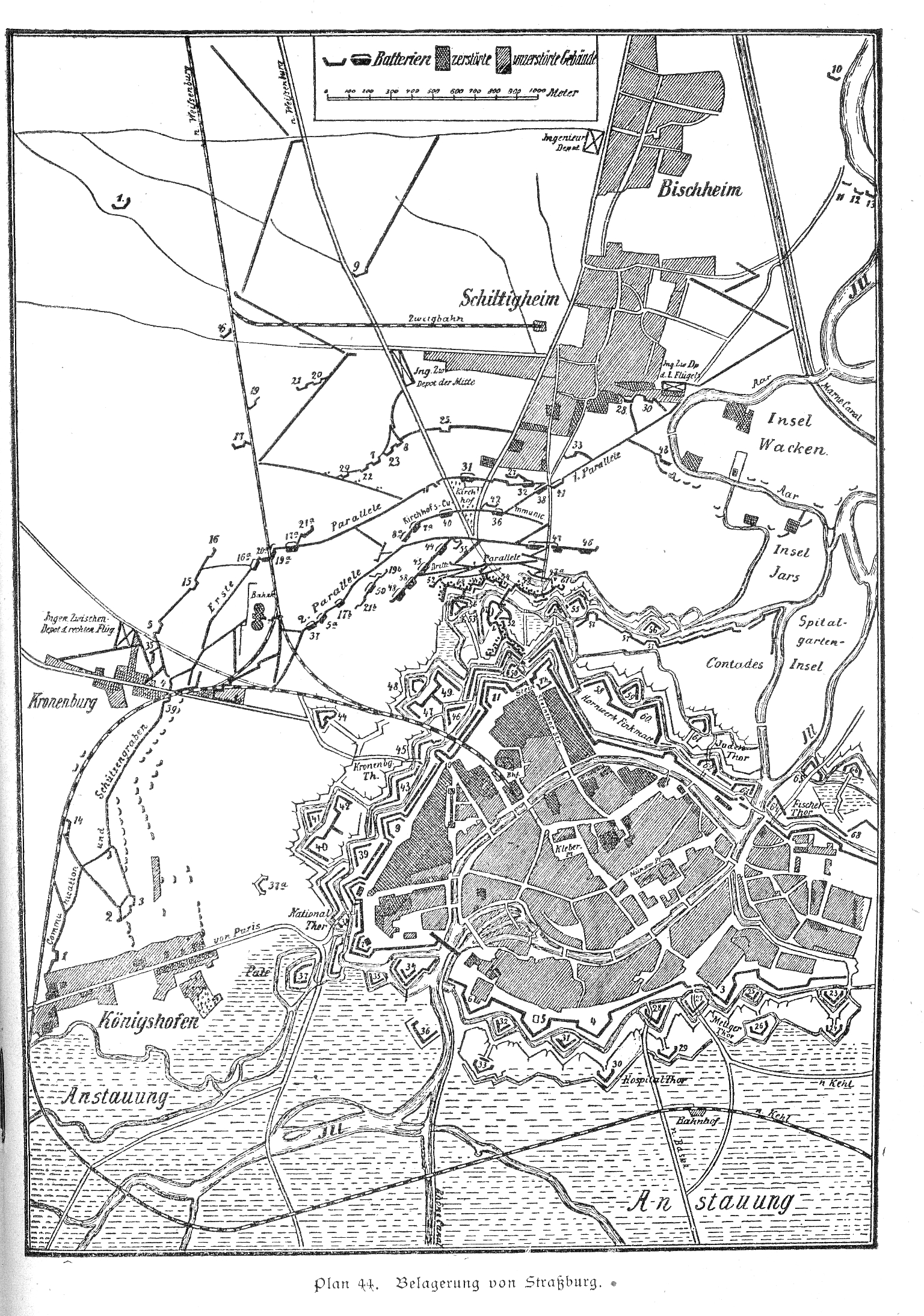
Carte du front nord-ouest lors du siège de Strasbourg (en langue allemande)

Le 23 août au soir, commence un bombardement à outrance qui a pour effet de détruire de nombreux bâtiments civils et militaires. Dès le 24 août, pratiquement tout le stock de fusées métalliques entreposé dans la Citadelle est détruit. Le même jour, l'Aubette et le Temple-Neuf sont bombardés et partent en fumée, suivi le 25 août par le toit de la cathédrale. Le 27 août, Werder décide de prendre la ville par la force et ordonne de creuser une tranchée parallèle à l'enceinte devant le secteur de la Porte-de-Pierre (front nord-ouest). Le 29 août, il fait concentrer les tirs d'artillerie sur les remparts de cette porte ainsi que sur les proches quartiers d'habitation. Le 4 septembre, les assaillants qui sont parvenus à s'approcher commencent à creuser une seconde tranchée parallèle. Le 11 septembre, les Prussiens laissent entrer une délégation suisse par la Porte-Nationale pour apporter de l'aide aux civils. Cette entrée permet surtout de faire apprendre au général Uhrich que l'empereur Napoléon III a été fait prisonnier à Sedan et qu'il n'a plus à espérer l'arrivée d'une armée de renfort. Le 12 septembre, les assaillants finissent de creuser une troisième tranchée et se préparent à s'emparer d'ouvrages défensifs français sur le front de la Porte-de-Pierre. Les 15, 17, 19 et 22 septembre près de 2 000 civils sont évacués par la délégation suisse en sortant par la Porte-d'Austerlitz.
Le 25 septembre, l'artillerie allemande parvient à ouvrir deux brèches dans les bastions 11 et 12 situés de part et d'autre de la Porte-de-Pierre. Dans l'après-midi du 27 septembre, les Français constatent que les brèches deviennent praticables et que l'assaut prussien devient imminent. Le 28 septembre, le général Uhrich conscient de son incapacité à défendre l'accès à la ville et redoutant une effroyable guerre de rue, consent à la capitulation après quarante-six jours de siège. Il abandonne aux assaillants 1 200 canons et 50 000 fusils qui n'ont pas été distribués à la Garde Nationale.

#### Destructions
Du 13 août au 27 septembre 1870, durant un mois et demi, les Strasbourgeois voient s'abattre sur eux près de 195 300 obus allemands soit une moyenne de 6 300 par jour (sur ce nombre, on compte 58 000 bombes). Le bilan humain est lourd, parmi les civils figurent 200 morts et 3 000 blessés. Près de 500 immeubles sont détruits et 10 000 habitants se retrouvent sans abri. De nombreux monuments sont en ruines ; le toit de la cathédrale a brûlé ainsi que l'Aubette, le Théâtre et la Préfecture. Le Temple-Neuf, ancienne église des Dominicains qui abritait une des plus riches bibliothèques au monde, est entièrement ravagé par un incendie. Les 400 000 livres de la collection sont tous partis en fumée dont de précieux manuscrits et incunables, le plus emblématique étant l'Hortus deliciarum, une encyclopédie du XIIe siècle. Les quartiers ouest situés au plus près des positions de l'artillerie allemande sont sinistrés à 90 %, à savoir les rues des Faubourgs-National, de Saverne et de Pierre. L'enceinte de Strasbourg se voit privée de sa Citadelle, et de plusieurs de ses portes, les tirs d'artillerie les ayant réduites à néant. La garnison militaire française compte 661 tués et 780 blessés, dont 43 officiers.

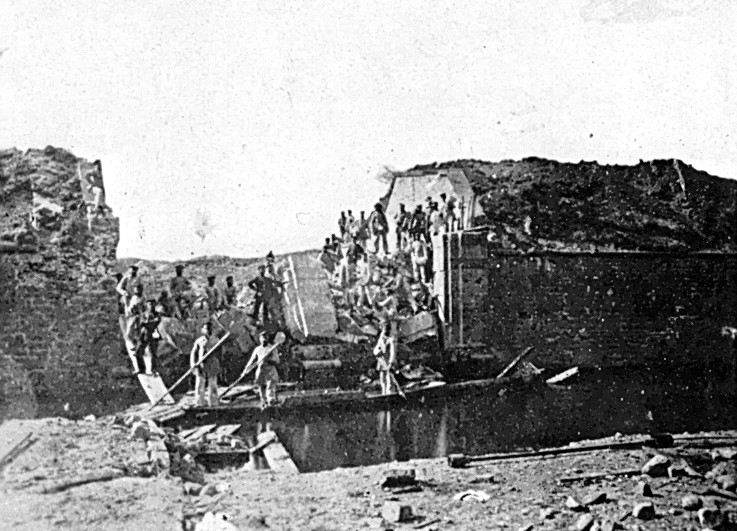
Brèche sur la Porte-de-Pierre
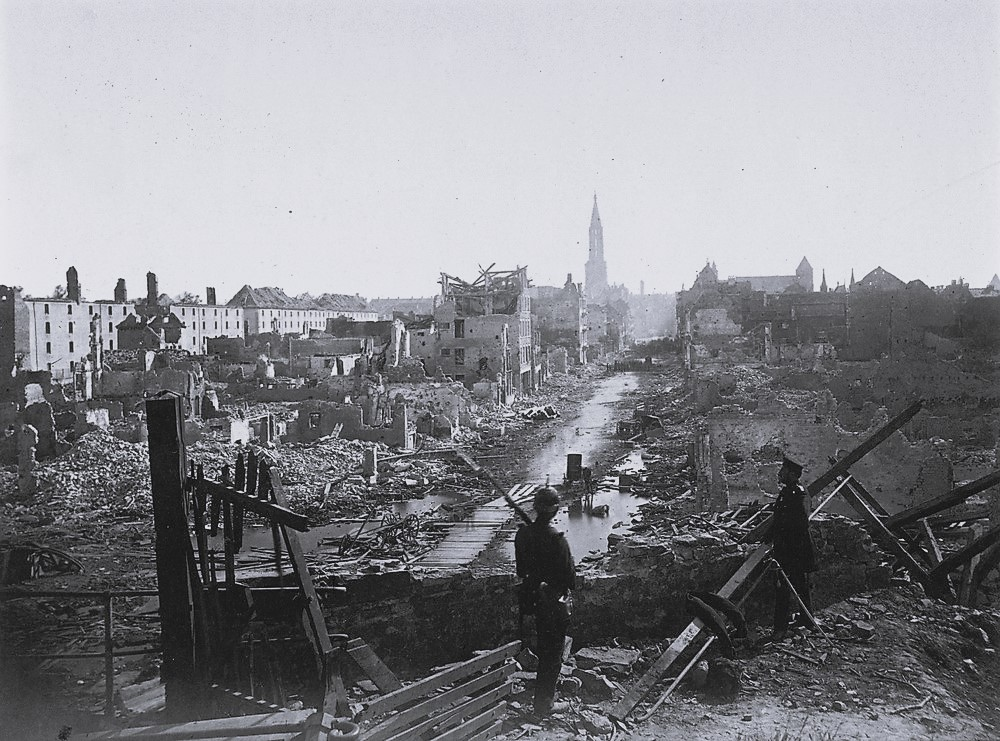
Vue sur le Faubourg-de-Pierre en ruine
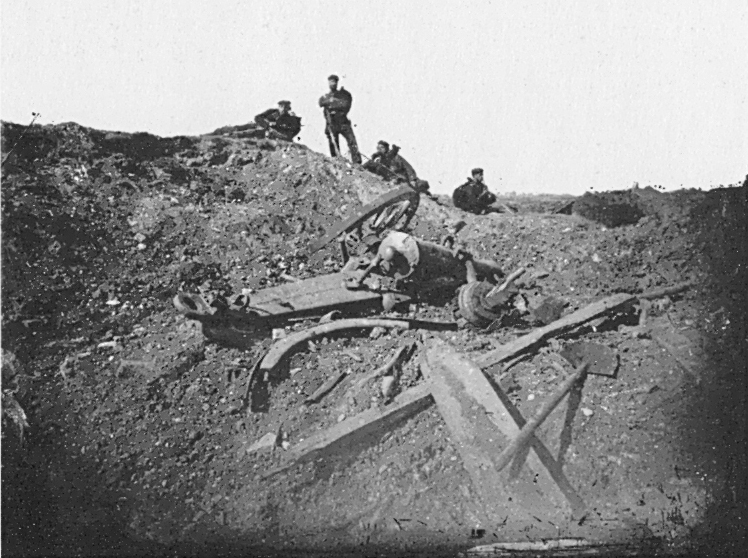
Bastion bombardé

## Capitale de l'Alsace-Lorraine
Après sa victoire militaire sur la France, l'Empire allemand annexe l'Alsace ainsi qu'une partie de la Lorraine. Avec Cologne, les villes de Metz et Strasbourg deviennent des villes fortifiées, de véritables camps retranchés garants des frontières occidentales du nouvel empire allemand. Dans le cas strasbourgeois, la ville est entourée d'une enceinte fortifiée continue et d'une auréole discontinue de quatorze forts détachés. Le rôle de ces nouveaux forts est double. Il s'agit d'abord de maintenir, en cas de guerre, l'assaillant français au plus loin du centre urbain et de l'empêcher de le bombarder. Pour ce faire, les forts sont établis à huit-neuf kilomètres du noyau urbain afin de le mettre hors de portée des canons de l'époque. Le second rôle de ces ouvrages détachés est de soutenir de leurs feux extérieurs, le mouvement des troupes allemandes de la garnison locale d'infanterie. Les Français pour prendre de force Strasbourg sont ainsi contraints de mobiliser lors d'un siège deux corps d'armée.

### Ceinture fortifiée discontinue

#### Place fortifiée

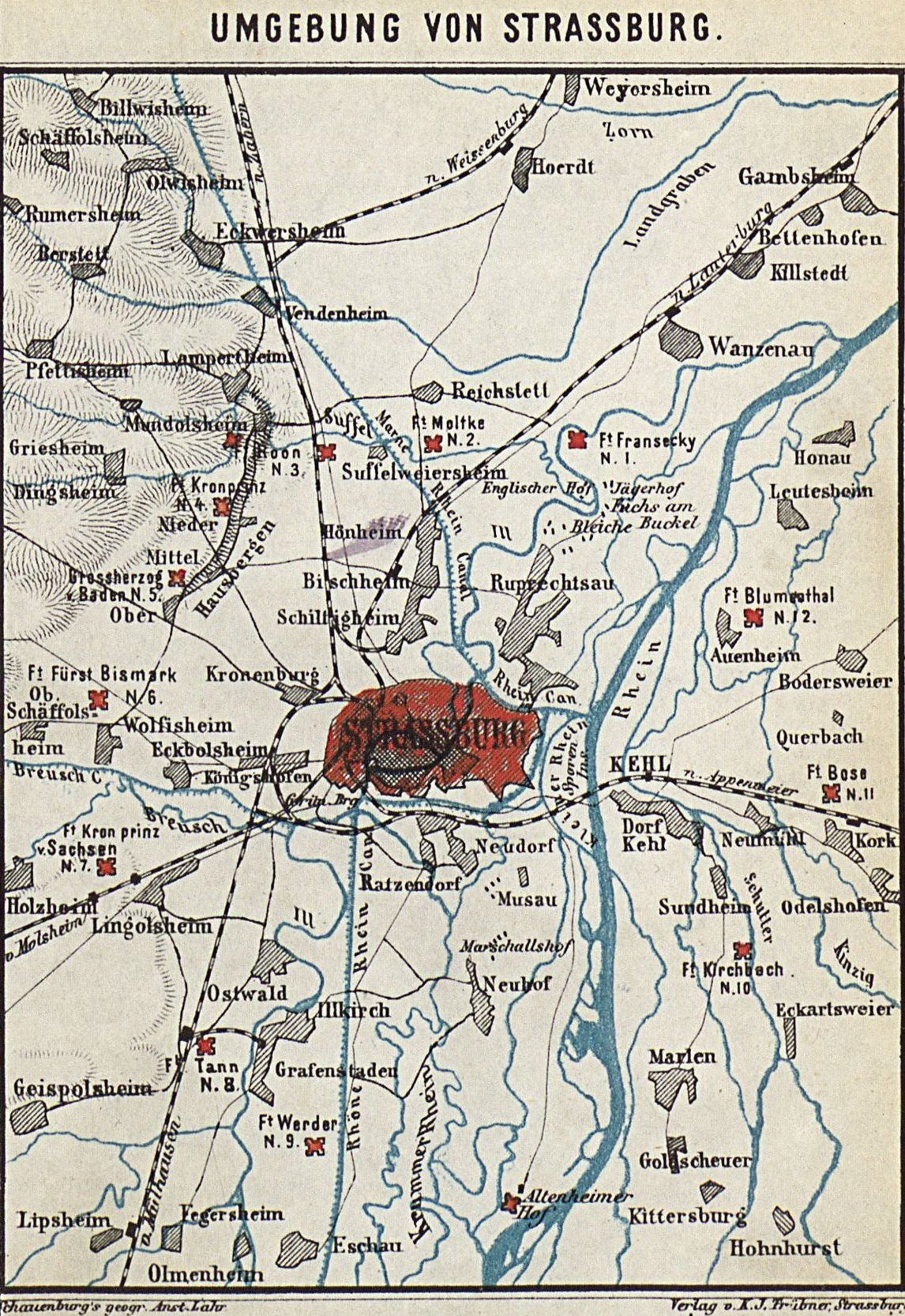
Carte des forts détachés de Strasbourg en 1883.

Le chef d'état-major prussien, Helmuth von Moltke (1800-1891), en poste de 1854 à 1888, fonde sa stratégie sur une armée offensive de mouvement. Il admet cependant que les grands centres urbains situés près des frontières occidentales et orientales de l'empire doivent être fortifiés. Les villes attirent très vite les belligérants car il s'agit de nœuds de communication ferroviaires et routiers vitaux aux mouvements des armées. Le nombre des places fortes doit cependant être limité car leurs coûts de construction et d'entretien sont considérables tandis que leurs garnisons immobilisent de larges effectifs loin des champs de bataille. Craignant une guerre de revanche avec la France, les militaires prussiens dotent très vite les places de Metz et de Strasbourg d'une ceinture de forts modernes. L'objectif de cette auréole fortifiée est de tenir à distance l’assaillant et de l'obliger à s’établir à une distance telle que la ville au cœur du dispositif ne peut plus être directement bombardée.
Les fortifications de la ville alsacienne ayant été fortement endommagées durant le siège de 1870, les militaires allemands prennent des mesures d'urgence et d'exception. Dès 1872, des procédures d'expropriations sont lancées afin d'acquérir des terrains et de construire au plus vite les forts détachés, tous situés autour de Strasbourg dans un rayon de huit à neuf kilomètres, soit la portée de tir maximale des canons de l'époque. Entre 1872 et 1876 sont édifiés douze forts complétés par deux autres entre 1876 et 1882 pour porter le total à quatorze. Sur ce chiffre, onze forts sont situés en Alsace sur la rive gauche et trois sur la rive droite dans les environs de Kehl. Le dispositif est complété entre 1885 et 1890 par l'édification de cinq ouvrages intermédiaires plus petita (Zwischenwerk) soit un total de dix-neuf forts détachés.

#### Liste des forts détachés
| Commune                            | Nom allemand                    | Nom français           | Achèvement | Géolocalisation             |
| ---------------------------------- | ------------------------------- | ---------------------- | ---------- | --------------------------- |
|                                    | Zwischenwerk Neu-Empert         |                        | 1888       | 48° 38′ 10″ N, 7° 49′ 18″ E |
| Strasbourg (forêt de La Robertsau) | Fort Fransecky                  | Fort Ney               | 1876       | 48° 38′ 20″ N, 7° 47′ 47″ E |
|                                    | Zwischenwerk Fransecky-Moltke   |                        | 1891       | 48° 38′ 21″ N, 7° 46′ 29″ E |
| Reichstett                         | Fort Moltke                     | Fort Rapp              | 1874       | 48° 38′ 26″ N, 7° 45′ 20″ E |
| Mundolsheim                        | Fort Roon                       | Fort Desaix            | 1875       | 48° 38′ 17″ N, 7° 43′ 27″ E |
| Mundolsheim                        | Fort Podbielski                 | Fort Ducrot            | 1882       | 48° 38′ 24″ N, 7° 42′ 16″ E |
| Niederhausbergen                   | Feste Kronprinz                 | Fort Foch              | 1875       | 48° 37′ 38″ N, 7° 41′ 34″ E |
| Oberhausbergen                     | Fort Großherzog von Baden       | Fort Pétain Fort Frère | 1875       | 48° 36′ 54″ N, 7° 40′ 50″ E |
|                                    | Zwischenwerk Baden-Bismarck     |                        | 1888       | 48° 35′ 56″ N, 7° 40′ 30″ E |
| Wolfisheim                         | Fort Fürst Bismarck             | Fort Kléber            | 1875       | 48° 35′ 23″ N, 7° 39′ 45″ E |
| Holtzheim                          | Fort Kronprinz von Sachsen      | Fort Joffre            | 1875       | 48° 33′ 32″ N, 7° 39′ 55″ E |
|                                    | Zwischenwerk Sachsen-Tann       |                        | 1889       | 48° 35′ 56″ N, 7° 40′ 30″ E |
| Geispolsheim-Gare                  | Fort von Der Tann               | Fort Lefevre           | 1876       | 48° 31′ 36″ N, 7° 41′ 27″ E |
| Illkirch-Graffenstaden             | Fort Werder                     | Fort Uhrich            | 1876       | 48° 30′ 40″ N, 7° 43′ 22″ E |
|                                    | Zwischenwerk Werder-Schwarzhoff |                        | 1889       | 48° 35′ 56″ N, 7° 40′ 30″ E |
| Strasbourg (Forêt du Neuhof)       | Fort Schwartzhof                | Fort Hoche             | 1879       | 48° 29′ 39″ N, 7° 46′ 09″ E |
| Kehl - Sundheim                    | Fort Kirchbach                  | -                      | 1878       | 48° 32′ 50″ N, 7° 50′ 26″ E |
| Kehl - Appenweier                  | Fort Bose                       | -                      | 1878       | 48° 34′ 30″ N, 7° 51′ 33″ E |
| Kehl - Auenheim                    | Fort Blumenthal                 | -                      | 1878       | 48° 36′ 22″ N, 7° 50′ 39″ E |

#### Système «von Biehler»

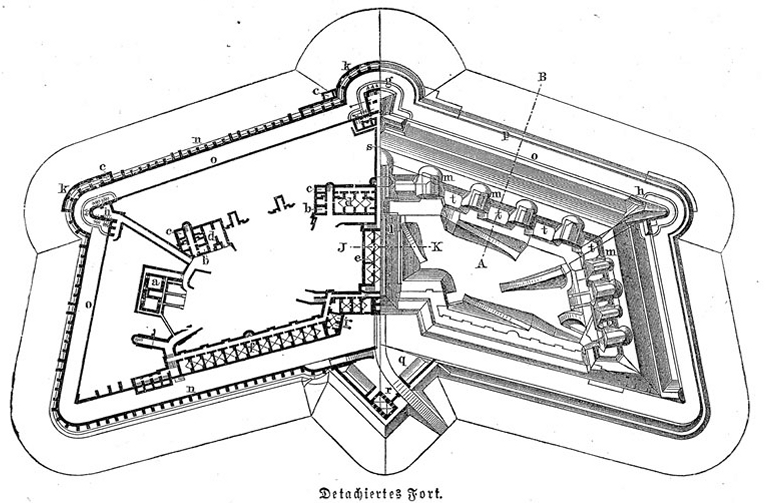
Schéma d'un fort Biehler

L'édification des fortifications allemandes de Strasbourg connaît trois phases successives, longue chacune d'une quinzaine d'années et conditionnées par les progrès de l'artillerie moderne. La première phase s'étale entre les années 1872 et 1885 et se caractérise par l'édification de forts détachés conçus selon les principes du général prussien Hans Alexis von Biehler (1818-1886), directeur entre 1873 et 1884 de l'Ingenieur-Komitee, le service du Génie militaire. Le plan type des « forts Biehler » consiste en une lunette aplatie aux saillants adoucis et dotée d'une gorge bastionnée. Sa fonction principale est de servir de plateforme à l'artillerie (quarantaine de canons), tout en étant capable d'accueillir une vaste caserne d'infanterie destinée à le protéger (500 artilleurs et 400 fantassins). L'édifice consiste en une série de locaux voûtés, le tout étant recouvert d'une masse de terre protectrice (destinée à absorber les impacts de bombe) et entièrement entouré par un fossé doté de caponnières. Les forts strasbourgeois suivent deux grands différents types selon leur emplacement et la nature du terrain. La majeure partie des forts est dotée d'un « fossé sec » au nord et au nord-ouest de la ceinture car placés sur la crête des collines du Kochersberg. Les ouvrages situés au plus près du Rhin comportent quant à eux un « fossé d'eau » en raison des affleurements de la nappe phréatique.

Trois photographies du Fort Frère (von Baden)
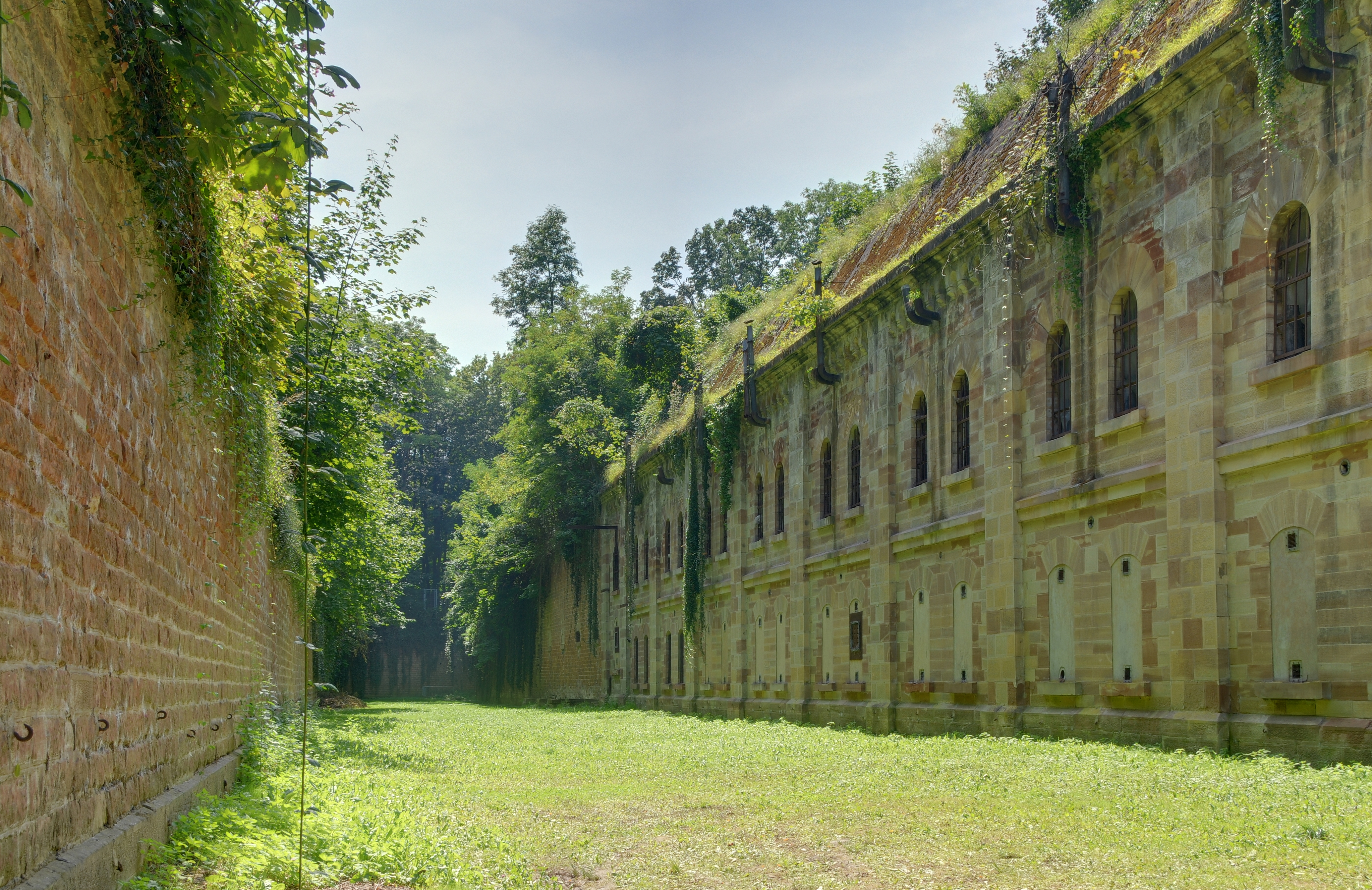
Caserne de gorge.
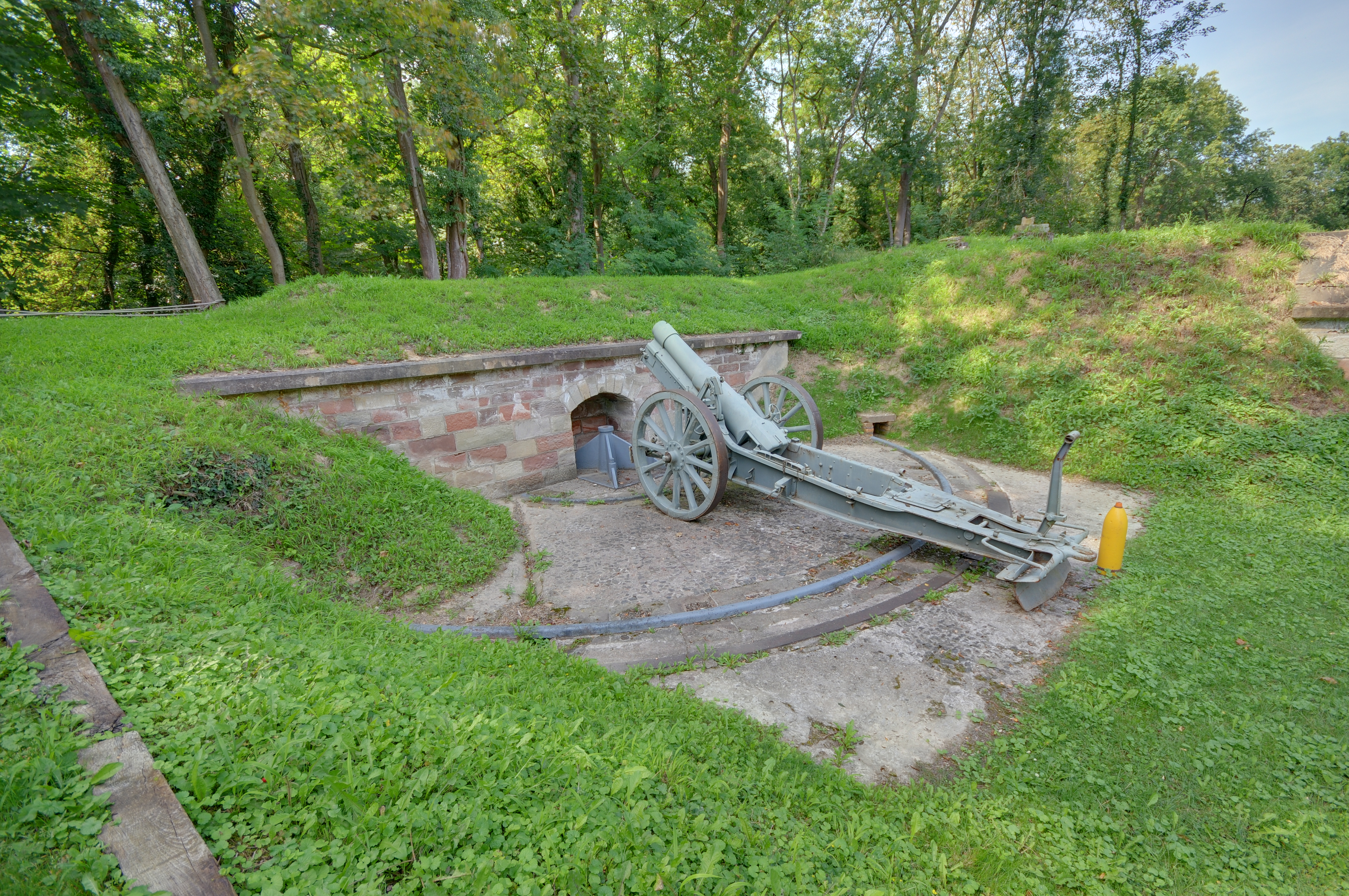
Pièce d'artillerie.
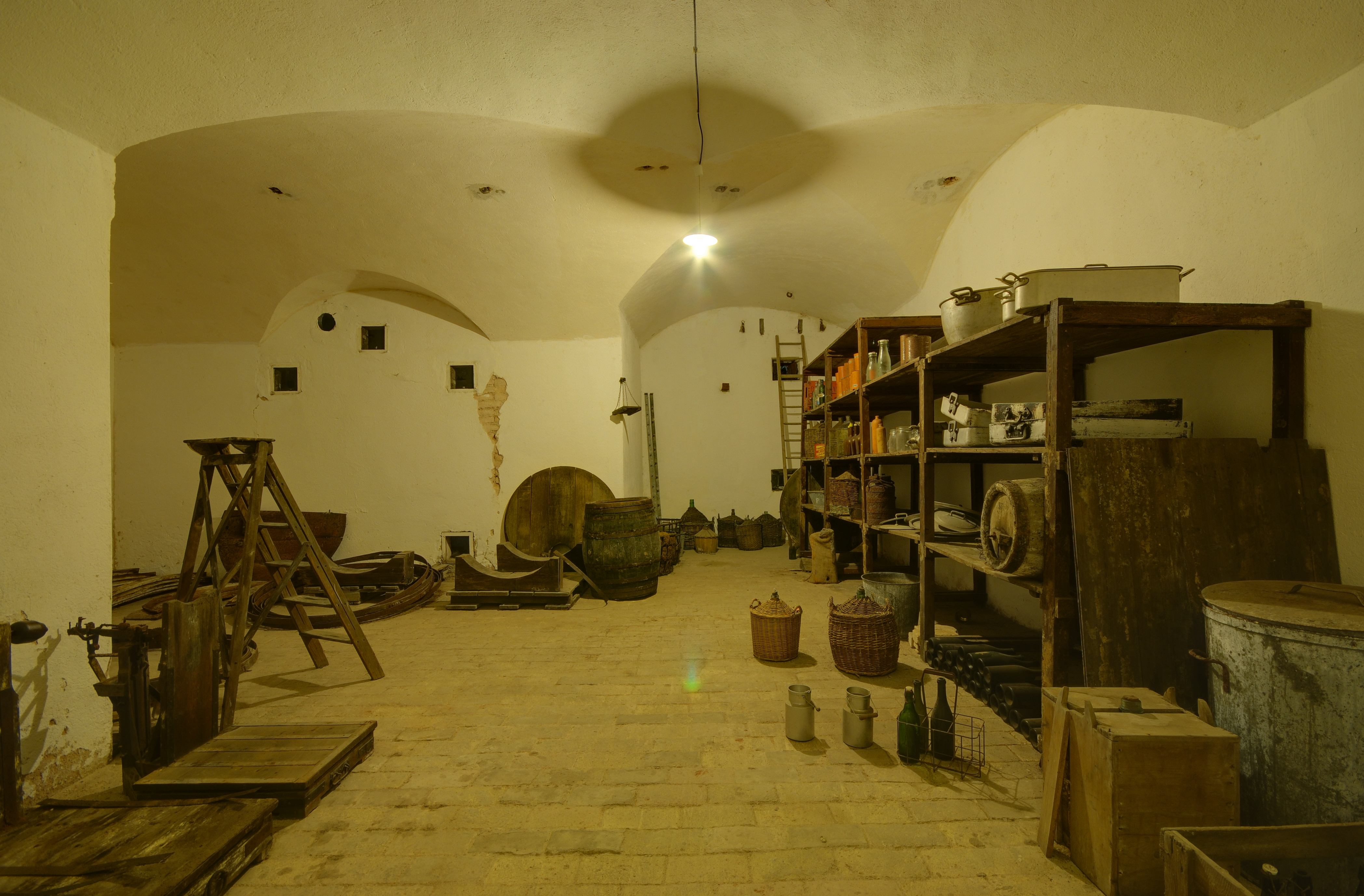
Entrepôt voûté.

#### «Crise de l'obus»
Le système des forts défensifs strasbourgeois, à peine construit, se trouve obsolète du fait de l'invention après 1885 de nouvelles poudres d'artillerie, la mélinite en France, la lyddite en Grande-Bretagne et le fulmicoton en Allemagne. Les canons ne dégagent plus de fumées grisâtres et les artilleurs peuvent servir plus longtemps dans les casemates sans être incommodés par une aération insuffisante. L'inconvénient majeur est que les obus de gros calibre (150 mm allemand et 155 mm français) chargés avec les nouvelles poudres sont maintenant capables de détruire les voûtes des fortifications (un mètre de maçonnerie et quatre mètres de terre au-dessus) et de les faire s'effondrer. Pour pallier ce fait, tous les forts strasbourgeois sont débarrassés de leur couche de terre afin de la remplacer par un bétonnage d'un mètre d'épaisseur lui-même recouvert d'une fine couche de terre afin de permettre le camouflage végétal. Le nouveau recouvrement reste toutefois insuffisant face aux gros canons 210 mm français.
Les forts ne pouvant plus remplir seuls leur rôle, les militaires investissent leurs moyens financiers dans des structures aménagées dans les intervalles. À partir de 1887, plus d'une centaine de petits abris destinés à l'infanterie et à l'artillerie ainsi que des lieux de stockage sont implantés sur la ceinture fortifiée. Sont aussi édifiés cinq fortins intermédiaires, les Zwischenwerk, limités à quatre pièces d'artillerie de 90 mm et destinés à améliorer les tirs de flanquement

#### Forteresse de Mutzig
À la fin du XIXe siècle débute la dernière phase de la forteresse de Strasbourg, celle de son déclin au profit de la Feste Kaiser Wilhelm II. ou « Groupe fortifié Empereur Guillaume II ». Le nouveau fort, édifié à Mutzig est localisé à une vingtaine de kilomètres l'ouest de Strasbourg sur les hauteurs vosgiennes. Les deux places fortes ont pour rôle de barrer la plaine d'Alsace aux forces françaises désireuses d'envahir du sud au nord l'Allemagne via le Palatinat rhénan. La place de Mutzig consiste en deux forts triangulaires installés à flanc de collines. Le premier fort ou « Fort Est » est édifié à partir de 1893 tandis que les travaux du second, le « Fort Ouest » débutent en 1895. Chaque fort dispose d'une batterie de quatre coupoles pour un obusier de 150 mm ainsi que des pièces plus légères de 57 mm placées dans des tourelles à éclipse pour se défendre d'une attaque de fantassins. Entre 1904 et 1914, la groupe fortifié ne cesse de prendre de l'ampleur et sa garnison passe de 7 000 à 8 000 hommes sur une zone défensive de près de 250 hectares.

Forteresse de Mutzig
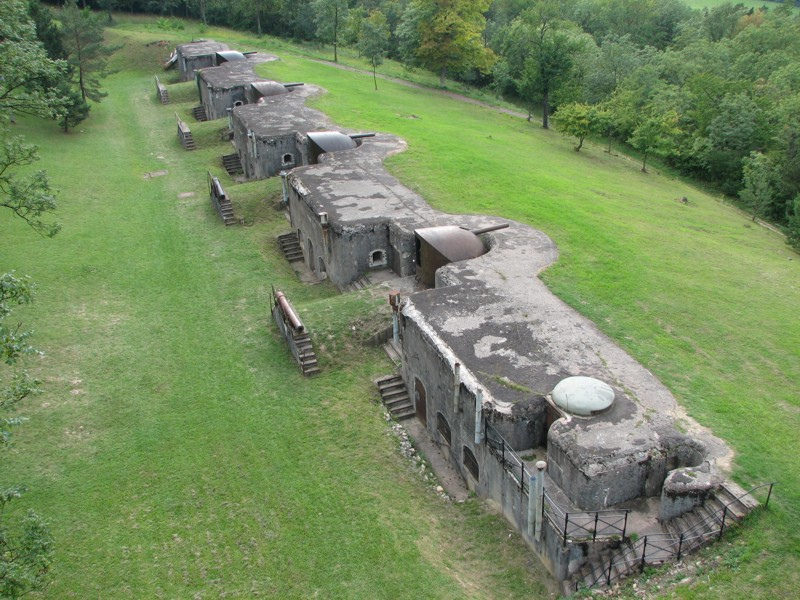
Batterie no 1 pointée au nord-ouest.
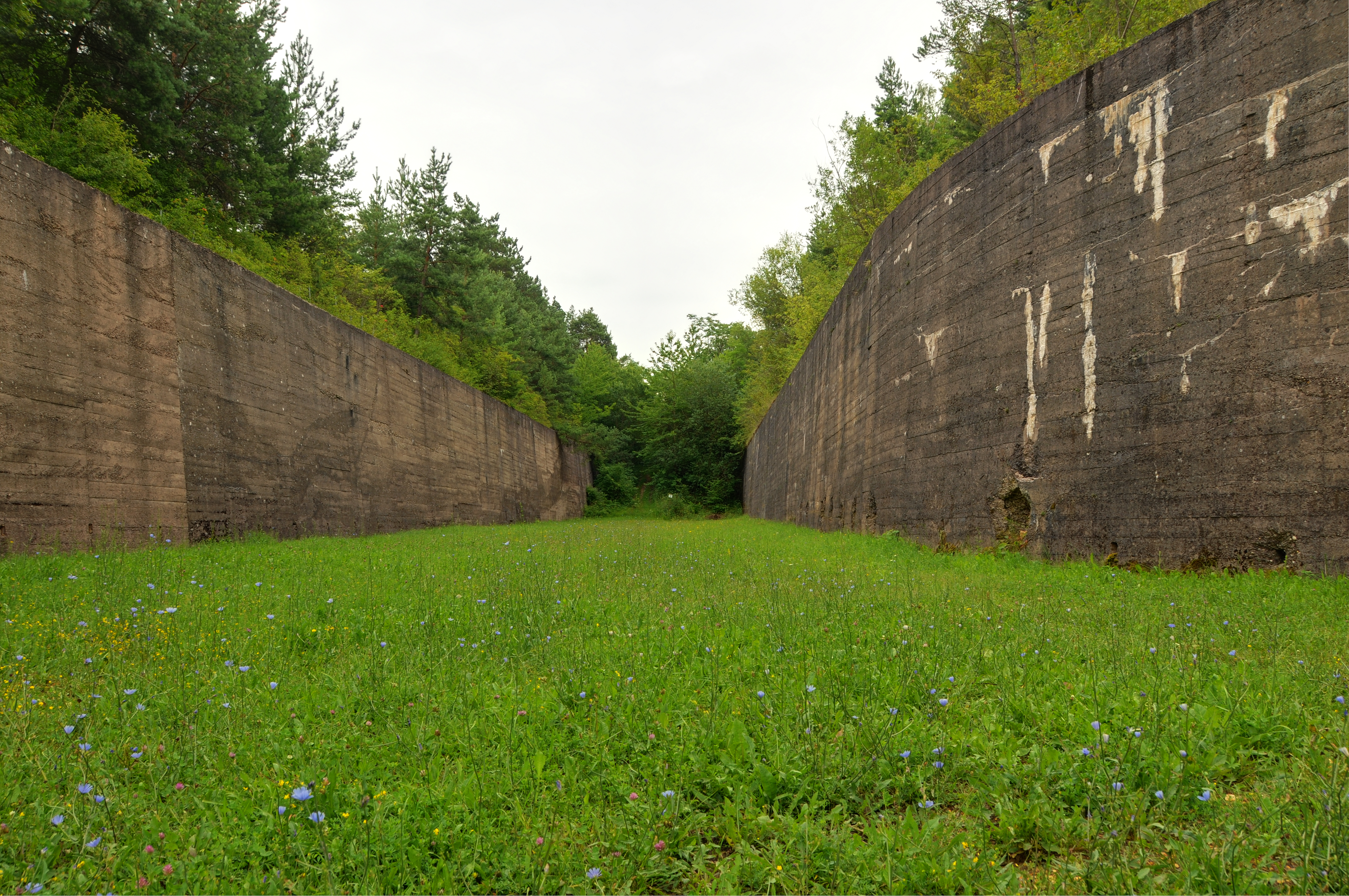
Fossé aux murs bétonnés
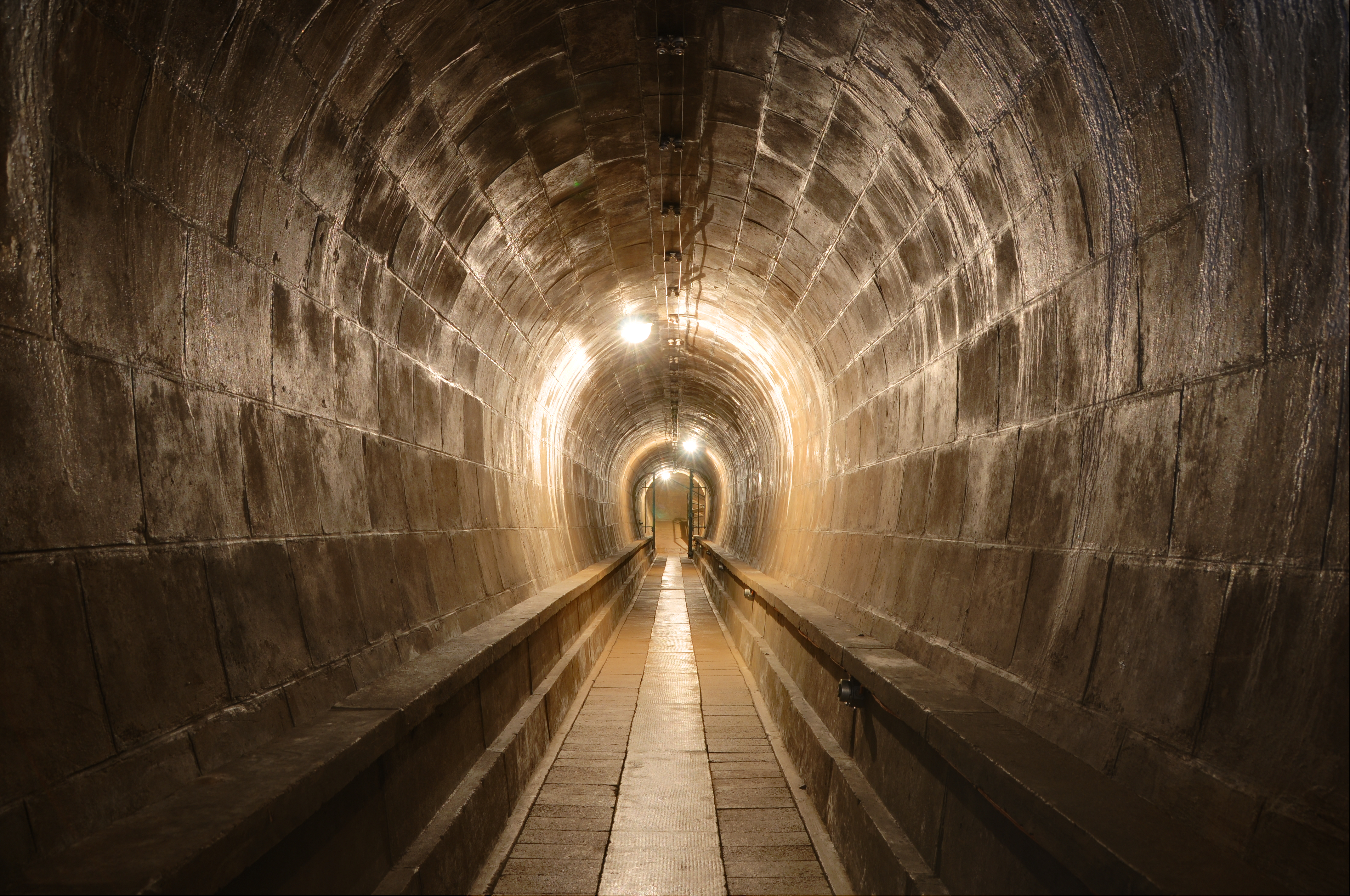
Tunnel

### Enceinte urbaine continue

#### Extension de la ville

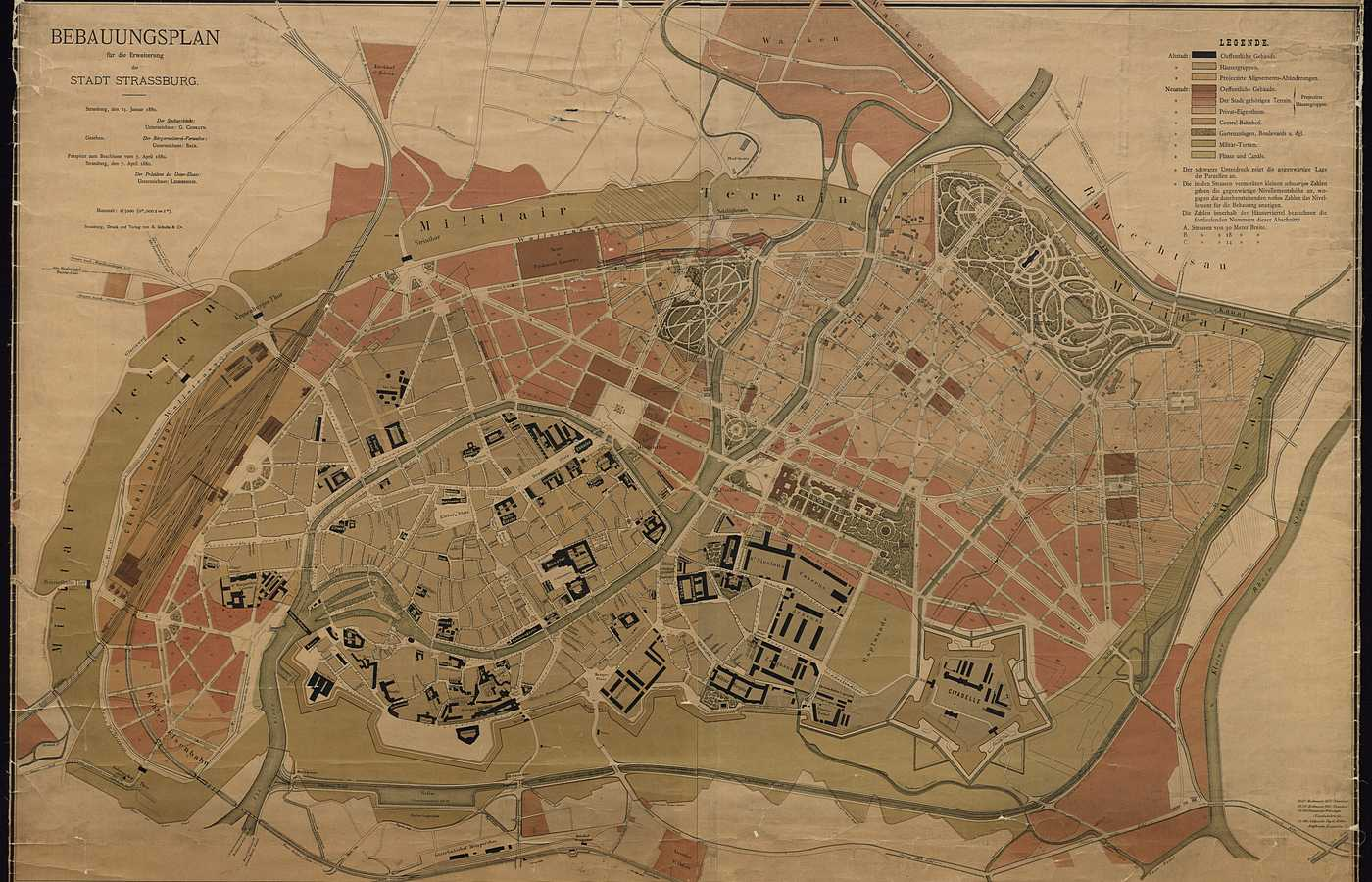
Projet urbanistique présenté par Geoffroy Conrath en 1878

Le traité de Francfort du 10 mai 1871, entérine l'intégration de l'Alsace et d'une partie de la Lorraine (1 500 000 habitants) au Deuxième Reich allemand. Le territoire conquis devient un Reichsland ou « Territoire d'Empire » propriété commune de tous les États allemands dirigé par un Gouverneur nommé par l'Empereur et par une assemblée parlementaire composée de notables nommés par Berlin et de députés élus au suffrage universel masculin. La ville de Strasbourg devient la capitale économique, politique et administrative de cette nouvelle entité allemande et le chef-lieu de la XVe Région militaire prussienne.
Dès 1871, les autorités civiles et militaires impériales souhaitent donner à Strasbourg un aspect moderne et germanique dans le cadre d'un ambitieux plan d'extension urbaine couplé à un projet de renforcement des fortifications. L'enceinte urbaine qui avait enduré les bombardements prussiens lors du siège de Strasbourg était composée d'éléments disparates issus d'ajouts successifs. Aux murailles médiévales s'étaient ajoutés des bastions « à la Specklin » puis des fortifications édifiées selon les principes de l'« école Vauban ». La guerre de 1870 avait démontré que les progrès de l'artillerie avaient rendu ces défenses obsolètes. Les ingénieurs militaires allemands décident de ne conserver que le front méridional depuis le Barrage Vauban jusqu'à la Citadelle incluse. En 1875, un vote du Reichstag déclassifie le reste de la muraille et donne l'autorisation de la démolir. En même temps, la loi donne à la ville de nouvelles limites. La superficie de Strasbourg est triplée, passant de 232 à 618 hectares. En 1878, une commission consultative présidée par le maire Otto Back adopte, entre deux propositions, le projet d'extension établi par Geoffroy Conrath (1824-1892), architecte en chef de la ville de 1854 à 1886. Le plan est discuté durant deux années supplémentaires, retouché sur des points de détails et finalement adopté en 1880.
Au nord-est, la ville englobe désormais le parc de l'Orangerie et s'étend désormais jusqu'au canal de la Marne au Rhin mais en laissant l'île du Wacken à l'extérieur. Au nord-ouest, l'enceinte intègre le parc des Contades et se rapproche ainsi de Schiltigheim. À l'ouest, une nouvelle gare ferroviaire, plus spacieuse et mieux adaptée au transport des troupes est érigée à l'emplacement des anciens bastions du Faubourg National. Au sud-ouest, la ville nouvelle annexe le lieu-dit Deutsche Aue, l'actuel quartier du boulevard de Lyon.

#### Rempart urbain
Entre 1876 et 1884, les militaires allemands donnent à la cité élargie une nouvelle enceinte urbaine longue de onze kilomètres et ponctuée par une quinzaine de portes civiles et militaires. Les plans du nouveau rempart, un des derniers à être construit en Europe après 1870, suivent les principes de la fortification polygonale « néo-prussienne ». L'enceinte consiste en un imposant talus de terre aux flancs assez raides, non maçonnés mais recouverts d'herbe, haut de douze mètres et large de quarante mètres à leur base. Il est précédé sur tout son parcours par un fossé inondable doté d'une cunette toujours en eau. Au devant, s'étend un glacis nu de cent mètres de large, lui-même précédé par une zone inconstructible de 500 mètres de large et d'une zone réglementée de 300 mètres supplémentaires où ne sont tolérés que des constructions légères. Le talus abrite en son sein une succession de casernes et d'entrepôts pour l'artillerie tournés vers la ville, tous à l'épreuve des bombes en étant placés contre et sous la masse de terre. Sa défense se caractérise par une série de dix-neuf bastions pointus espacés de 500 mètres, peu saillants, presque tous occupés par un cavaliers qui domine le talus. Cette enceinte est cependant assez mal pensée car conçue à l'économie et n'est finalement défendue que par une série de canons à tir lent.
Selon les principes normaux de la fortification, tous les bastions sont censés se soutenir et se protéger mutuellement par des tirs croisés. Sur l'enceinte strasbourgeoise, ce principe n'est cependant pas respecté et seul un bastion sur deux dispose d'une caponnière cuirassée chargée d'assurer les feux croisés au ras du fossé d'eau. Chaque caponnière est disposée sur la pointe de son bastion et consiste en une avancée maçonnée terminée en absidiole et recouverte de terre. À l'intérieur, l'accès des pièces d'artillerie est assuré par un long couloir maçonné qui traverse la largeur du talus et qui débute au niveau de la caserne de bastion correspondante. Dans sa dernière partie, le couloir dispose d'une voûte métallique monobloc de cinq mètres de long et de vingt-cinq centimètres d’épaisseur reposant sur deux madriers horizontaux en bois de teck. À l'extérieur, la toiture de la caponnière est protégée par une cuirasse faite en plaques de fer laminé haute de 1,90 m, droite sur les flancs et arquée en front de tête. Les plaques mesurent de 2,60 à 3,10 mètres de long pour 12 cm d'épaisseur et sont assemblées en quinconce grâce à d'imposants boulons protégés de la rouille par une petite calotte de plomb. Les plaques internes et externes sont séparées par une épaisseur de 8 cm d'un mélange de bitume et de limaille de fer. Cinq de ces cuirassement ont été commandés à la société anglaise de Charles Cammell de Sheffield puis posés en 1878-1879.

Trois photographies du rempart urbain
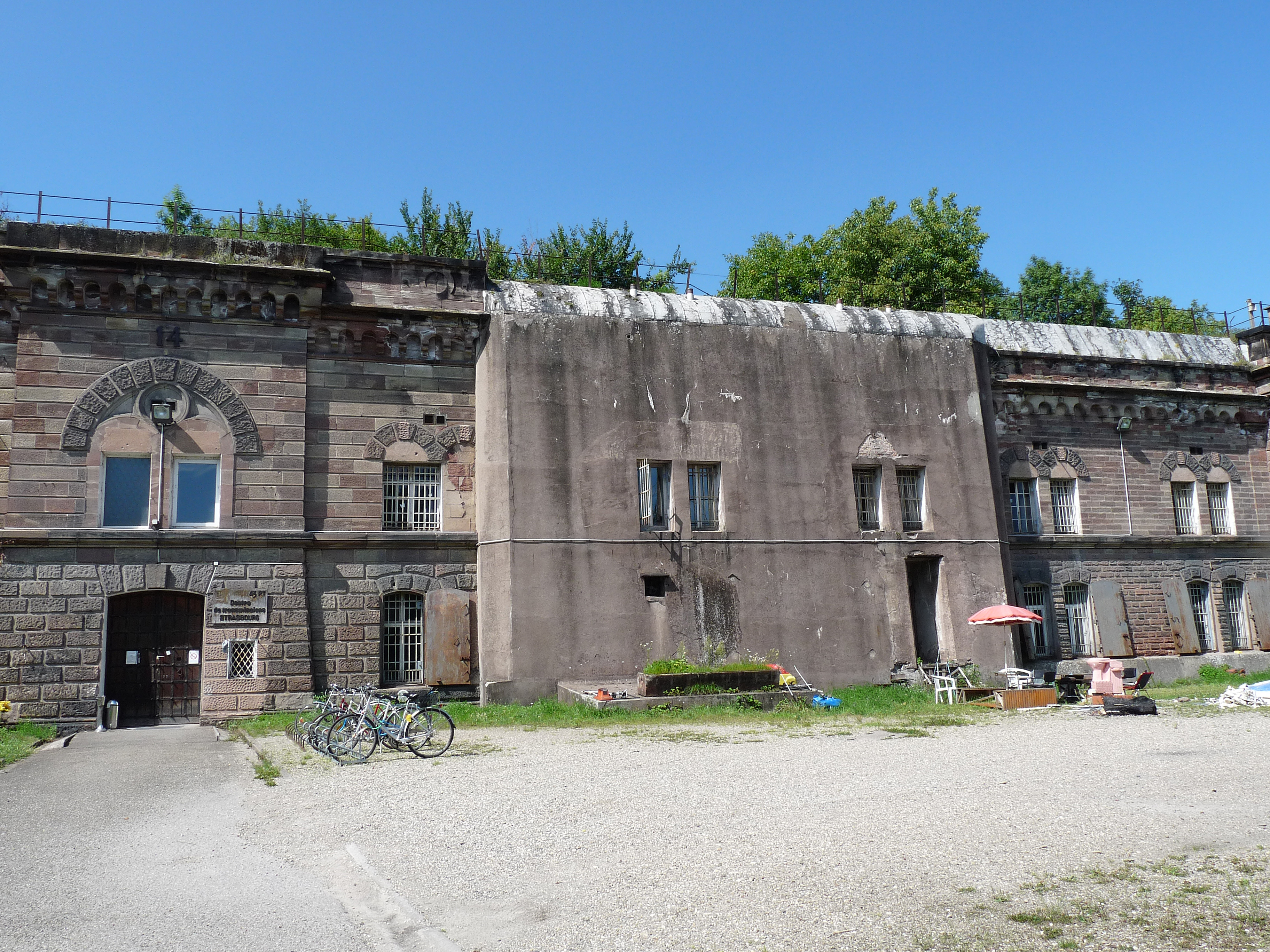
Caserne du Bastion 14.
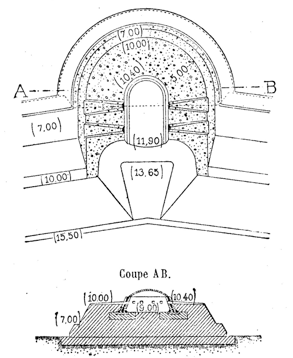
schéma d'une caponnière.
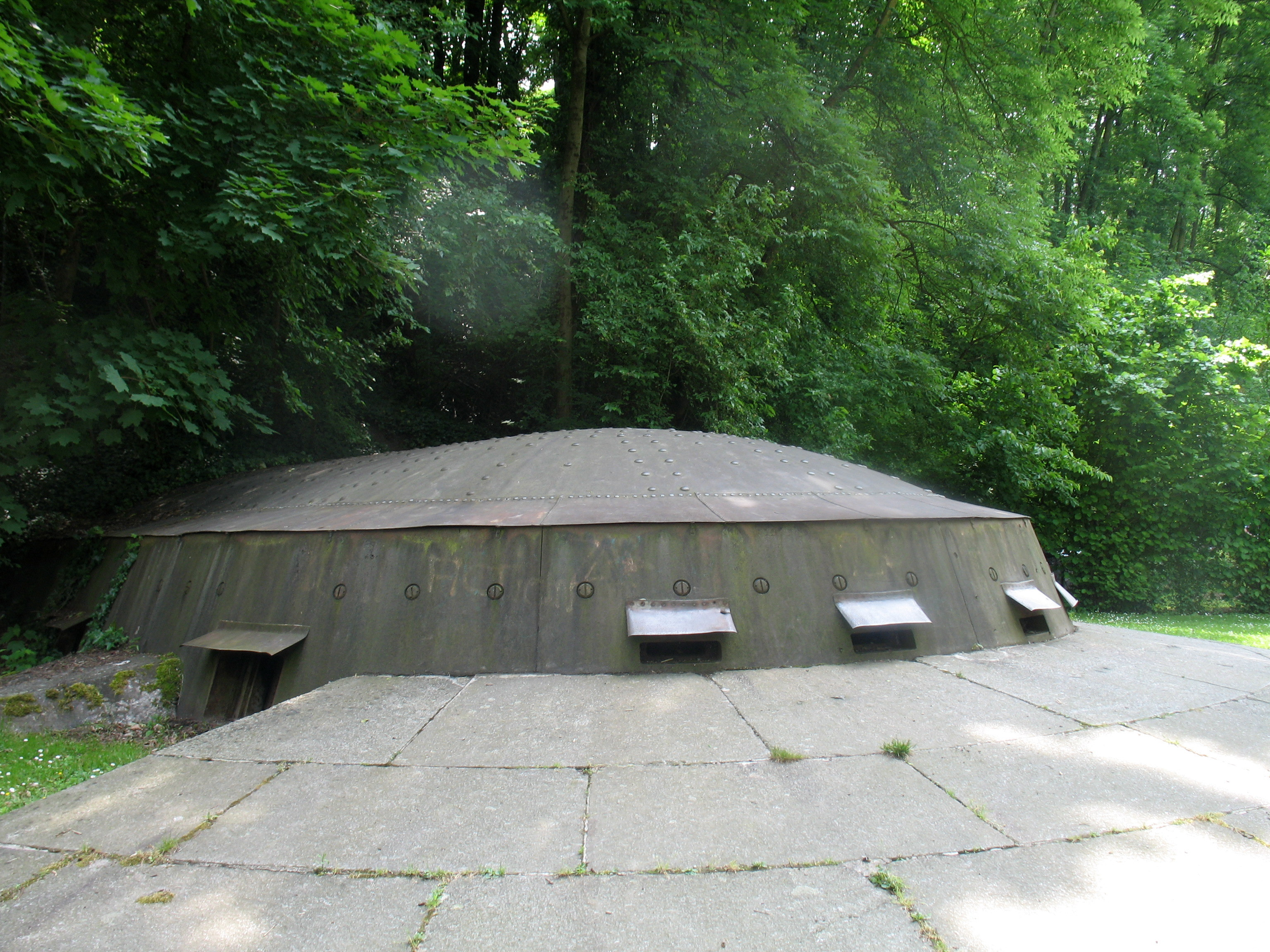
Caponnière cuirassée du Bastion 15.

Sur tous les fronts, l'enceinte se trouve ceinturée par des canaux dont la vocation n'est pas uniquement militaire. À l'ouest, sont creusés le Fossé des Remparts et le Canal de Dérivation qui se branchent au nord sur une ellipse constituée par les sillonnements naturels de l'Aar et de l'İll. Les cours ces deux rivières sont augmentées par le canal de la Marne au Rhin qui rejoint le fleuve plus à l'est. Les fronts oriental et méridional de la ville sont quant à eux sous la protection du bassin des Remparts et du canal de Jonction dont la fonction économique et portuaire est de relier le canal du Rhône au Rhin au canal de la Marne au Rhin.

#### Portes allemandes

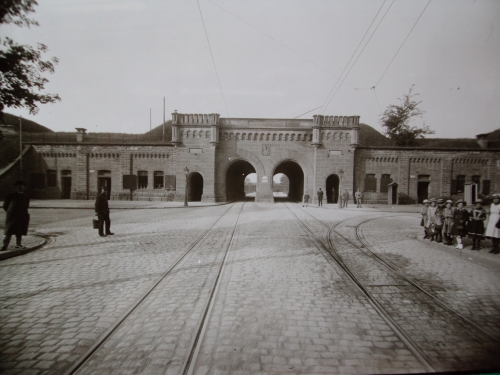
Vue sur la Porte de Schirmeck (Schirmeckertor) avant sa démolition en 1922.

La nouvelle enceinte ouvre la ville vers l'extérieur au moyen d'une quinzaine de nouvelles ouvertures, certaines portes reprenant les dénominations des anciens accès. Lors de l'élaboration du projet d'urbanisme, les militaires ont prédéfini l'emplacement définitif de neuf portes sur l'enceinte fortifiée. L'architecte Jean Geoffroy Conrath a ainsi été tenu d'intégrer au mieux les axes de circulations de la ville nouvelle (avenues et boulevards) en fonction de l'emplacement préétabli de ces ouvertures vers l'extérieur. L'enceinte comporte à la fin onze portes d'entrée accessibles aux civils (porte de Schirmeck, porte Blanche, portes de Cronenbourg, de Pierre, de Schiltigheim, de l'İll, de la Robertsau, du Canal, de Kehl, des Bouchers, de l'Hôpital), une « porte de guerre » ou Kriegstor II, réservée aux militaires (la seule qui subsiste encore de nos jours), un « passage de guerre » ou Kriegstor I sous la forme d'une chicane piétonnière à ciel ouvert près de l'imposante Manteuffel Kaserne (Caserne Stirn), une porte située sur les vestiges de la Citadelle et trois tunnels ferroviaires, la gare étant implantée intra muros. Architecturalement, la façade intérieure de chaque nouvelle porte se présente comme un pastiche des châteaux-forts médiévaux et s'inspire du style roman. Le corps de passage est percé de deux ou trois larges et hautes ouvertures voûtées en arc de cercle afin de laisser passer la circulation des véhicules hippomobiles, automobiles et tramways. Ces ouvertures principales sont flanquées de chaque côté d'un passage piétonnier, moins haut et large, intégré dans un saillant figuré sous la forme d'une pseudo-tour crénelée.
| Nom allemand       | Nom français          | Localisation                                      | Coordonnées                 |
| ------------------ | --------------------- | ------------------------------------------------- | --------------------------- |
| Schirmecker-Tor    | Porte de Schirmeck    | Route de Schirmeck/ Rue de Molsheim               | 48° 34′ 29″ N, 7° 43′ 47″ E |
|                    | Tunnel ferroviaire    |                                                   | 48° 34′ 41″ N, 7° 43′ 38″ E |
| Weissturmer-Tor    | Porte Blanche         | Route de Koenigshoffen/ Place de la Porte Blanche | 48° 34′ 51″ N, 7° 43′ 38″ E |
| Kriegs-Tor II      | Porte de Guerre       | derrière la gare ferroviaire                      | 48° 35′ 14″ N, 7° 43′ 52″ E |
| Kronenburger-Tor   | Porte de Saverne      | Rue Georges Wodli                                 | 48° 35′ 24″ N, 7° 44′ 07″ E |
|                    | Tunnel ferroviaire    |                                                   | 48° 35′ 34″ N, 7° 44′ 26″ E |
| Stein-Tor          | Porte de Pierre       | Place de Haguenau                                 | 48° 35′ 36″ N, 7° 44′ 33″ E |
| Kriegs-Tor I       | Passage de Guerre     | Rue de Bitche                                     | 48° 35′ 37″ N, 7° 45′ 09″ E |
| Schiltigheimer-Tor | Porte de Schiltigheim | Place de Bordeaux                                 | 48° 35′ 42″ N, 7° 45′ 29″ E |
| İll-Tor            | Porte de l'İll        | Quai du Chanoine Winterer                         | 48° 35′ 38″ N, 7° 45′ 59″ E |
| Ruprechtsauertor   | Porte de la Robertsau | Avenue de l'Europe                                | 48° 35′ 43″ N, 7° 46′ 25″ E |
| Kanal-Tor          | Porte du Canal        | Rue du Conseil des Quinze                         | 48° 35′ 27″ N, 7° 46′ 55″ E |
| Kehler-Tor         | Porte de Kehl         | Rue du Grand Pont                                 | 48° 34′ 48″ N, 7° 46′ 48″ E |
| Citadellen-Tor     | Porte de la Citadelle | Parc de la Citadelle                              | 48° 34′ 35″ N, 7° 46′ 26″ E |
| Metzger-Tor        | Porte des Bouchers    | Place d'Austerlitz                                | 48° 34′ 38″ N, 7° 45′ 12″ E |
| Spital-Tor         | Porte de l'Hôpital    | Place de la Porte de l'Hôpital                    | 48° 34′ 36″ N, 7° 45′ 01″ E |
|                    | Tunnel ferroviaire    |                                                   | 48° 34′ 25″ N, 7° 44′ 04″ E |

### Au service du front (1914-1918)
Durant la Première Guerre mondiale, Strasbourg n'a jamais été sous la menace d'une attaque ou d'un siège de la part des Français. Durant les deux premières années de la guerre, les militaires allemands ont mis les défenses en état par la construction fébrile de près de 1 000 abris en béton et de 100 kilomètres de tranchées entre les places de Strasbourg et Mutzig. En Alsace, le front se stabilisant sur la crête des Vosges, Strasbourg devient une place de ravitaillement et une « ville hôpital » dotée d'une quarantaine de Festungslazarett (Hôpitaux militaires) afin de pouvoir prendre en charge des dizaines de milliers de blessés.
La guerre de position nécessitant beaucoup de matériels de guerre, la place forte de Strasbourg est progressivement vidée de ses réserves en vivres, munitions, ballons d'observation, etc. Les pièces d'artillerie sont réquisitionnées et envoyées vers le front, même les plus anciennes. En 1914, Strasbourg dispose de 689 canons de tous calibres ; du canon révolver 37 mm au mortier 210 mm. Parmi eux, 498 ne dépendent pas des fortifications permanentes. Face à des demandes provenant du front, le Gouverneur de la place strasbourgeoise laisse partir son matériel. En 1916, les canons 105 mm sur affût à bouclier, des pièces normalement fixes, sont démontés et extraits de leurs batteries puis placés en position de campagne sur le front. Privés d'utilité défensive, les forts strasbourgeois deviennent des camps de détention pour prisonniers de guerre déportés depuis le front oriental (Russes, Serbes, Roumains). Ces captifs sont utilisés comme main d'œuvre et servent à construire des fortifications ou des aménagements routiers et ferroviaires

## Ville ouverte

### Déclassement de l'enceinte
Après l'armistice du 11 novembre 1918, entre les 16 et 27 novembre, les troupes françaises victorieuses font leur entrée en Alsace. Dès 1919 les militaires et les politiques français ouvrent le débat du sort des fortifications de Strasbourg. Les forts détachés de la ceinture discontinue sont tournés vers la France et, en cas d'une nouvelle guerre, peuvent servir de tête de pont à l'ennemi allemand. La ville de Strasbourg, située en plaine près du Rhin et entre deux massifs montagneux est difficile à défendre. La solution adoptée est de conserver les forts alsaciens et de les intégrer sous la forme de points d'appui dans le système de la ligne Maginot. Les trois forts situés autour de Kehl (Bose, Kirchbach, Blumenthal) sont toutefois détruits et arasés en 1926.
La question de l'enceinte urbaine continue a été tranchée assez rapidement. Entre 1919 et 1922, la municipalité strasbourgeoise et les militaires français mènent des tractations qui aboutissent le 21 juillet 1922 à une loi de déclassement de l'enceinte fortifiée. Cinq ans plus tard, en 1927, une seconde loi déclassifie le remblai défensif de la voie ferrée Strasbourg-Kehl qui enserre le quartier du Neudorf. Le glacis, la « ceinture verte » entourant la ville jusqu'alors inconstructible, est rendu aux civils soit les 183 hectares de l'enceinte fortifiée, les 575 hectares de la première zone de servitude militaire, les 173 hectares situés au nord du Neudorf pour permettre l'agrandissement du port fluvial et les 233 hectares du remblai de la voie ferrée.

### Dérasement
L'enceinte allemande qui avait été construite en huit années de 1877 à 1885 est progressivement dérasée sur une période de trente années. Les travaux de démolition commencent par les remparts situés près de l'hôpital militaire et sur le front ouest par la destruction des portes de Saverne et de Schirmeck en 1919-1920. Durant les années 1920-1925, les démolitions visent la porte de Kehl, la porte Nationale (Weissthurmtor), les portes de Pierre et du Canal ainsi que le rempart autour du Cavalier no 9 et autour des bastions no 2 et 4. Entre 1925 et 1925, les travaux se poursuivent sur le front nord par des aménagements d'espaces de promenades et sur le front oriental par le dérasement du rempart près de la porte de Kehl. Entre 1929 et 1934, des ouvrages défensifs sont démolis sur les fronts nord et sud et le rempart situé derrière le parc de l'Orangerie est rasé. Entre 1935 et 1939, la démolition se poursuit sur les Cavaliers no 12, 10, 9 et 7.
Après ces campagnes de démolition, il subsiste encore trois vestiges majeurs dorénavant protégés au titre des monuments historiques. Sur le front nord, derrière la Caserne Stirn subsiste le bastion no 11 et sert de magasin militaire. Entre la gare ferroviaire et la rocade autoroutière (front ouest) subsistent les bastions no 14 à 17 ainsi que la porte de Guerre ou Kriegstor. Les bastions 16 à 17 appartiennent toujours à l'armée (Gendarmerie) tandis que le bastion 14 appartient à la municipalité et sert de local à des artistes ; le tout est classé aux monuments historiques depuis le 2 avril 2009. Sur le front sud, le mur défensif de l'Hôpital avec ses meurtrières (quais Pasteur et Ménachem) est classé depuis le 13 janvier 2012.

### Évacuation (1939-1940)

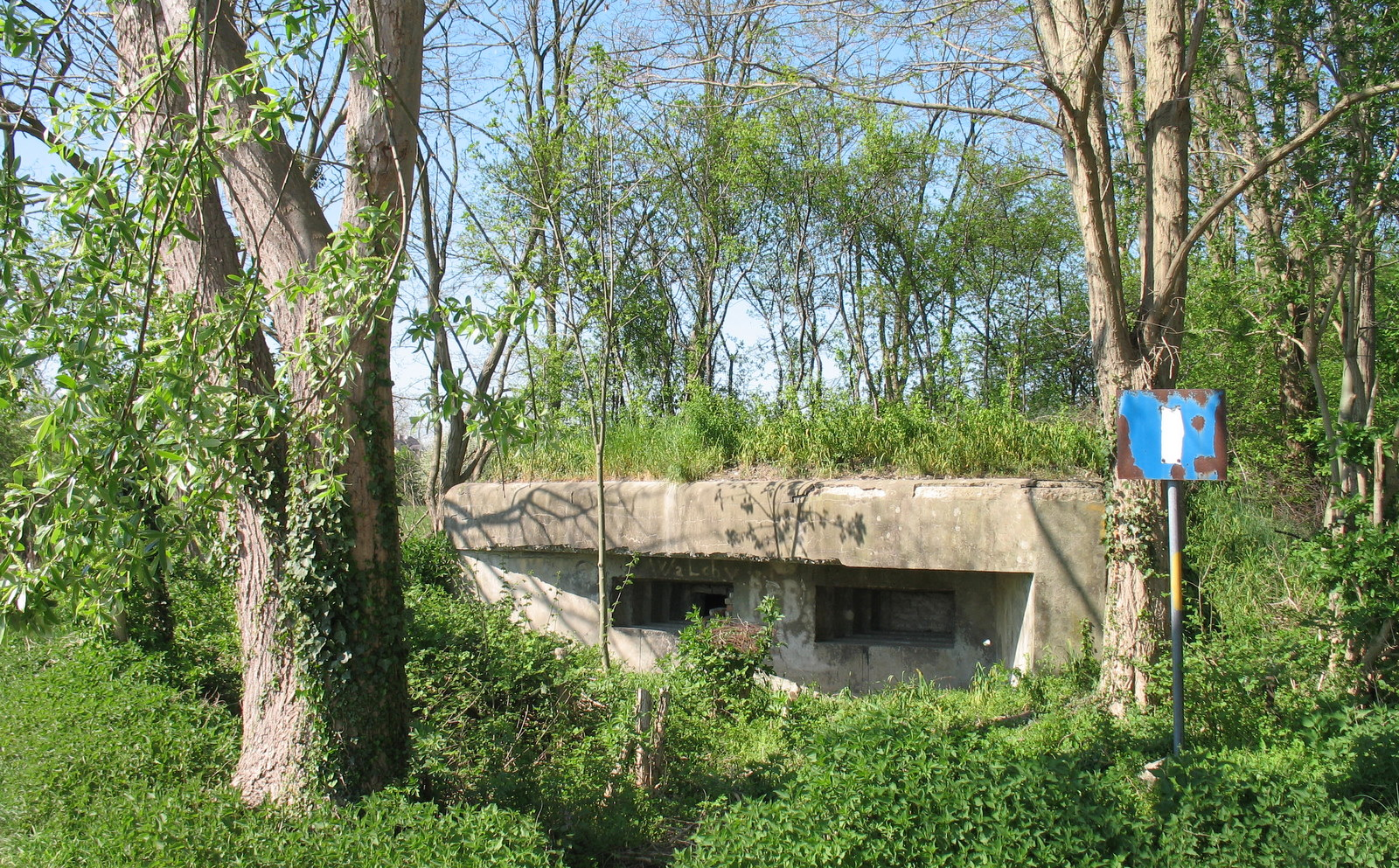
Casemate française de la ligne Maginot (forêt de la Robertsau).

Le projet de fortifier les frontières de la France contre l'Allemagne naît dans l'esprit des militaires français dès la fin de la Première Guerre mondiale. Après dix ans d'études et de débats, les premiers crédits sont votés au parlement en 1929-1930 sous l'impulsion du ministre de la Guerre André Maginot (1877-1932). Dès 1927, il est prévu d'éloigner la population des frontières en cas de guerre afin que les civils ne gênent pas les manœuvres des troupes. L'élaboration des premiers plans d'évacuation est concomitante avec l'édification des ouvrages de la ligne Maginot. Dans le secteur strasbourgeois, il s'agit d'une série de petites casemates établies le long du Rhin et destinées à abriter des hommes d'infanterie pourvus de mitrailleuses.
En 1937, le maire de Strasbourg Charles Frey (1888-1955) est prévenu confidentiellement de l'existence d'un plan d'évacuation vers Périgueux en Dordogne. Le 1er septembre 1939, jour de la Mobilisation Générale, le gouvernement décrète aussi l'évacuation de 300 000 civils du Nord-Est de la France. Le 3 septembre, Strasbourg est vidé de ses habitants ; la plupart se retrouvent en Dordogne (90 000) et dans l'Indre (30 000). Sur place, ne reste plus qu'un groupe de 5 000 hommes composé de personnels municipaux, de pompiers, de policiers, de gardes républicains et du 205e régiment régional de protection. Ce chiffre va même en s'amenuisant au fil des semaines suivantes pour descendre à 3 500 personnels durant la drôle de guerre. Après les combats décisifs de Sedan et la débâcle française des 10-14 mai 1940, les Allemands traversent le Rhin et entrent dans Strasbourg le 19 juin.